# 닛산 스카이라인
닛산 스카이라인(Nissan Skyline, 일본어: 日産・スカイライン)은 닛산 자동차가 생산/판매하는 후륜구동/사륜구동 스포츠 세단/쿠페이다. 1957년 발매 초기에는 닛산 자동차가 아닌 프린스 자동차 공업에서 출시되었으며, 1966년 프린스 자동차가 닛산에 인수합병되면서 닛산의 차종이 되었다. 고성능 버전인 닛산 스카이라인 GT-R이 있었지만 이후 2007년에 별도의 모델로 분리됐다. 대한민국을 포함한 해외에서는 11세대 모델부터 12세대 모델까지는 닛산의 고급 브랜드인 인피니티에서 인피니티 G 시리즈로 판매되었으며 크로스오버인 닛산 스카이라인 크로스오버는 인피니티 EX로 판매가 되었다(단 12세대의 인피니티 G25 세단 모델은 인피니티 Q40으로 2016년까지 병행 생산 및 판매되었다). 13세대 모델부터 세단은 인피니티 Q50, 쿠페는 인피니티 Q60으로 판매되고 있다.

### 1세대 ALSID-1 (1957~1963)

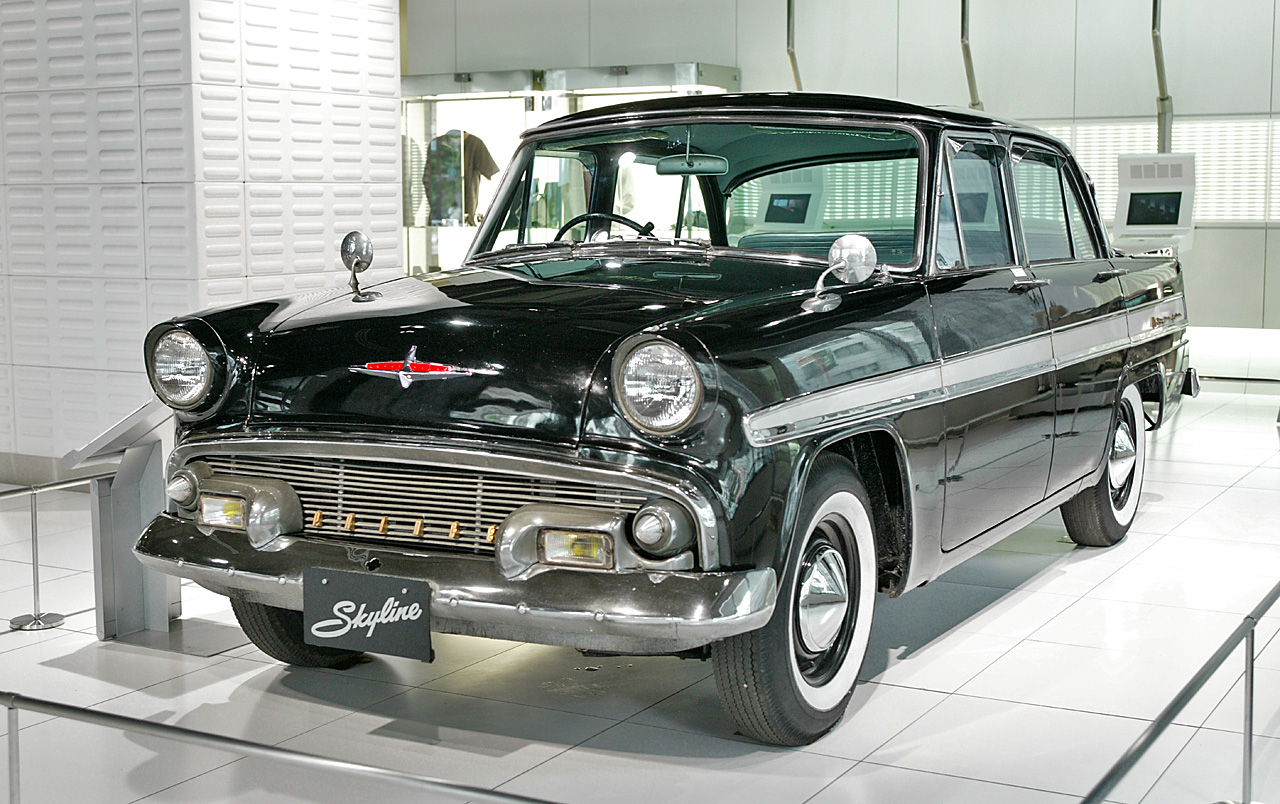
프린스 스카이라인 4도어 세단 정측면

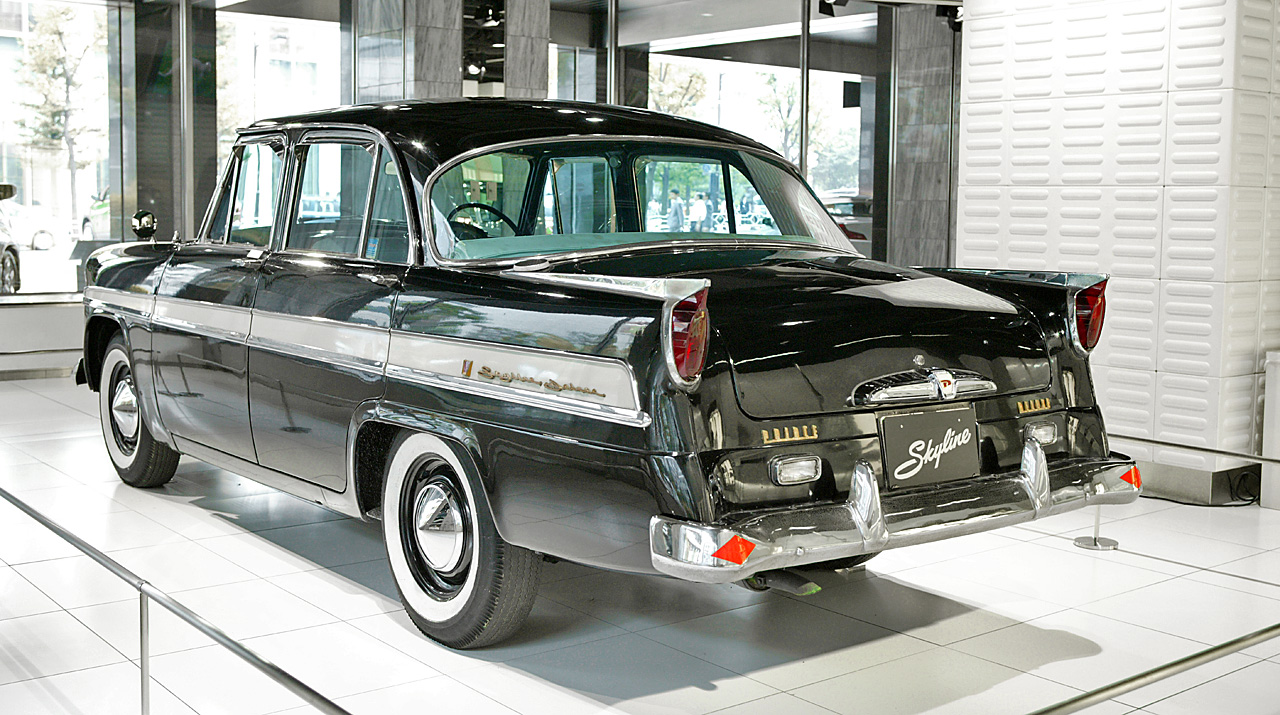
프린스 스카이라인 4도어 세단 후측면

닛산 이전의 프린스자동차를 통해 1957년에 출시되었으며, 1959년부터 리어램프에 4개 타입의 히노마루 램프를 적용하면서 스카이라인의 아이덴티티가 되었다.
1962년에는 이탈리아의 디자인 하우스 미켈로티가 맡은 스페셜 모델인 스카이라인 스포츠가 출시되었는데, 당시 기술력이 부족한 탓에 이탈리아 기술자의 손으로 수제작되었기 때문에
185만엔이라는 초고가로 판매되었다. 1963년에 단종되었으며, 총 34,000대가 팔렸다. 이 차를 베이스로 한 닛산 글로리아가 형제 차종인데, 후에 이 차종보다 한 단계 높은 고급차로 계승되었다.

### 2세대 S50 (1963~1968)

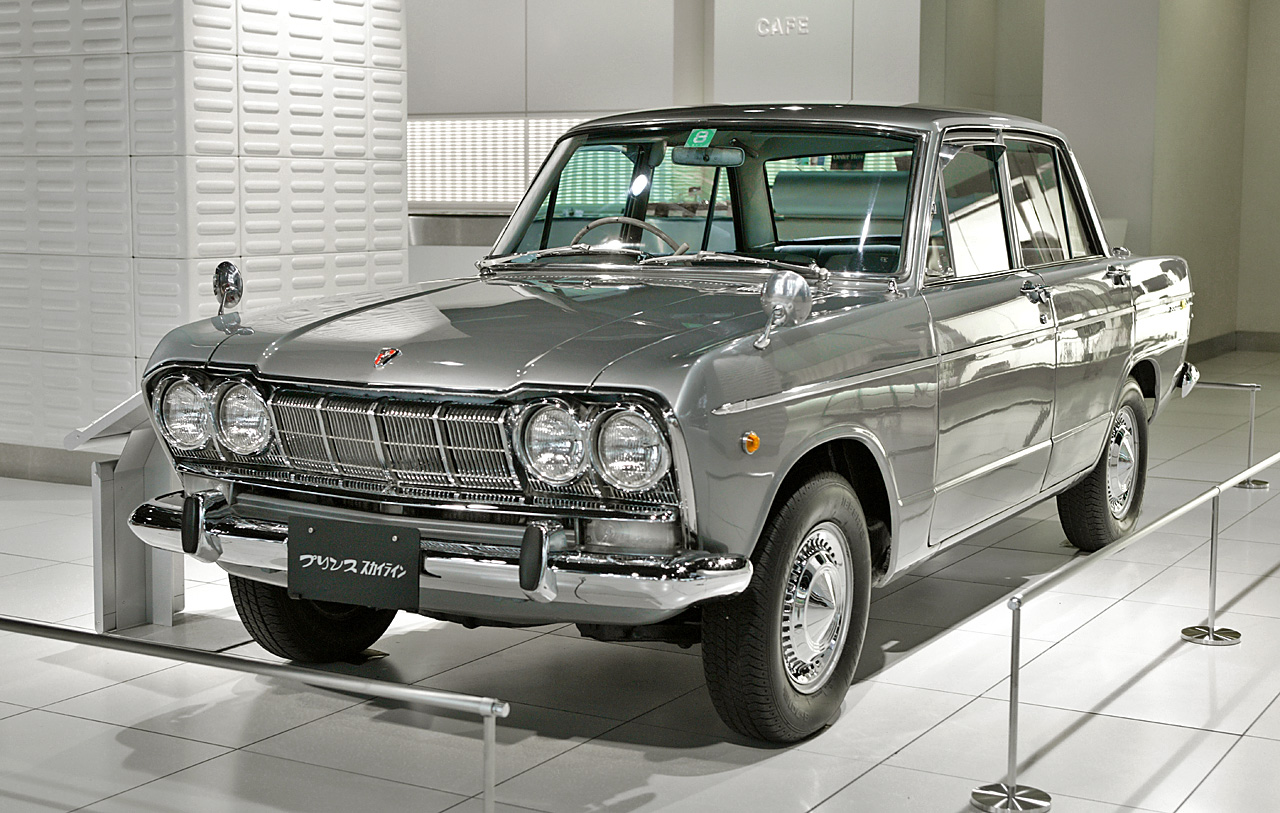
프린스 스카이라인 4도어 세단 정측면

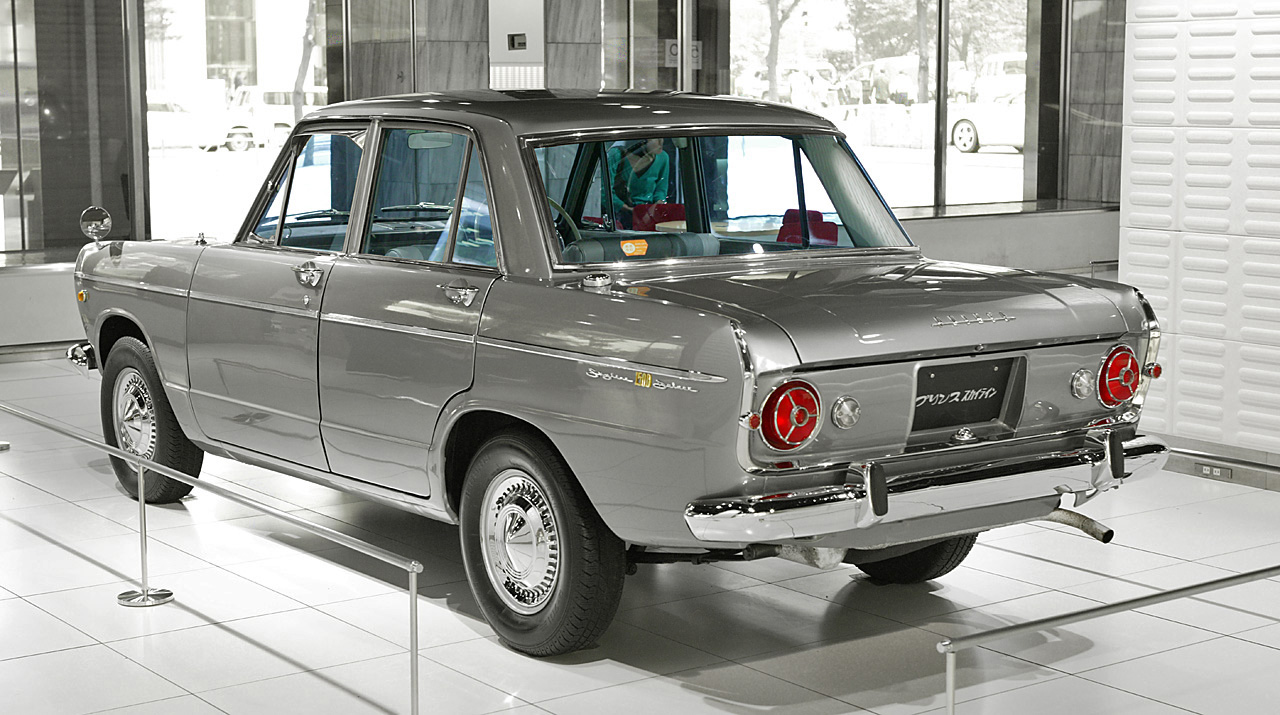
프린스 스카이라인 4도어 세단 후측면

1963년에 1세대 ALSI의 후속으로 출시되었으며, 프린스자동차가 합병되기 전에 내놓은 마지막 스카이라인이다.
초대 모델처럼 1,500cc 엔진과 후륜구동 레이아웃을 고수했으며, 1964년에는 일본 그랑프리에 출전하기 위해 2.0L 6기통 엔진을 탑재하려 했으나,
엔진룸이 좁아서 프론트를 20cm 정도 연장시킨 S54형으로 출전하게 된다. 그 당시 스즈카 서킷에서 열린 그랑프리에서 한 바퀴 뿐이었지만, 포르쉐 904를 앞질렀다.
3년 뒤인 1966년에 프린스가 닛산으로 합병되면서 본격적인 닛산 스카이라인의 역사가 시작되었다.
1968년까지 생산되었으며, 총 114,238대가 판매되었다.

### 3세대 PGC10 (1968~1972)

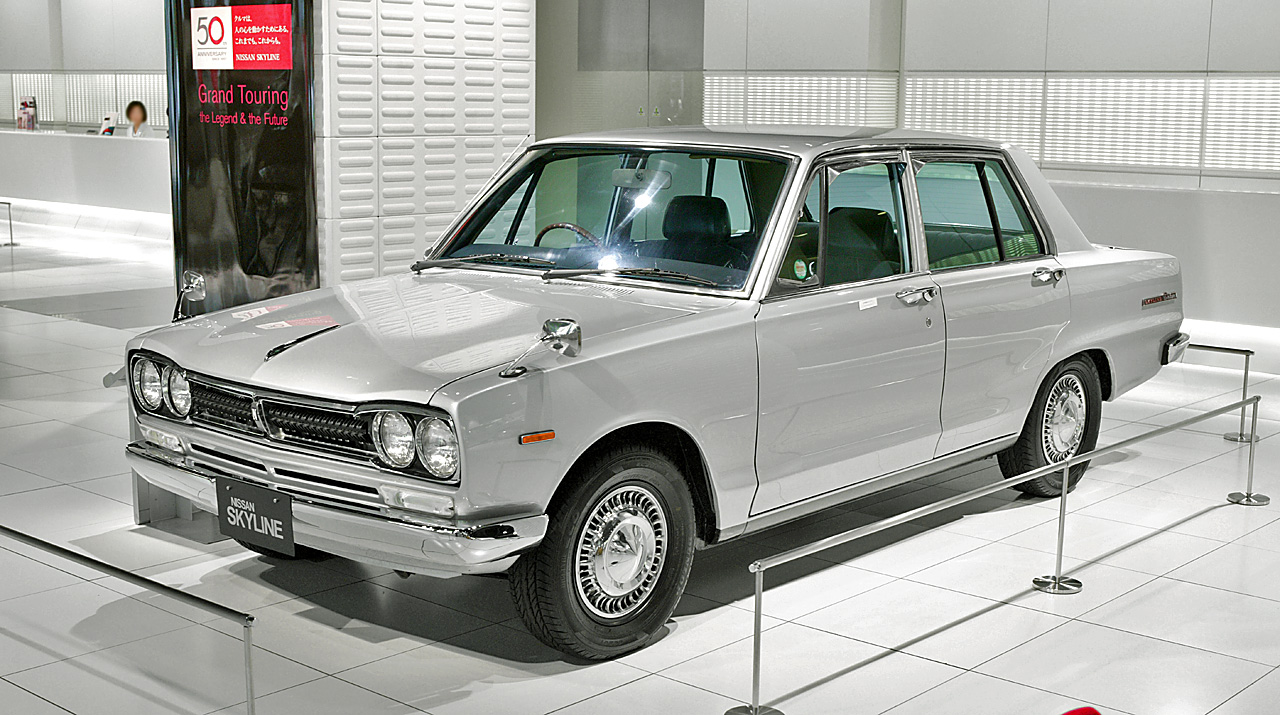
닛산 스카이라인 2000 GT-X 4도어 세단 정측면

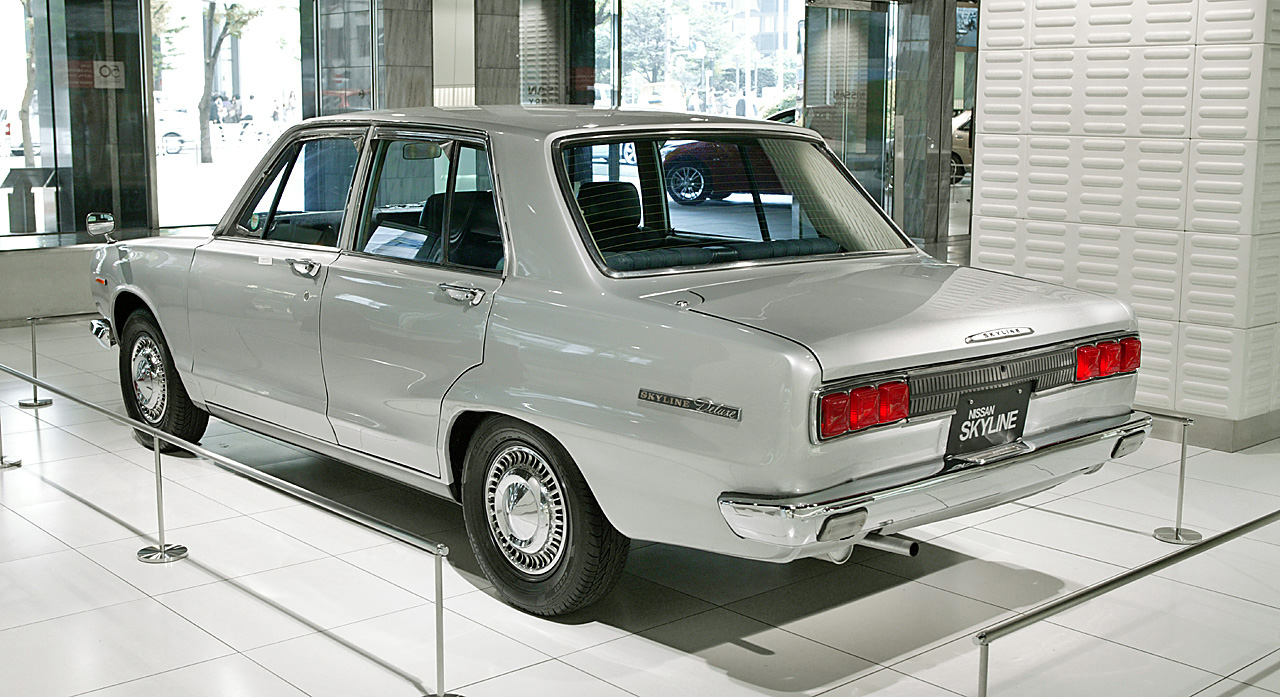
닛산 스카이라인 2000 GT-X 4도어 세단 후측면

프린스 자동차가 닛산에 합병되기 이전부터 개발하였으며, 1968년에 닛산에 합병됨과 함께 동시에 판매를 시작했다.
그 이듬해인 1969년에는 고성능 모델인 GT-R이 선보였다. 후에 나올 GT-X보다 더 강력한 2.0L 160마력 가솔린 엔진을 얹었으며,
이 때부터 스카이라인에는 DOHC 방식을 처음으로 적용했다. 1971년에는 직렬 4기통 2.0L 120마력 엔진을 장착한 2000 GT-X가 추가되었으며,
그 이듬해에는 GT-X에 4도어 버전이 추가되었다.

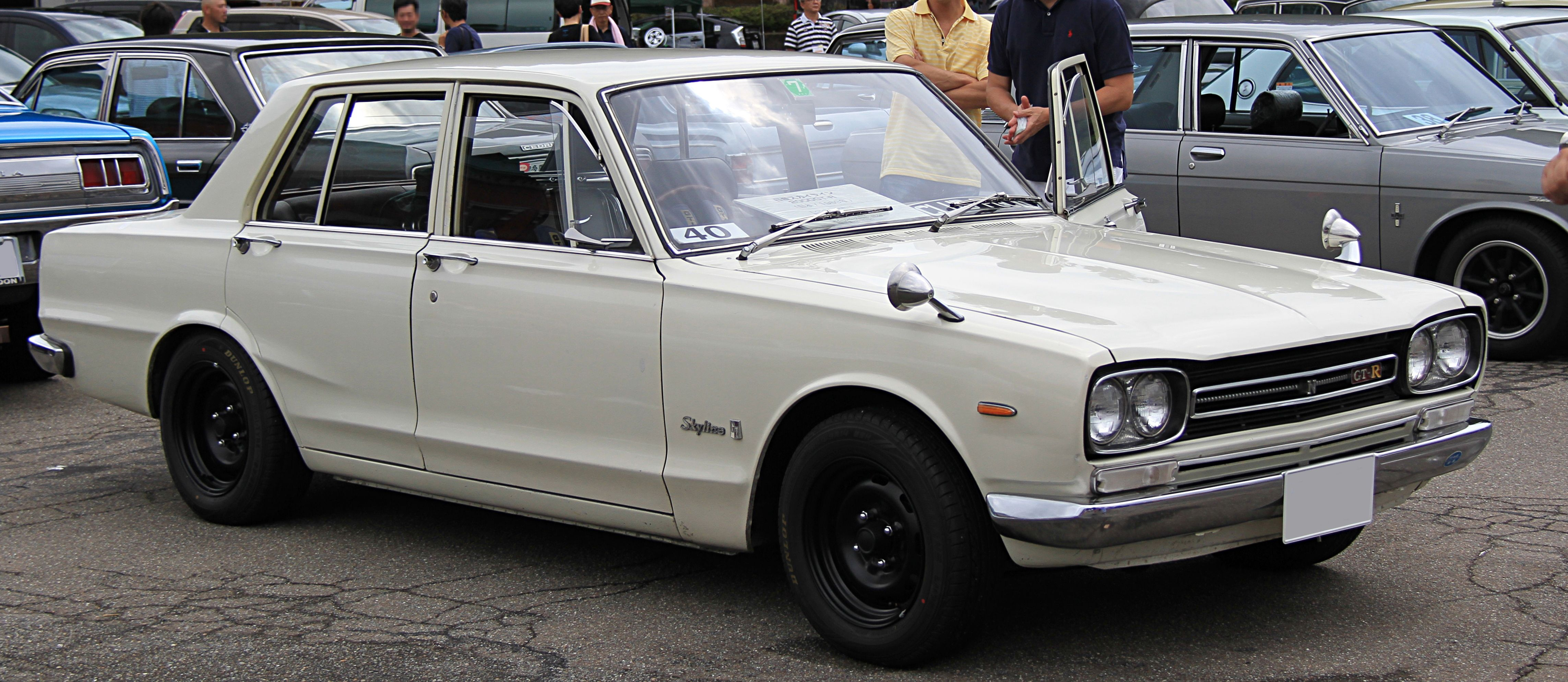
닛산 스카이라인 GT-R 4도어 세단 정측면
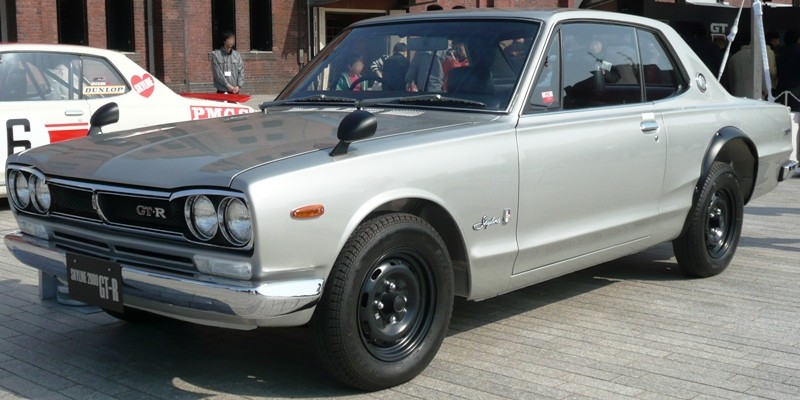
닛산 스카이라인 GT-R 2도어 쿠페 정측면
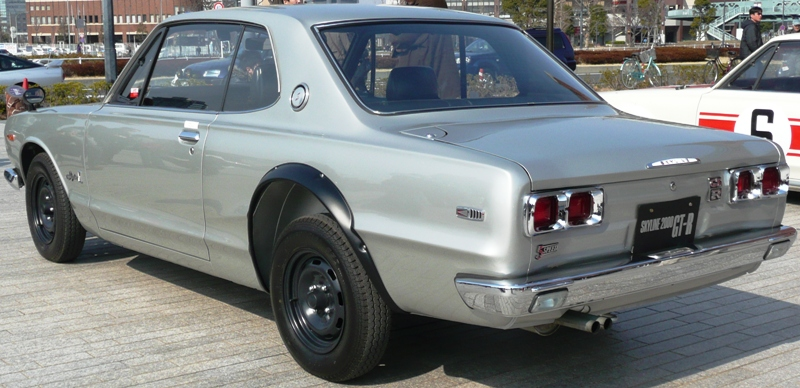
닛산 스카이라인 GT-R 2도어 쿠페 후측면
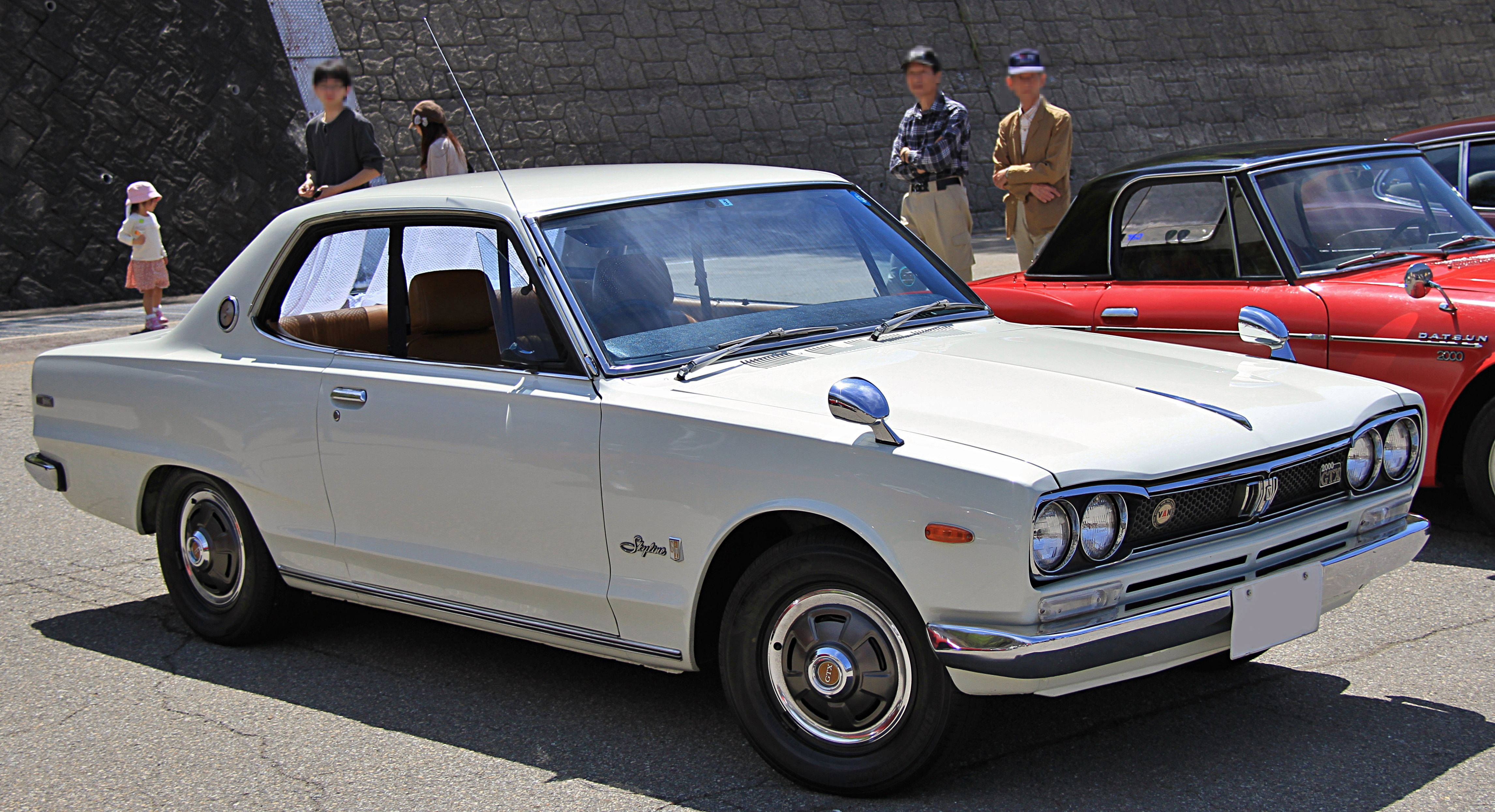
닛산 스카이라인 GT-X 2도어 쿠페 후측면
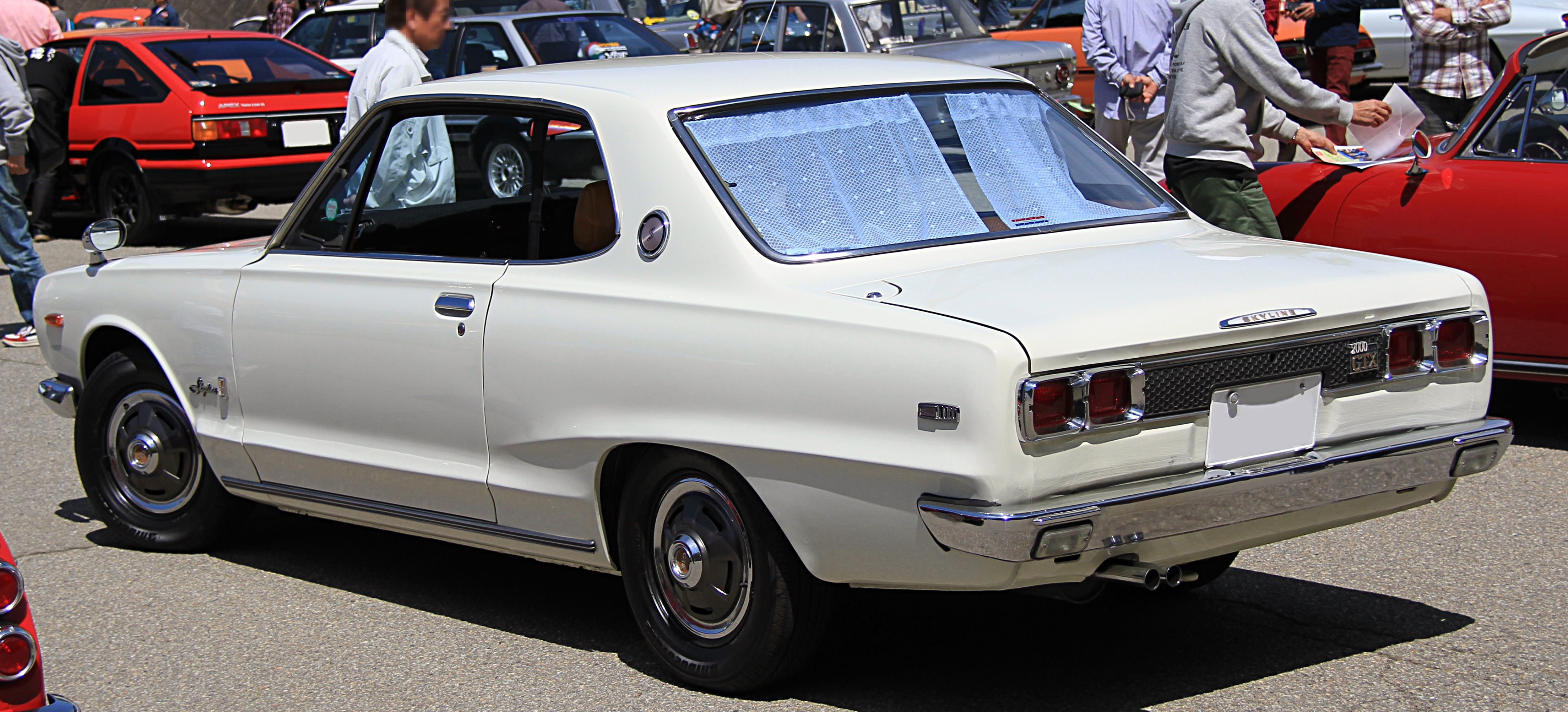
닛산 스카이라인 GT-X 2도어 쿠페 후측면

### 4세대 PGC110 (1972~1977)

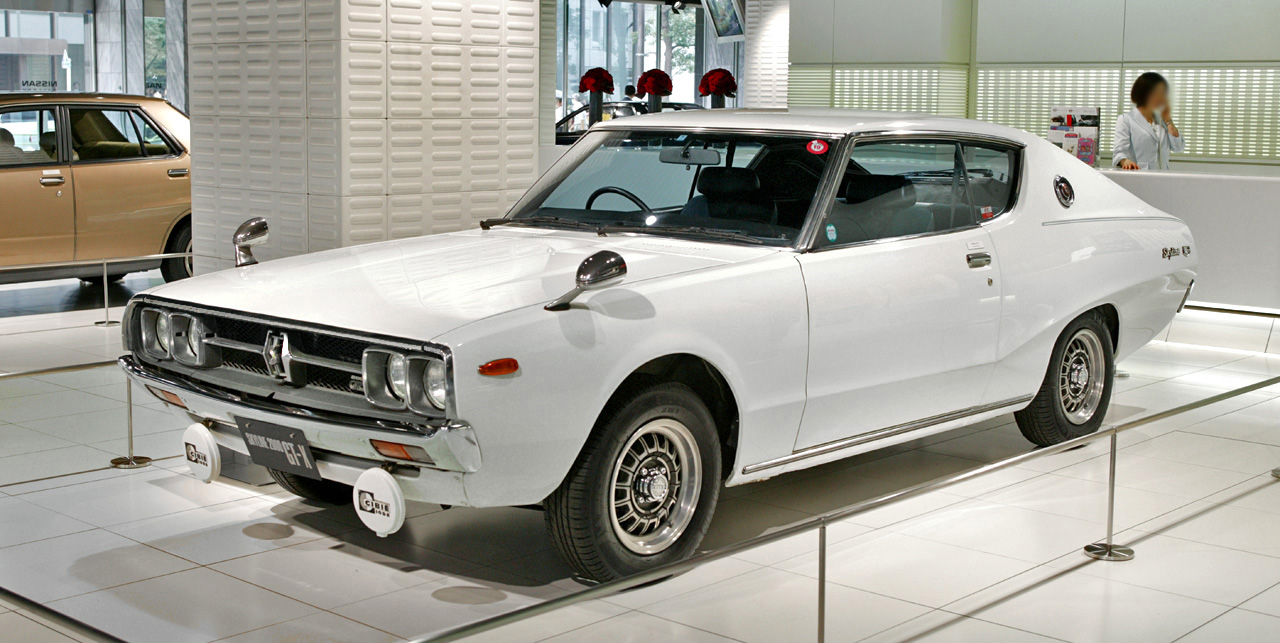
닛산 스카이라인 2도어 쿠페 정측면

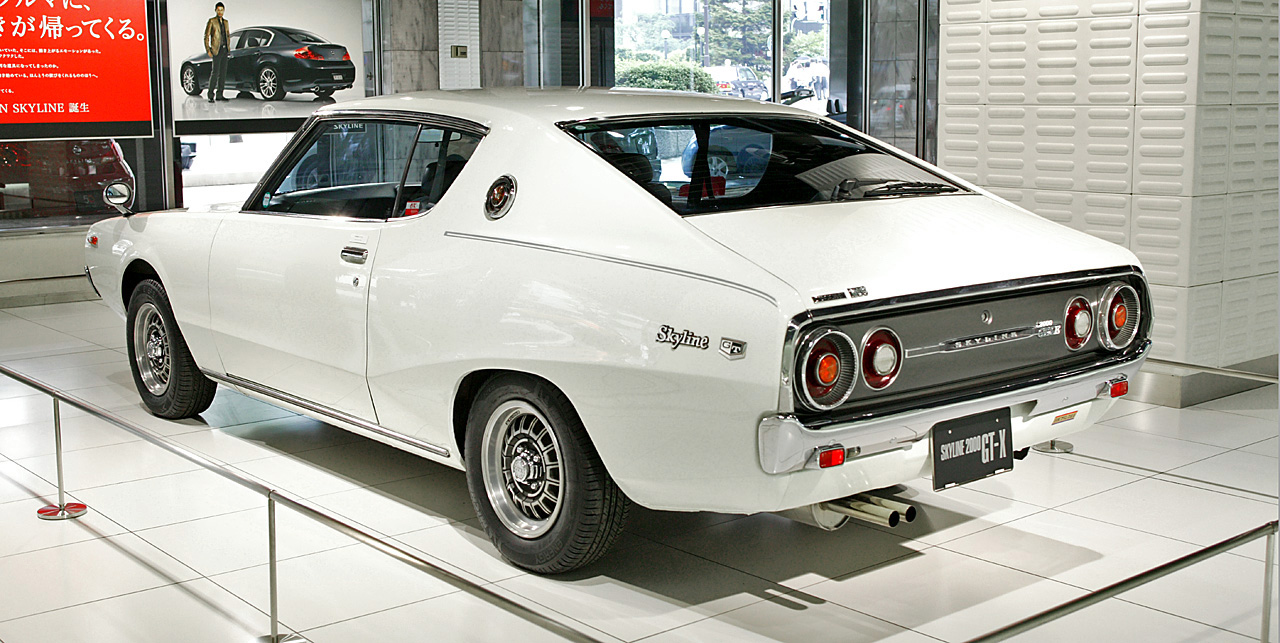
닛산 스카이라인 2도어 쿠페 후측면

1972년에 C10의 후속으로 출시되었으며, 이전 세대와 달리 패스트백 스타일의 2도어 쿠페와 5도어 왜건이 준비되었다.
1975년에는 연료 분사 시스템을 변경하게 된다.
그 해 9월에 고성능 모델인 GT-R을 선보였지만, 석유 파동으로 인해 닛산에서 모터스포츠 세계에서 철수하게 되면서
GT-R의 존재감은 서서히 멀어져 갔고, 이듬해인 1973년에 GT-R은 사라지고 말았다.
1977년에 단종되었으며, 한편, 이보다 4년 먼저 단종된 GT-R은 1989년에 BNR32 스카이라인 GT-R이 등장할 때까지 16년이라는 긴 시간 동안 동면에 들어가게 되었다.

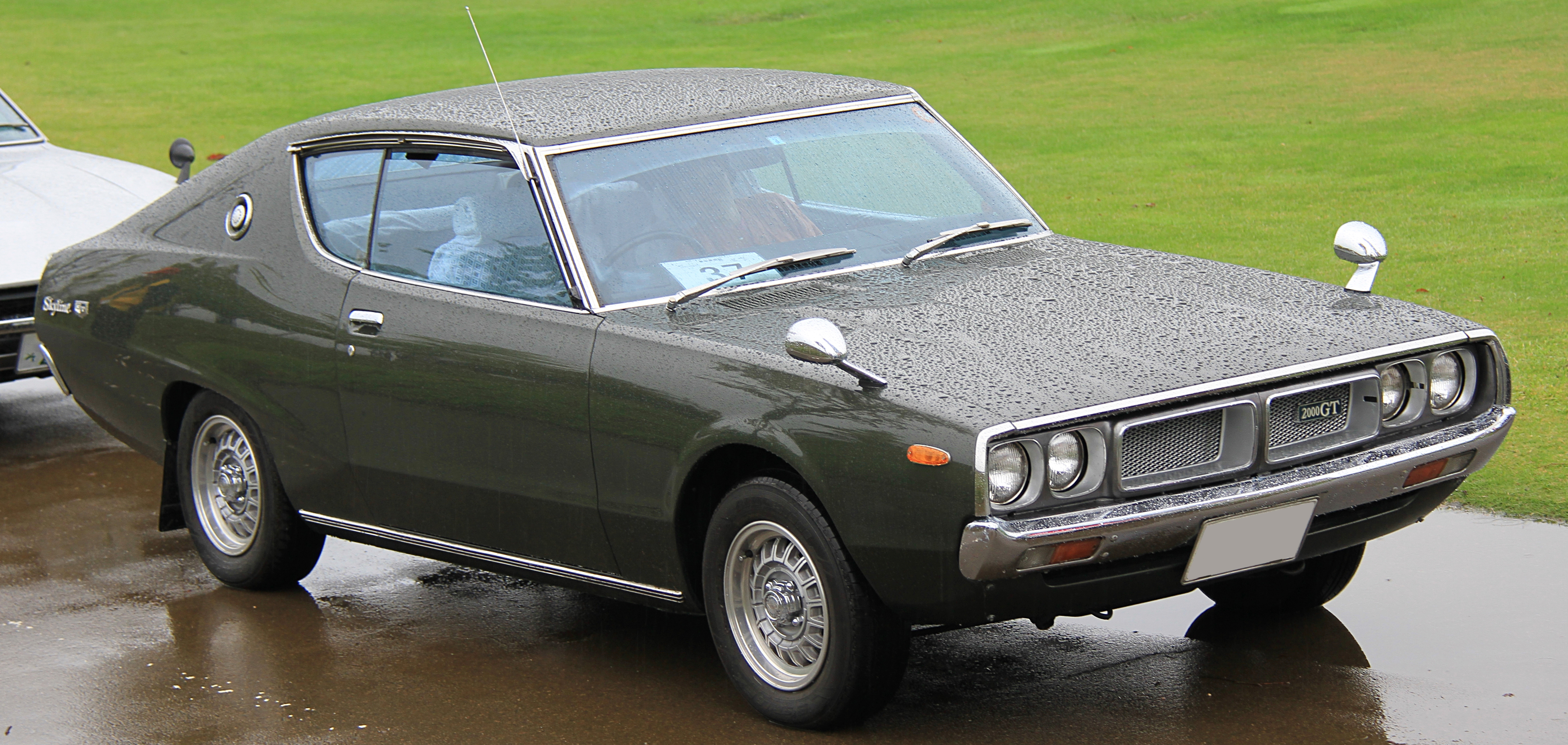
닛산 스카이라인 2도어 쿠페 정측면
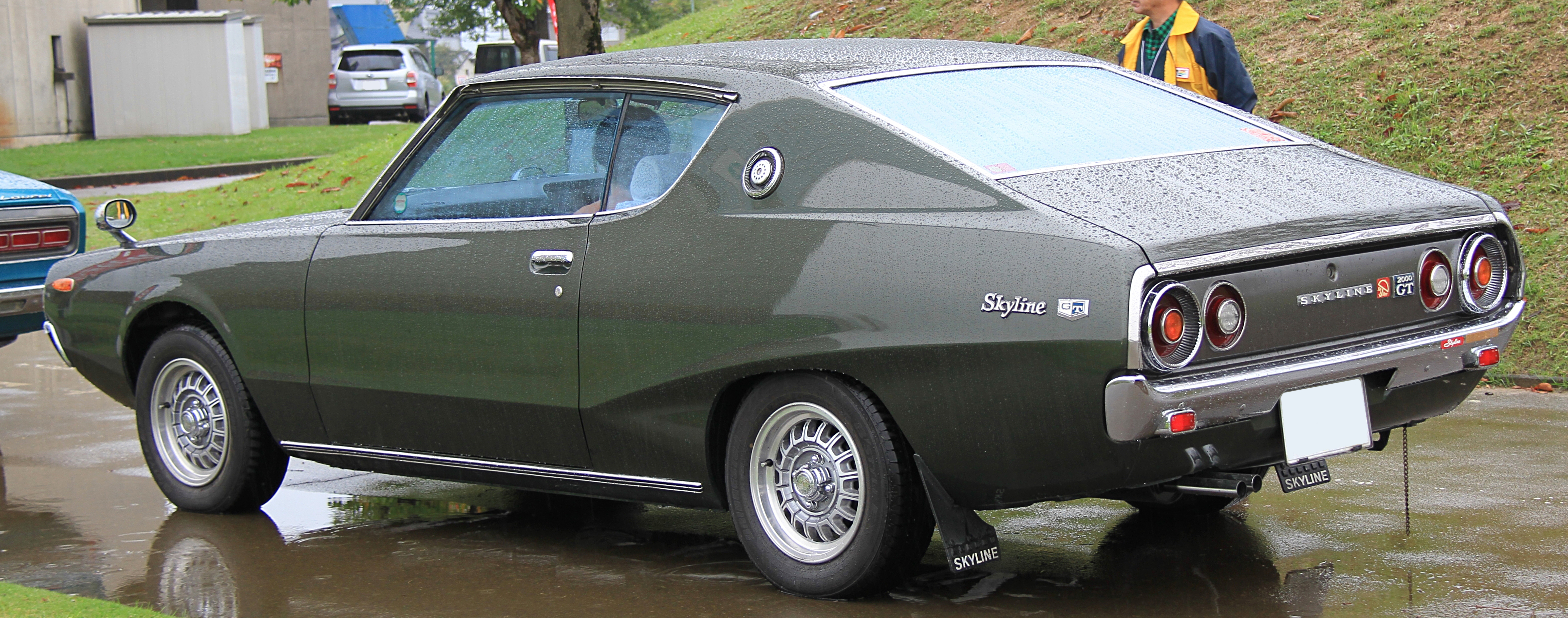
닛산 스카이라인 2도어 쿠페 후측면
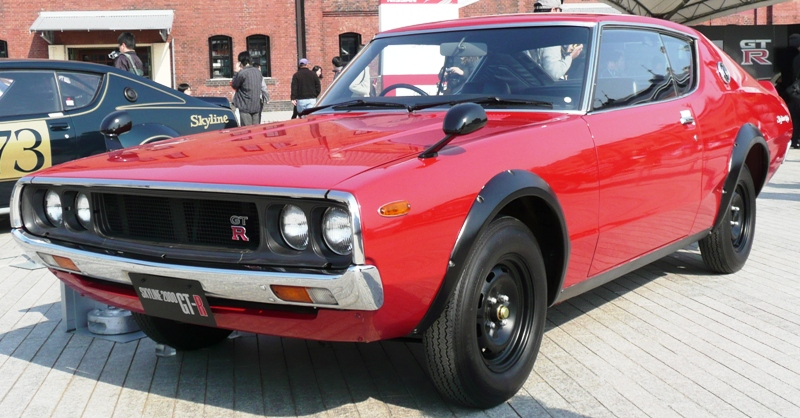
닛산 스카이라인 GT-R 2도어 쿠페 정측면
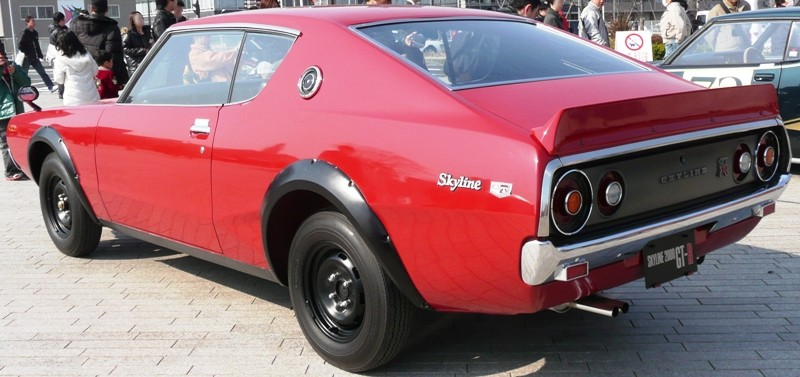
닛산 스카이라인 GT-R 2도어 쿠페 후측면

### 5세대 C210 (1977~1981)

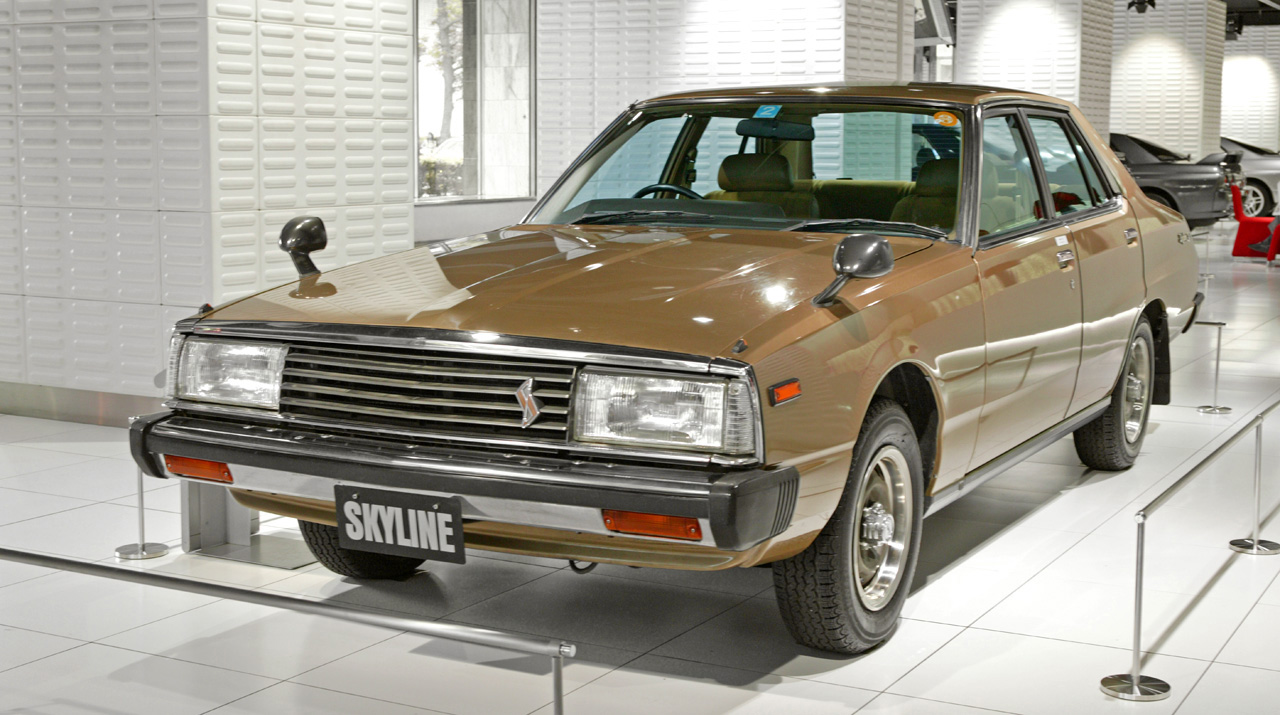
닛산 스카이라인 4도어 세단 정측면

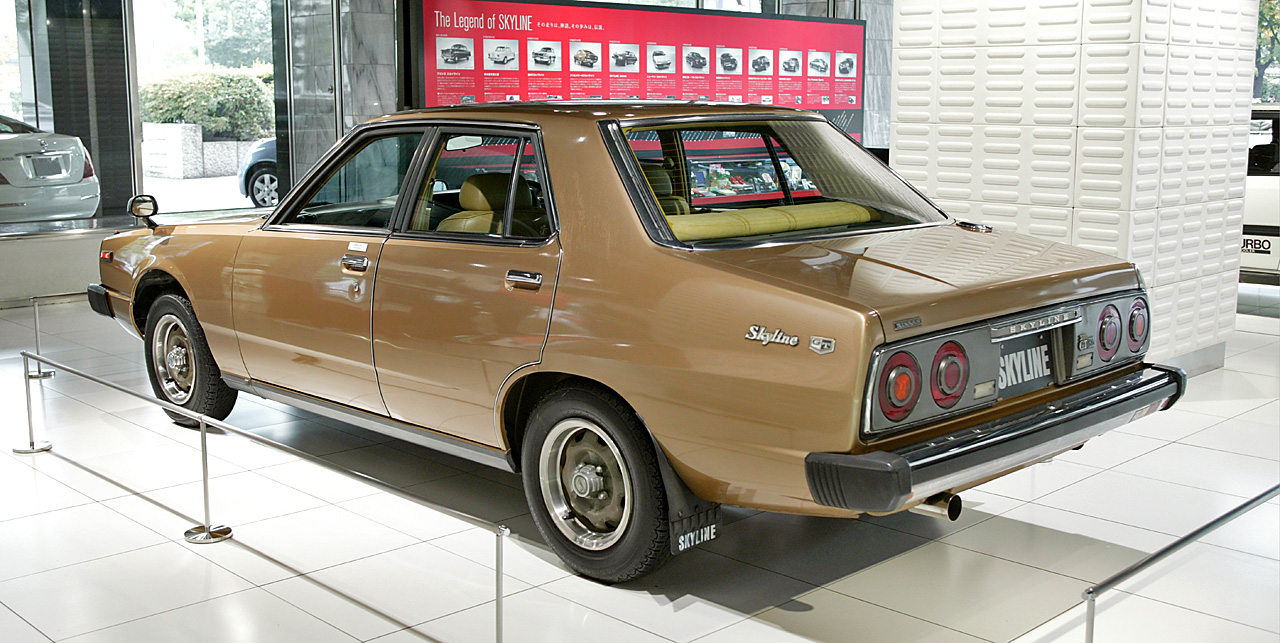
닛산 스카이라인 4도어 세단 후측면

1977년 8월에 출시되었으며, 당시 광고 캐치프라이즈는 "SKYLINE JAPAN"이었다. 선대의 컨셉을 유지하되, 이전 모델인 C110과 바디 타입이 유사하다.
당시 오일 쇼크로 인하여 선대 모델에 있었던 DOHC 유닛이 삭제되었는데, 직렬 4기통 1.6L, 1.8L 2가지와 직렬 6기통 2.0L 3가지 엔진 라인업을 갖추되, 세팅을 달리하여 출력은 각각 다른 수치를 보였다.
1978년 3월에 2000GT-E · L 및 1800TI-E · L 블랙 에디션을 내놓았는데, 70%의 편평비율을 가진 타이어와 알루미늄 휠, 오버 헤드 콘솔 및 헤드라이트 워셔 기능을 장착했다.
그 해 8월에 L16형, L18형 엔진에 트윈 스파크 플러그를 채택하여 급속 분사방식으로 바뀌었으며, 이 때 엔진은 Z16/Z18 타입으로 바뀌게 된다. 1979년 7월에 마이너 체인지되면서 디자인 변경이 이루어졌으며,
그 해 11월에 2000 GT-E에 "SUPER GT"를 설정하여 내놓았다. 1980년 4월에는 터보 엔진을 장착하였으며, 1981년에 단종되었다.

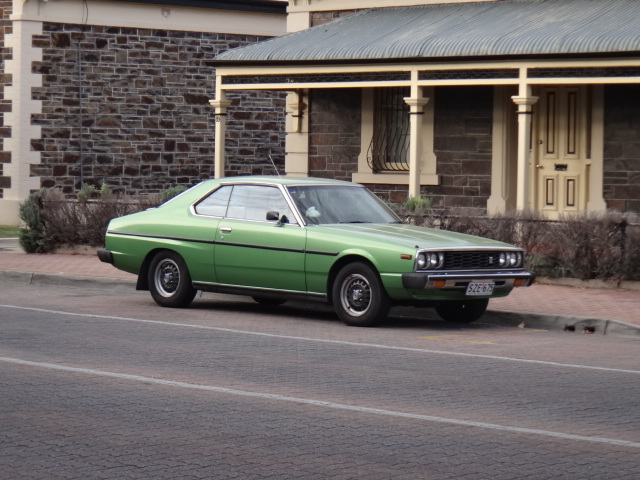
닛산 스카이라인 2도어 쿠페 정측면
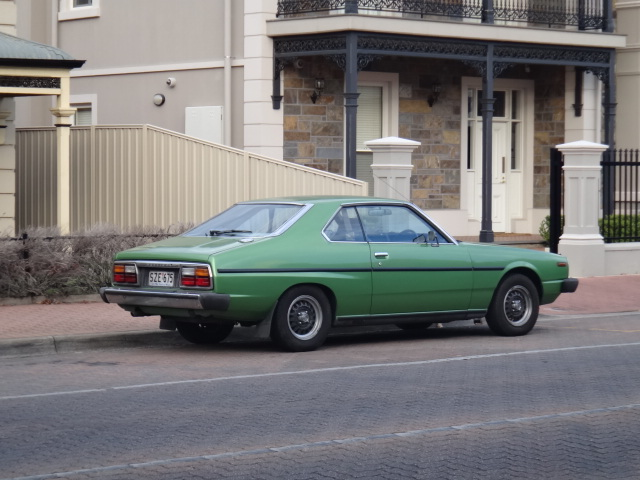
닛산 스카이라인 2도어 쿠페 후측면

### 6세대 R30 (1981~1985)

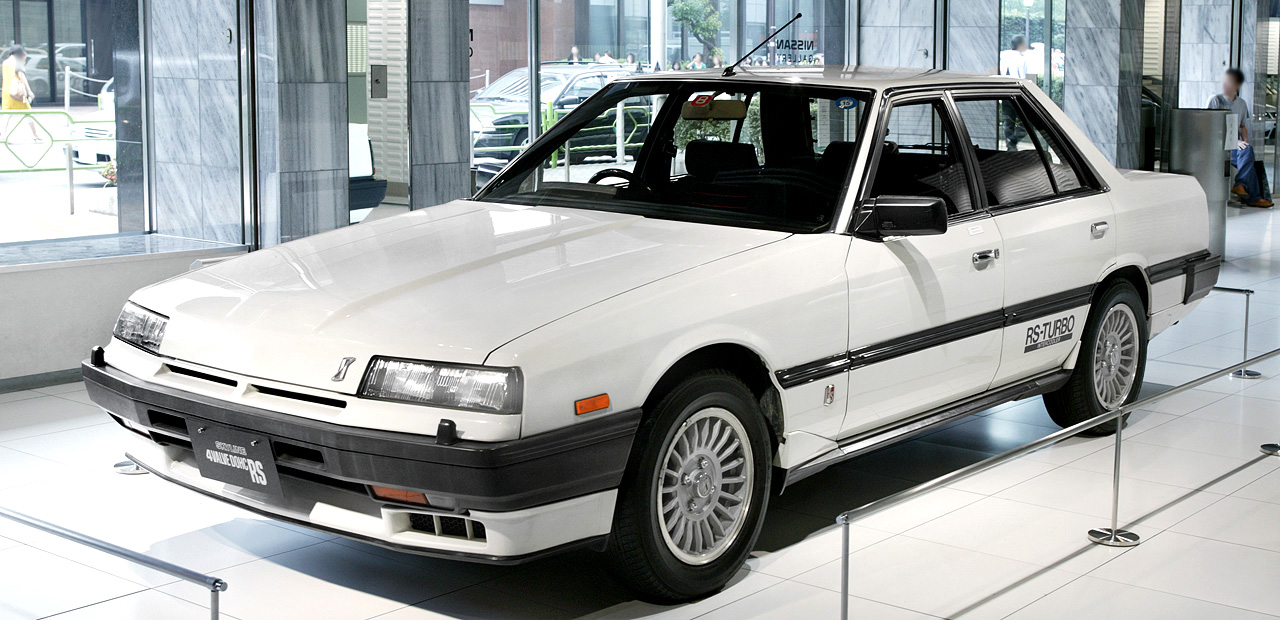
닛산 스카이라인 4도어 세단 정측면

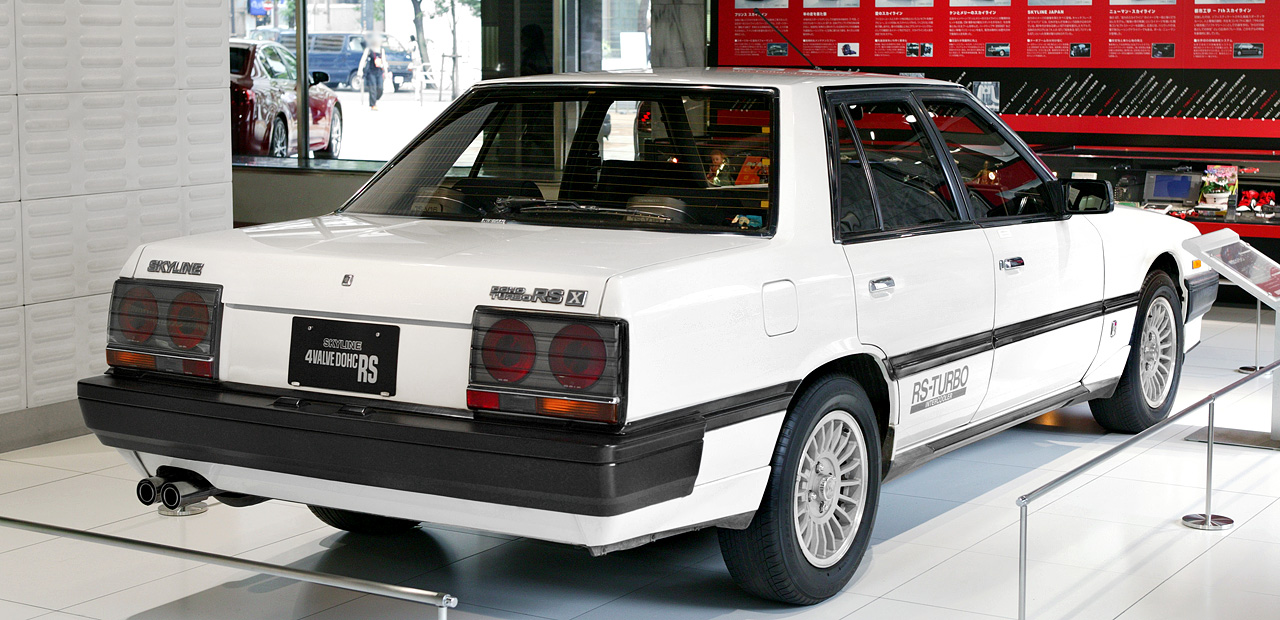
닛산 스카이라인 4도어 세단 후측면

1981년 3월에 출시되었으며, 출시 당시 광고 모델로 미국의 영화배우 폴 뉴먼을 기용한 것이 화제가 되었다. 4도어 세단, 2도어 하드톱, 5도어 해치백, 스테이션 왜건 등 다양한 차체의 라인업을 가졌고,
스카이라인 역사상 처음으로 스페어 타이어 공기압 감소 경고등이 장착되었다. 1.8L와 2.0L의 배기량을 사용한 엔진 라인업은 7가지나 되었으며, 여기에 4단 및 5단 수동변속기, 3단 및 4단 자동변속기를 맞물렸다.
그 해 10월에는 4기통 DOHC FJ20E형 150마력 엔진을 장착한 2000RS가 출시되었으며, 이 때 직렬 6기통 엔진을 장착하지 않은 차량에는 "RS"라는 별칭이 붙었다. 이듬해인 1982년 10월에는 Z18형 1.8L 엔진을 CA18형 엔진으로 구조를 바꾸었으며, 라인업에 "GT-X 엑스트라"모델이 추가되었다. "GT-X 엑스트라"에는 60%의 편평비를 가진 타이어가 장착된다. 1983년 2월에는 2000RS에 터보 엔진을 장착한 "2000 Turbo RS"가 추가되었으며, 그 해 8월에는 마이너 체인지를 통해 전, 후 디자인이 변경되었으며, 대형 범퍼가 장착되었다. 또, 10월에는 폴 뉴먼의 싸인이 그려진 데칼과 15인치 알루미늄 휠을 장착한 "2000 Turbo GT-E, GT-S 폴 뉴먼 에디션"이 추가되었으며, 11월에는 닛산 자동차 창립 50주년을 맞이하여 50주년 스페셜 에디션을 내놓았다. 1984년 8월에는 점화 계통이 "플라즈마 스파크 시리즈"로 바뀌었으며, 1985년 8월에 후속인 R31에게 자리를 물려주고 단종되었다. 왜건 모델은 병행 생산하여 1990년 2월까지 판매되었다.

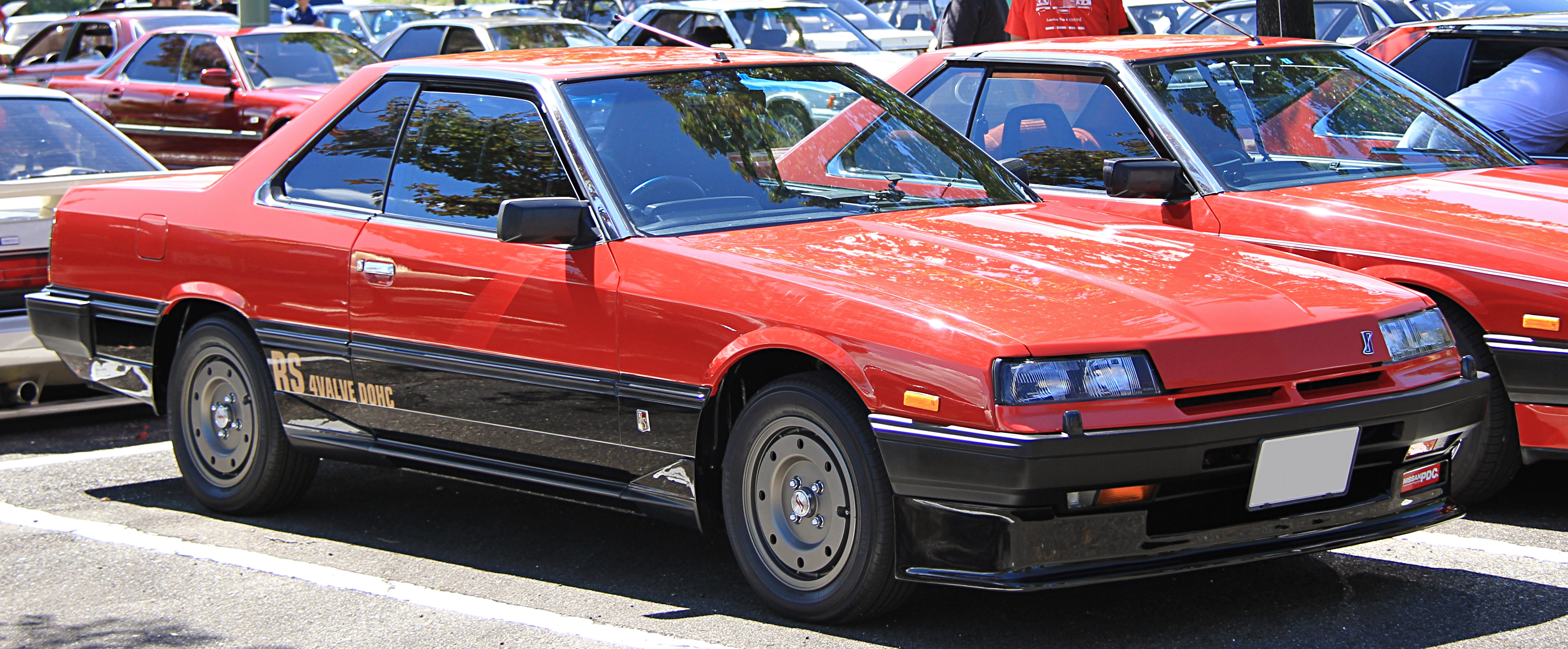
닛산 스카이라인 2도어 쿠페 정측면
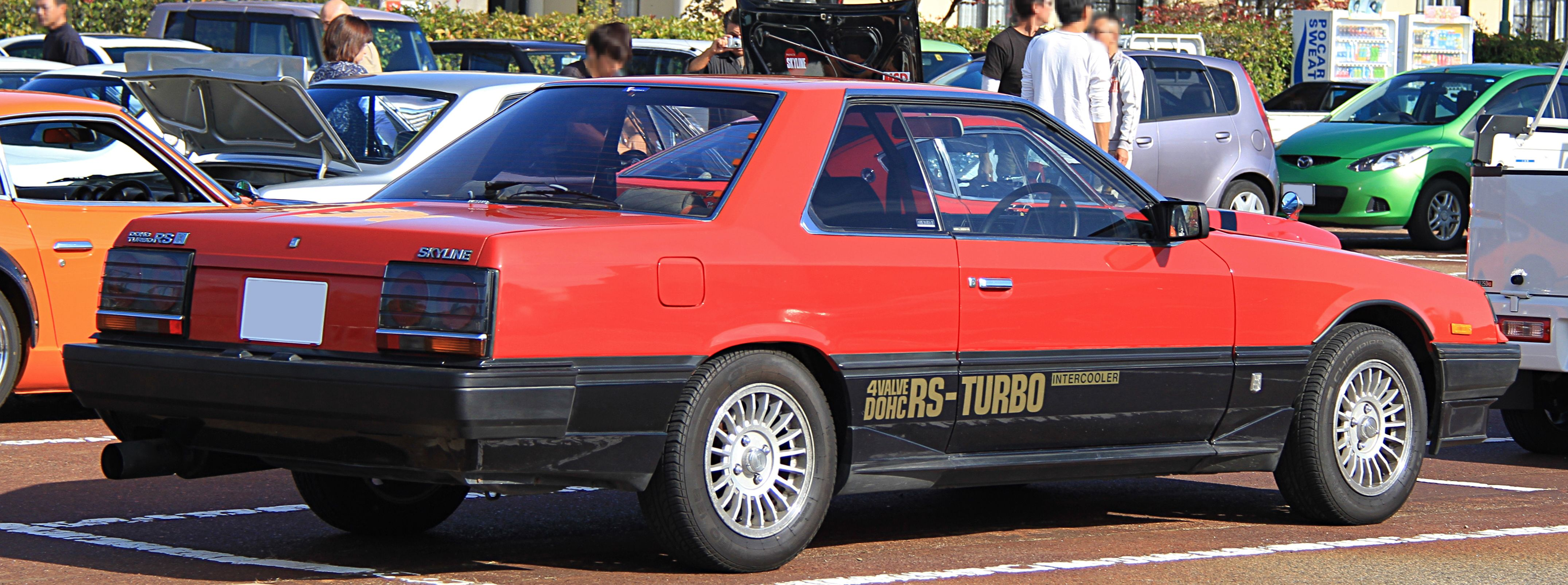
닛산 스카이라인 2도어 쿠페 후측면

### 7세대 R31 (1985~1989)

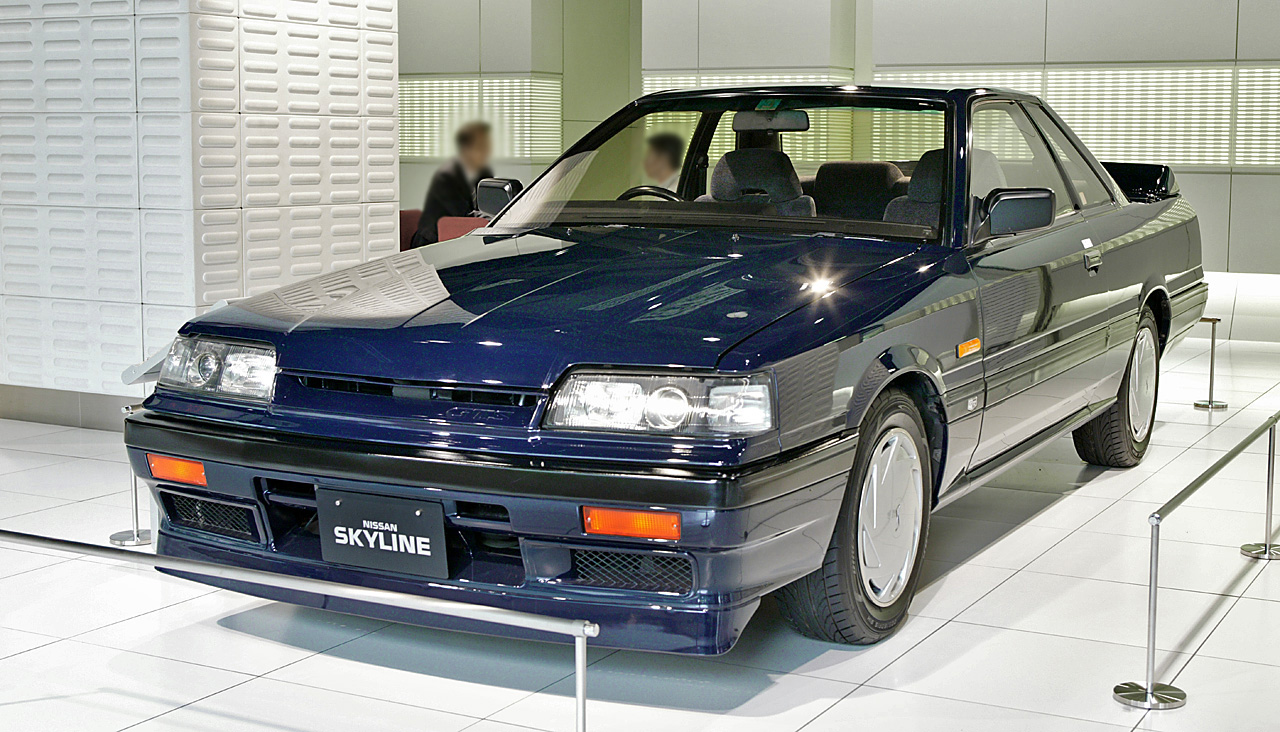
닛산 스카이라인 GTS-R 2도어 쿠페 정측면

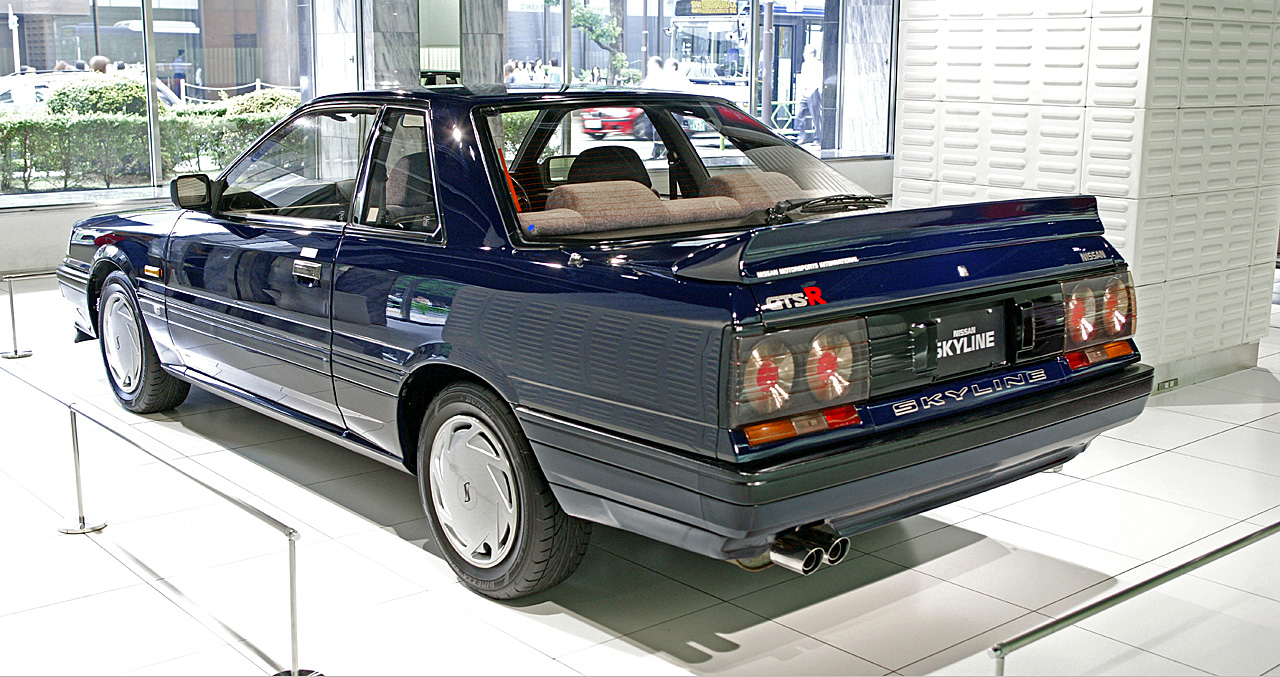
닛산 스카이라인 GTS-R 2도어 쿠페 후측면

1985년 8월에 출시하였으며, 닛산 로렐 및 닛산 레오파드 계열의 플랫폼을 사용하였다.
초기에는 4도어 하드톱만 출시하였으나, 1986년 1월에는 스테이션 왜건이, 그 해 5월에는 2도어 스포츠 쿠페인 GTS가 추가되었다.
엔진은 RB20DET 직렬 6기통 2000cc 180마력 트윈캠 터보, RB20DE 자연흡기, 2000cc SOHC 터보인 RB20ET 등 5가지의 라인업을 갖추었으며,
일본 세단 최초로 4륜 독립 조향 시스템인 HICAS를 적용하였다. HICAS 시스템은 후에 R34에 와서 SUPER HICAS로 발전하게 된다.
1989년에 고성능 모델인 GTS-R을 끝으로 단종되었으며, 총 누적 판매대수는 총 309,716대였다.

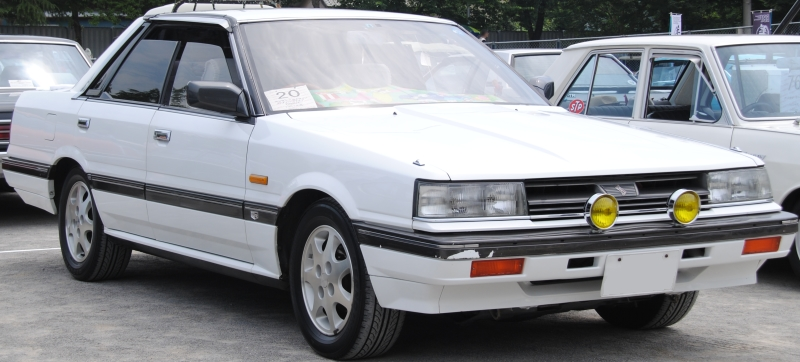
닛산 스카이라인 4도어 세단 정측면
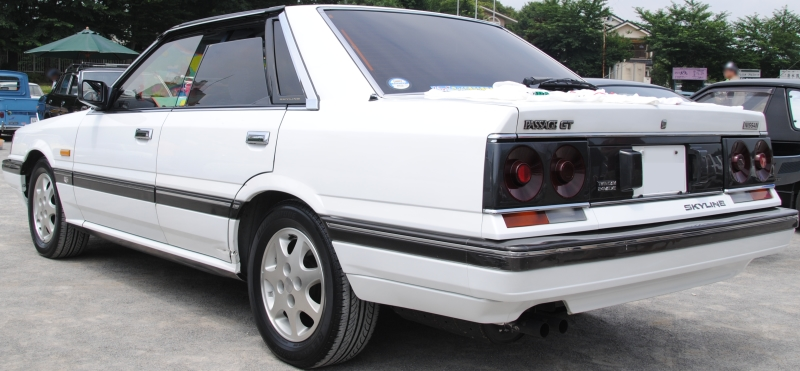
닛산 스카이라인 4도어 세단 후측면
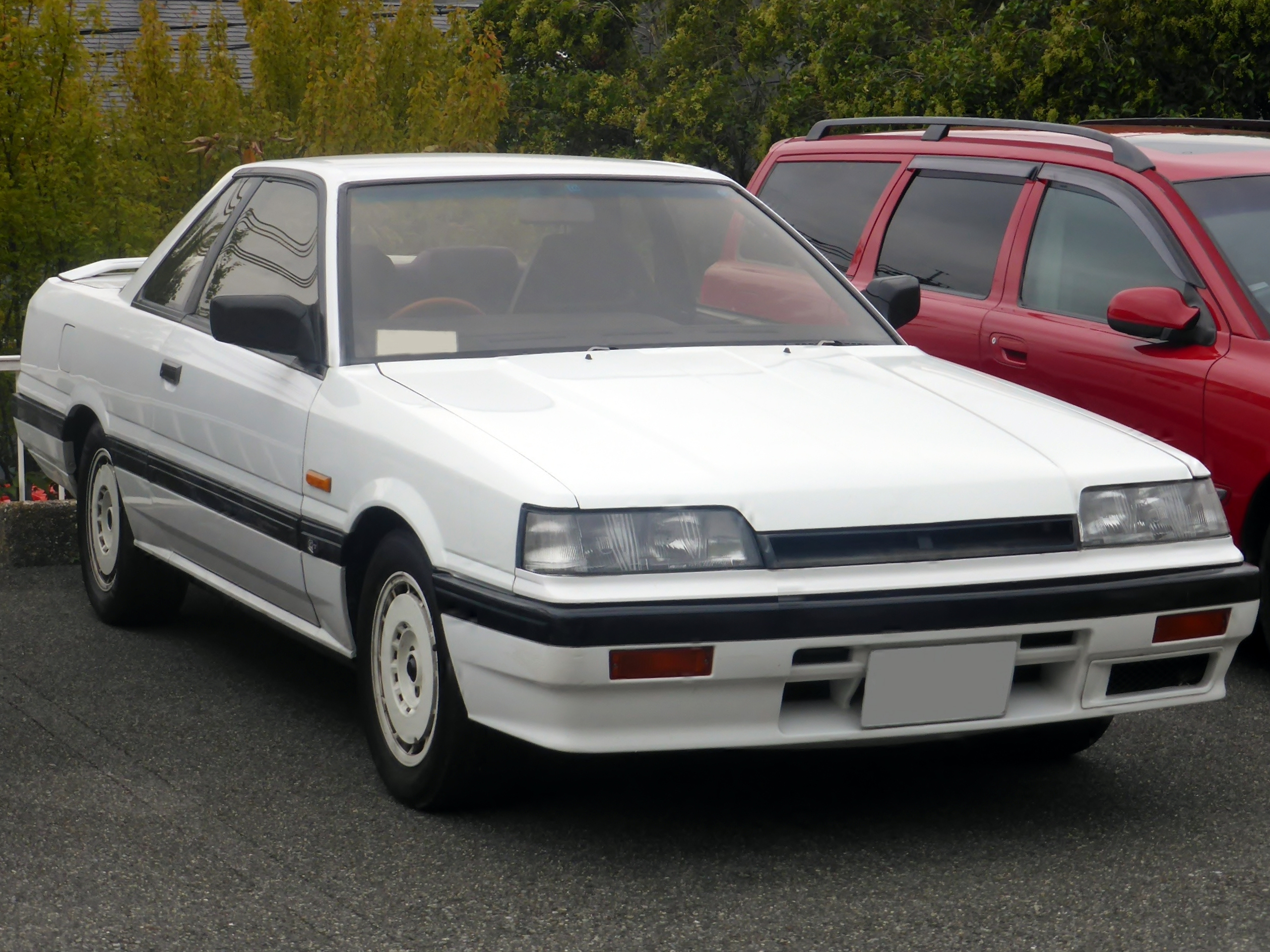
닛산 스카이라인 2도어 쿠페 정측면
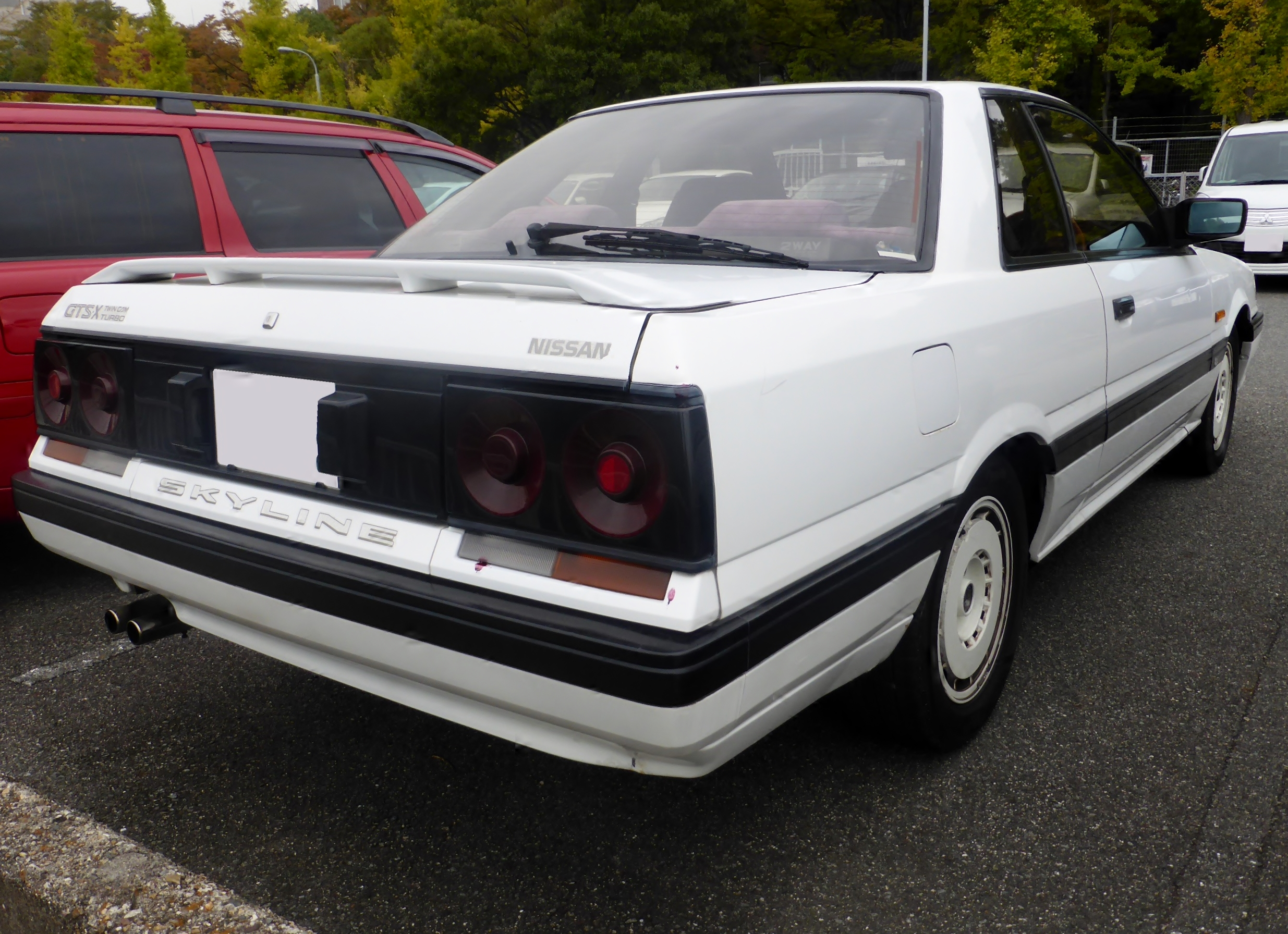
닛산 스카이라인 2도어 쿠페 후측면
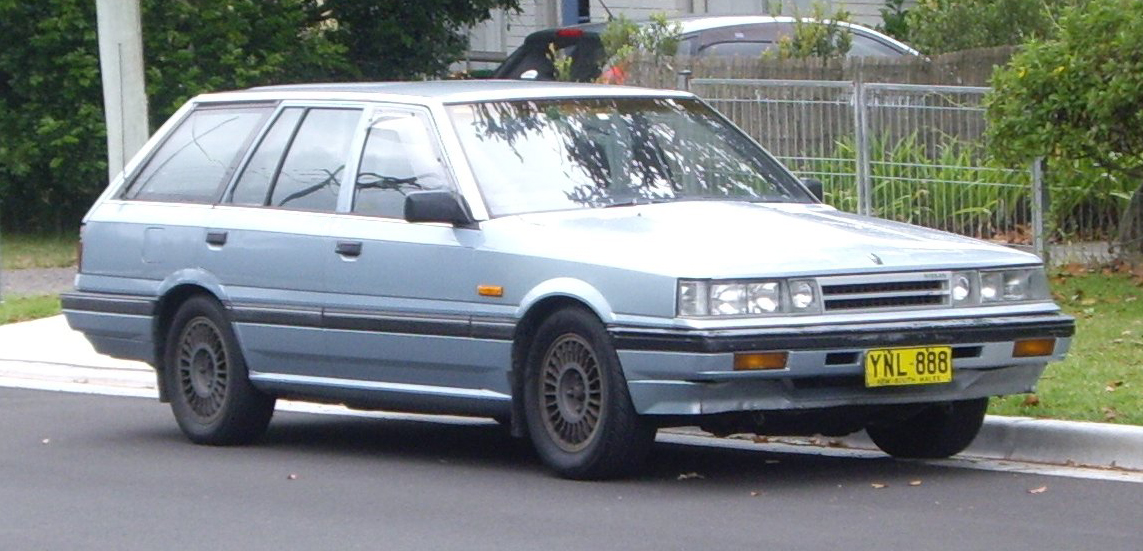
닛산 스카이라인 스테이션 왜건 정측면
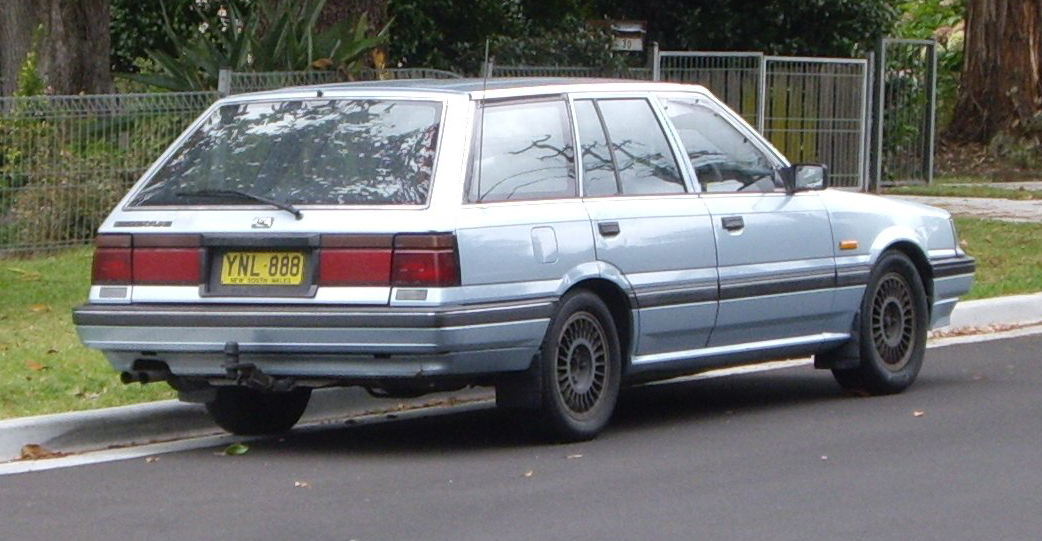
닛산 스카이라인 스테이션 왜건 후측면

### 8세대 R32 (1989~1994)

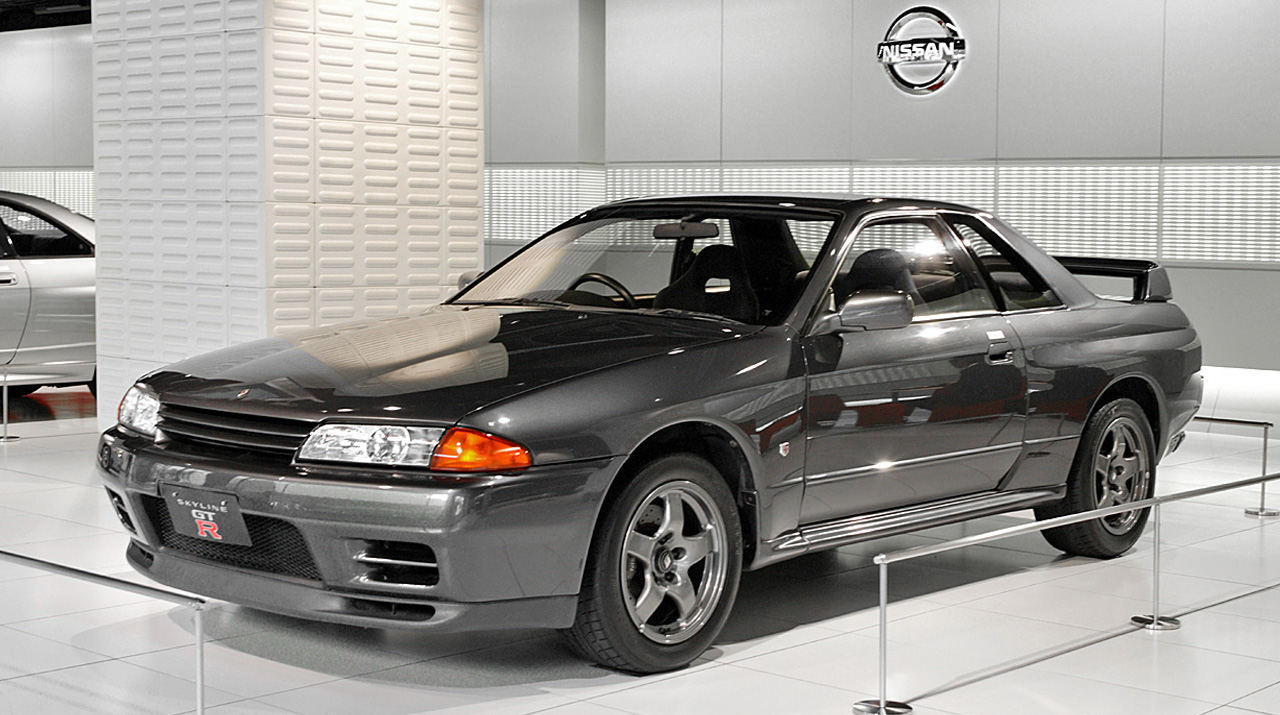
닛산 스카이라인 GT-R 2도어 쿠페 정측면

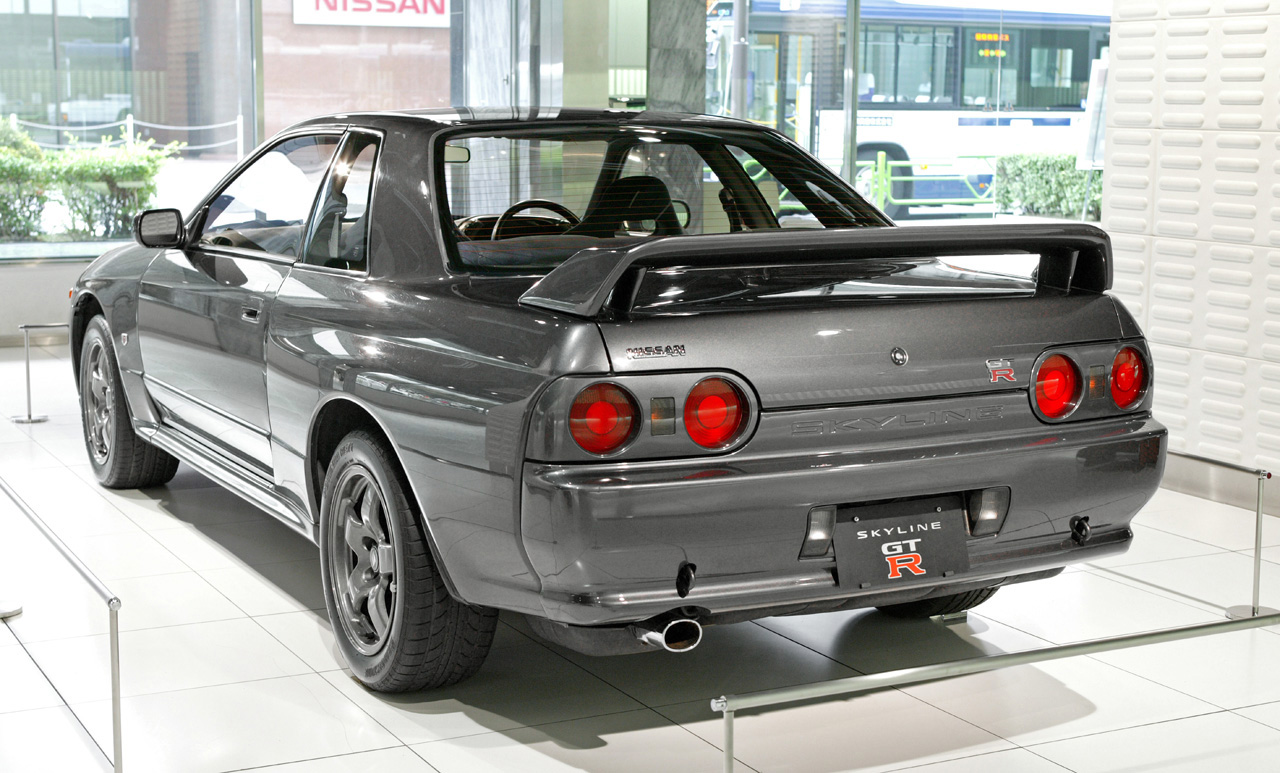
닛산 스카이라인 GT-R 2도어 쿠페 후측면

1989년 5월에 출시되었다. 4도어 세단, 3도어 쿠페로 형태가 나뉘었으며, 출시 당시 라인업은 1.8, GTS-T(2.5 터보)와 초고성능 쿠페였던 GT-R이었는데, GT-R과 GTS-4는 4륜구동, GTS-T는 후륜구동이었다. GT-R은 이 때부터 직렬 6기통의 280마력 2.6 트윈터보 엔진을 장착하여 R34까지 얹게 된다. RB26DETT라는 코드로 불리는 이 엔진은 튜닝을 통해 기본 100마력을 더 올리거나, 최대 1,000마력까지 튜닝할 수 있는 어마어마한 엔진으로, 이 엔진은 후에 실비아 S15의 스페셜모델인 모나리자에도 얹게 된다. GT-R에는 4륜구동 시스템인 ATTESA ET-S가 적용되었는데, 이 4륜구동 시스템은 도로 여건에 따라 구동력을 배분할 수 있는 시스템이다. 섀시에 따라 코드명을 분류할 수 있는데, 노멀 스펙의 쿠페형의 경우 KRNR32, 초기형 GTS-T 세단에는 RCR32였으나, 이어모델에서는 HCR32로 섀시코드가 변경되었으며, GT-R은 BNR32라는 코드를 그대로 갖게 되었다. 1991년에 4륜구동 형태의 모델인 GTS-4가 추가되었으며, 1993년에는 GT-R의 한 단계 업그레이드 된 고성능 버전인 GT-R V-Spec II가 추가되었다. 스카이라인은 선대 모델들의 전통처럼 일본 모터스포츠 경기인 JGTC에도 출전하였으며, 나가는 경기마다 연전연승을 통해 "불패신화의 R"이라는 별명을 얻었다. 1994년 11월에 R33에게 자리를 물려주고 단종되었으며, 후에 만화 이니셜 D에도 출연하였는데, 1대는 화이트, 1대는 나이트 키즈의 나카자토 타케시가 타는 블랙, 1대는 사신(死新)이라 불리는 호우죠 린의 건 메탈 그레이 색상으로 등장했다. 게임 니드 포 스피드: 시프트 시리즈에서도 등장했다. 당시 총 누적판매 대수는 252,726대였으며, 이 중 GT-R은 43,394대가 판매되었다.

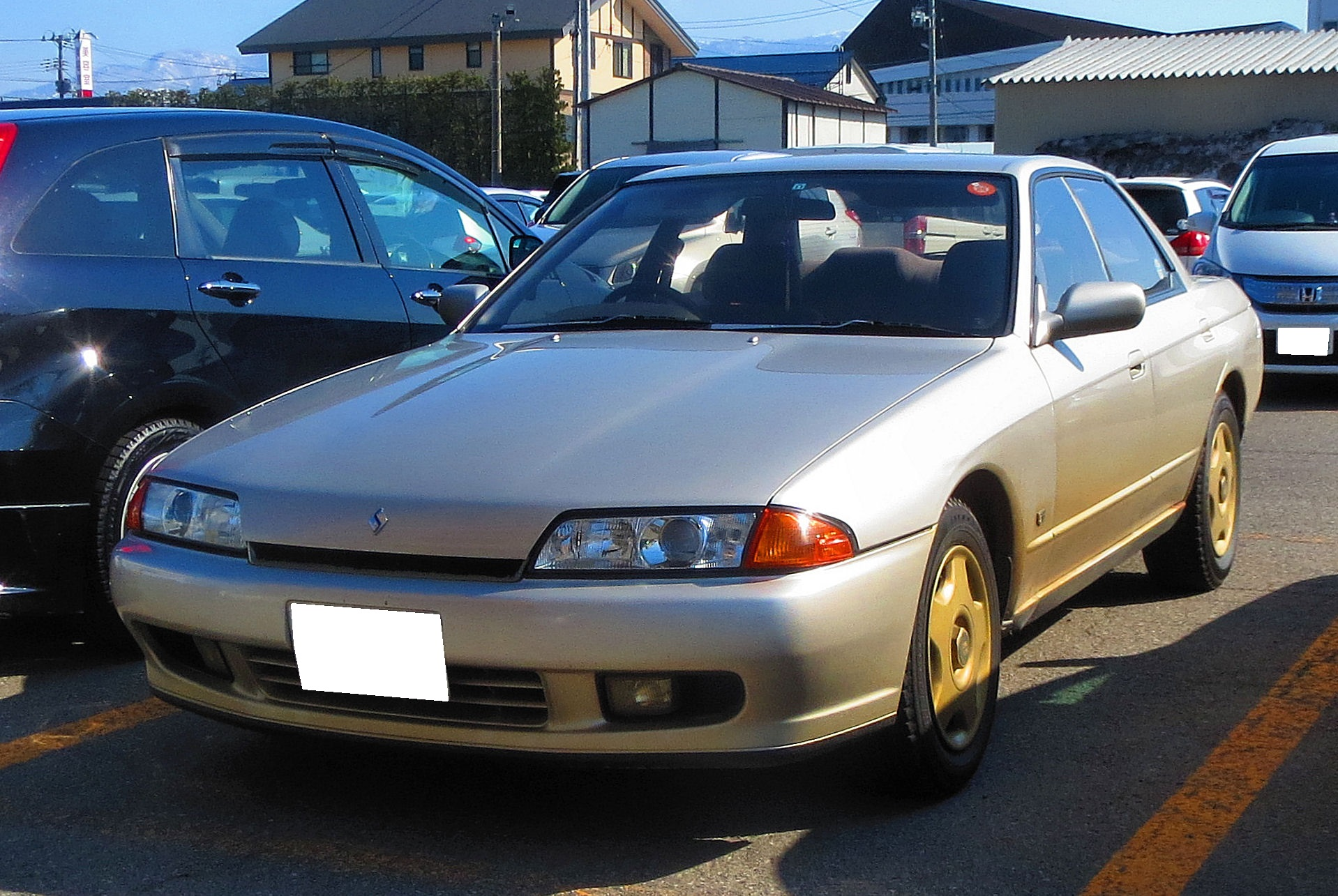
닛산 스카이라인(전기형) 4도어 세단 정측면
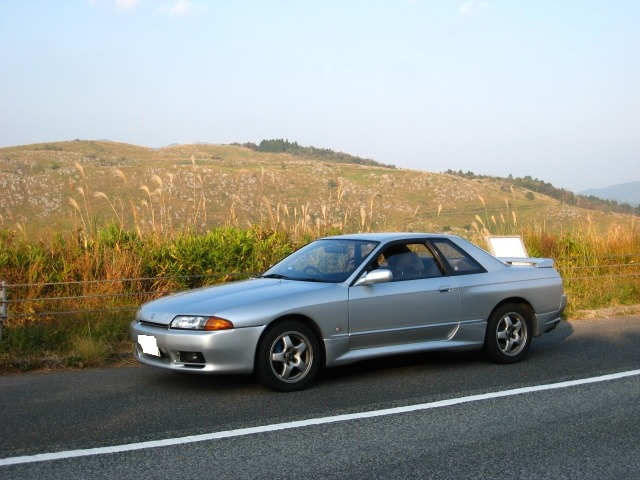
닛산 스카이라인(전기형) 2도어 쿠페 정측면

### 라인업
| 구분       | 스카이라인 1.8L 가솔린 | 스카이라인 2.0L 가솔린 | 스카이라인 2.0L 가솔린 터보 | 스카이라인 2.5L 가솔린      | 스카이라인(2도어 쿠페) 2.0L 가솔린 | 스카이라인(2도어 쿠페) 2.5L 가솔린 | 스카이라인(2도어 쿠페) 2.6L 가솔린 트윈터보 |
| ---------- | ---------------------- | ---------------------- | --------------------------- | --------------------------- | ---------------------------------- | ---------------------------------- | ------------------------------------------- |
| 스카이라인 | GXi                    | GTE GTS                | GTS-4 GTS-T Type M          | GTS25 Type S Type XG Type-X | GTE GTS                            | GTS25                              | GT-R                                        |

### 9세대 R33 (1993~1998)

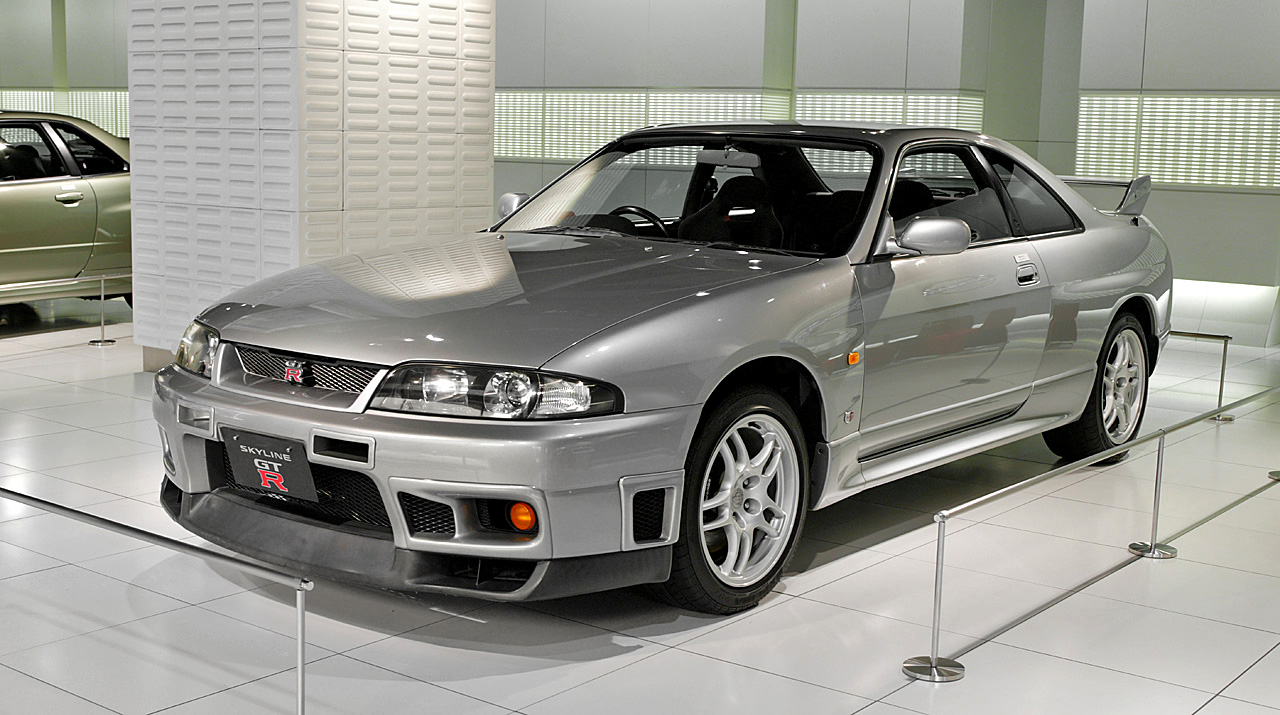
닛산 스카이라인 GT-R 2도어 쿠페 정측면

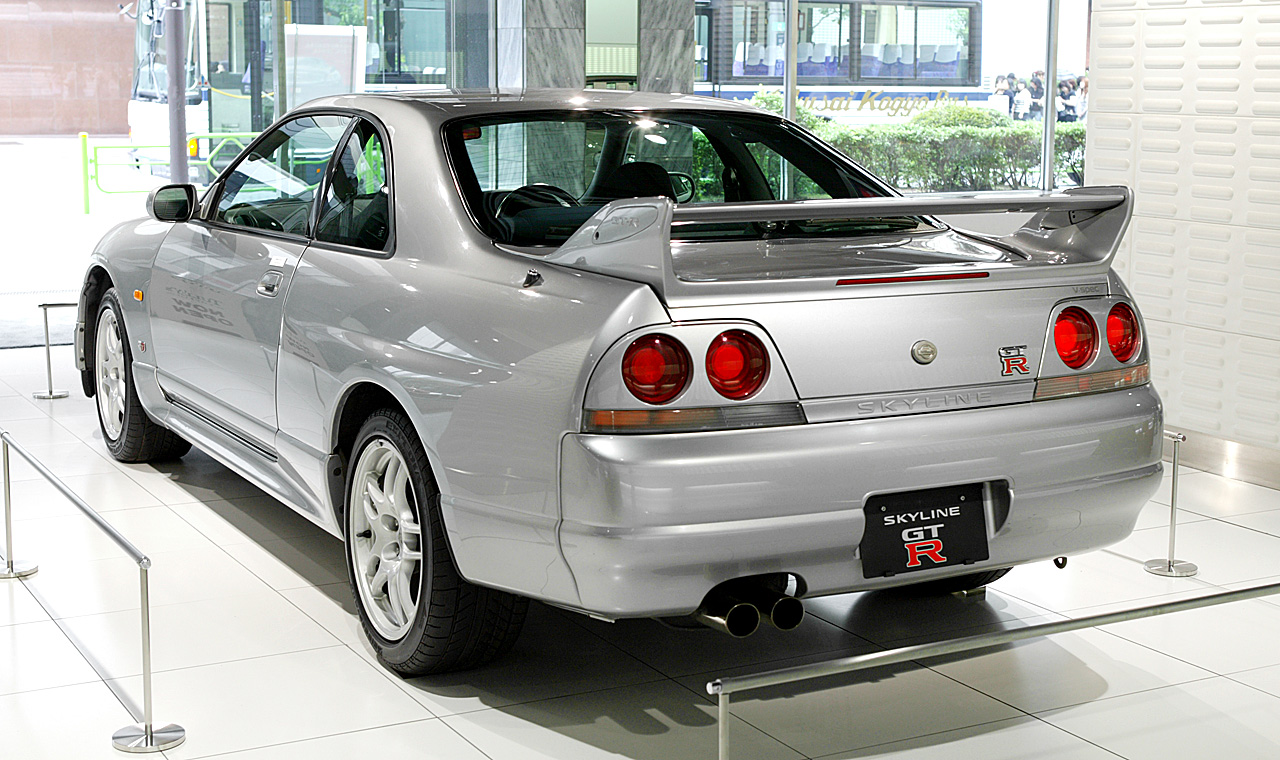
닛산 스카이라인 GT-R 2도어 쿠페 후측면

1993년 8월에 출시되었으며, 각이 졌던 R32에 비해 디자인이 조금 더 유연해졌으며, 차체도 한층 무거워졌다. 출시 당시에는 자연흡기 사양인 GTS25, 터보사양인 GTS25T 두 모델이 먼저 판매되었으며, 이전 세대인 R32에 있었던 GTS4 모델은 수요저조로 단종되었다. 이 당시 역대 스카이라인 중 처음으로 운전석 에어백을 장착하여 안전성을 강화하였다. GT-R은 이보다 2년 늦은 1995년 1월에 출시되었는데, R33은 선대모델에 비해 디자인이 여성적으로 바뀐데다가 차체 무게가 배로 증가하여 매니아들 사이에서는 "실패작"이라 불리며 외면을 받아왔다. 여기에 GT-R은 V-Spec, N1 모델을 출시하였고, 1997년에는 GT-R의 세단버전을 출시하였으나, 고성능 모델임에도 불구하고 둔중한 세단에 얹어 1년 만에 단종되는 비운을 맞아야만 했다. 노멀 스펙의 경우, 1996년에 쿠페형 GTS25T M Aero 타입이 선보였고, 1997년에는 40주년 한정모델인 25T Type M이 선보였다. 1998년 11월에 R34에 물려주고 단종되었다. 당시 섀시코드는 세단형은 HR33, ER33 (이하 노멀스펙), 쿠페형은 ECR33, GT-R은 BNR33 또는 BCNR33의 별칭을 가지고 있었다. 선대 모델인 R32보다 덜 팔린 누적 판매댓수는 200,698대였으며, 이 중 GT-R이 16,520대가 팔렸다.

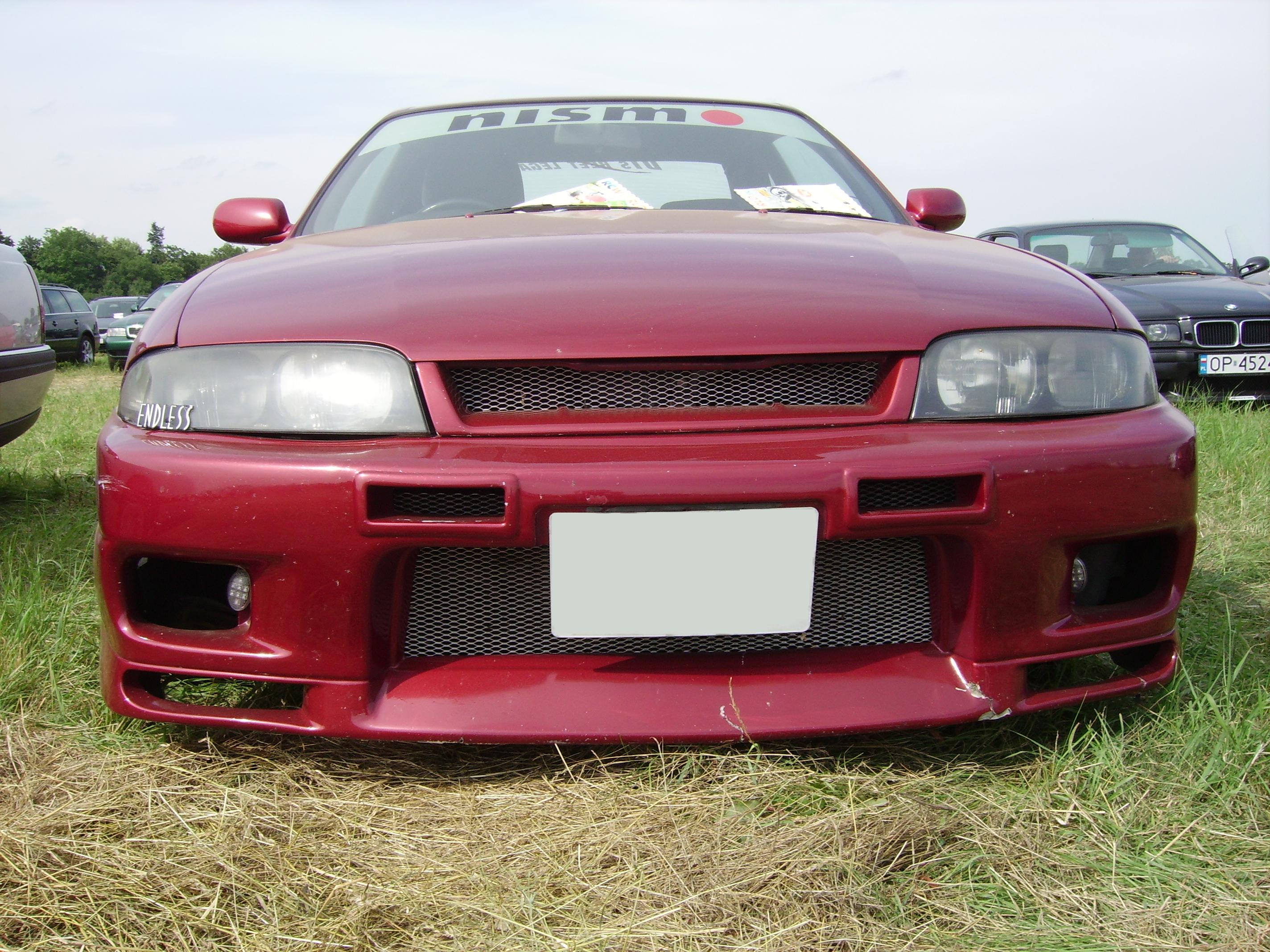
닛산 스카이라인(전기형) GT-R (전기형) 2도어 쿠페 정측면
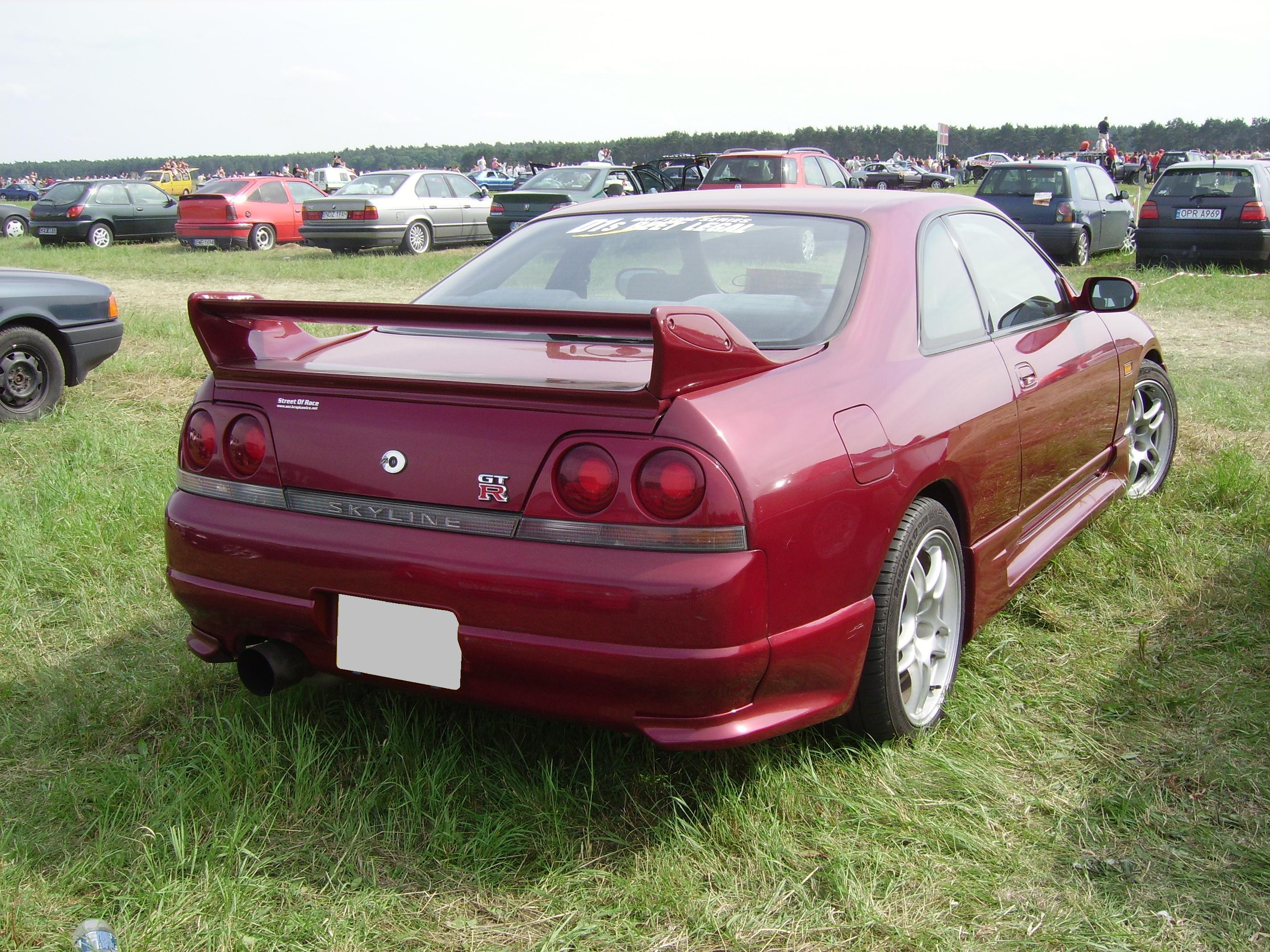
닛산 스카이라인(전기형) GT-R (전기형) 2도어 쿠페 후측면
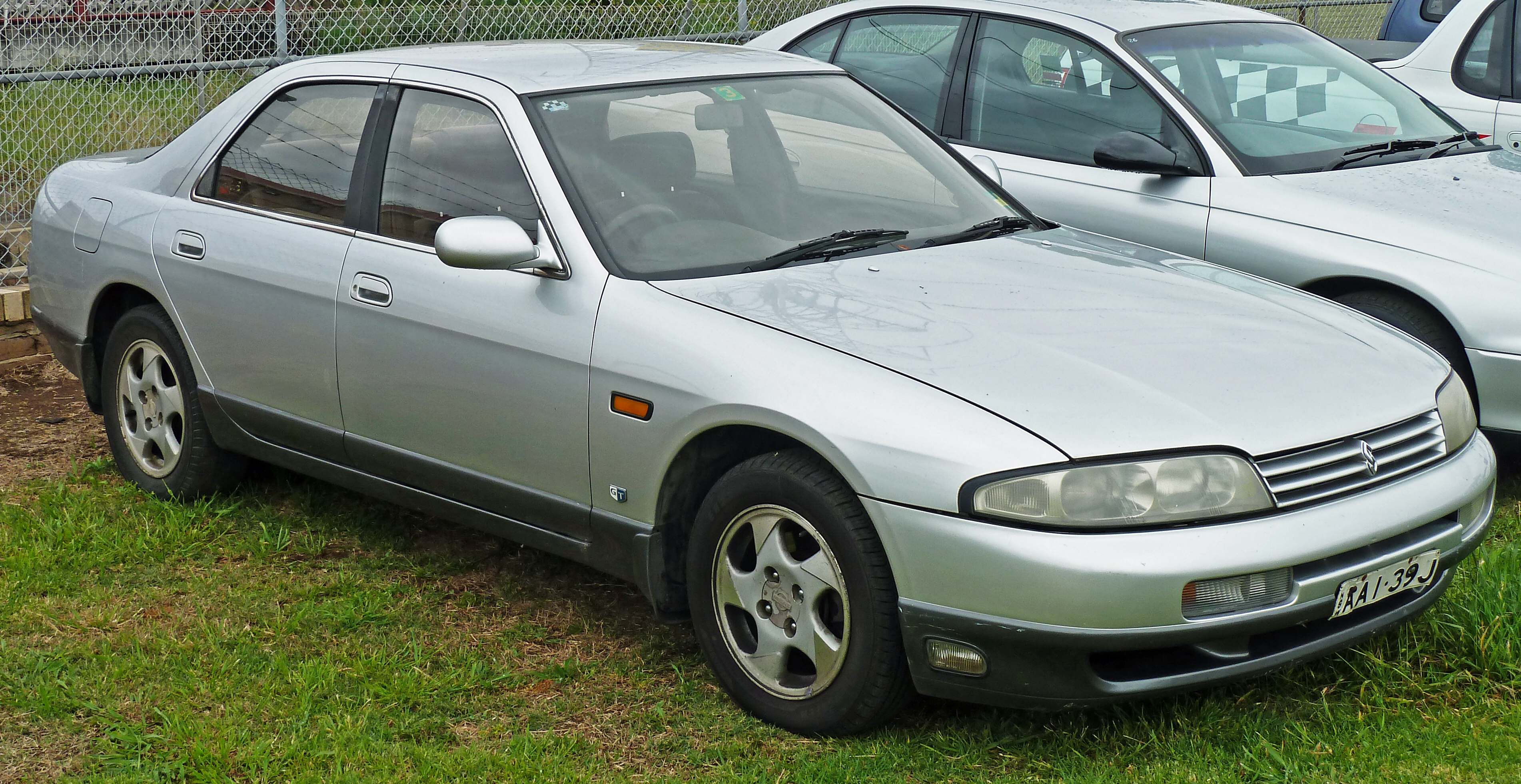
닛산 스카이라인(전기형) 4도어 세단 정측면
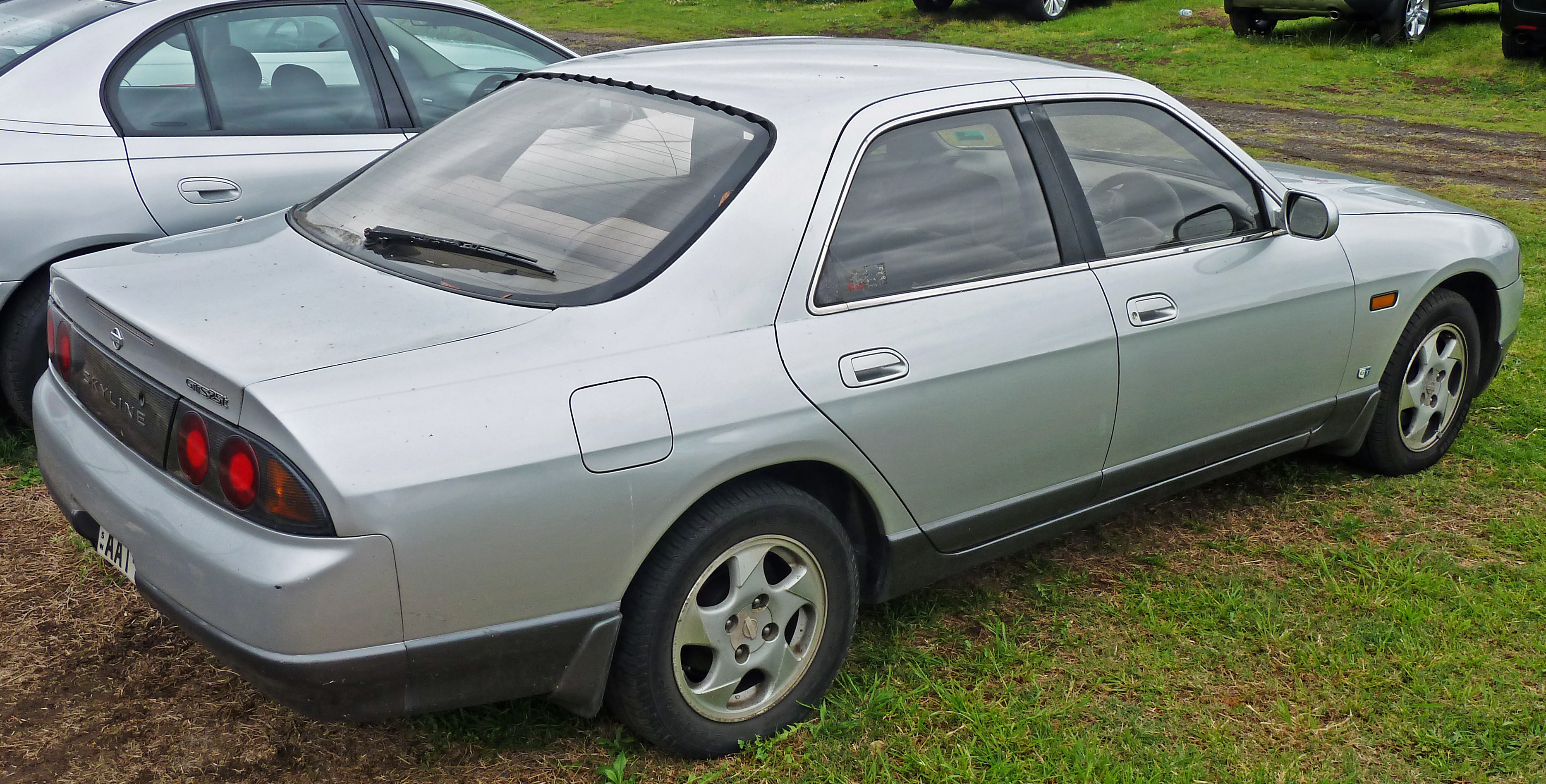
닛산 스카이라인(전기형) 4도어 세단 후측면
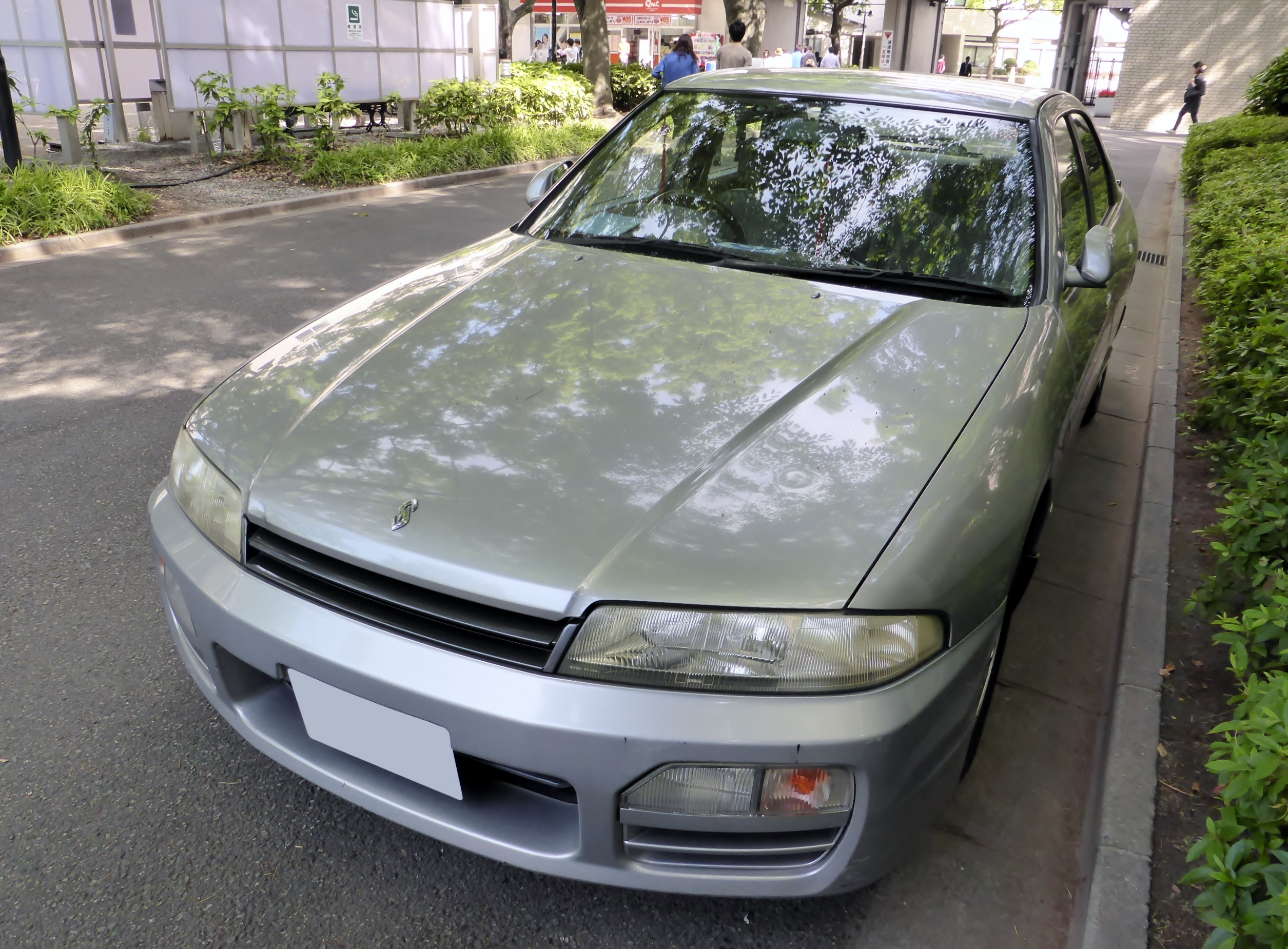
닛산 스카이라인(후기형) 4도어 세단 정측면
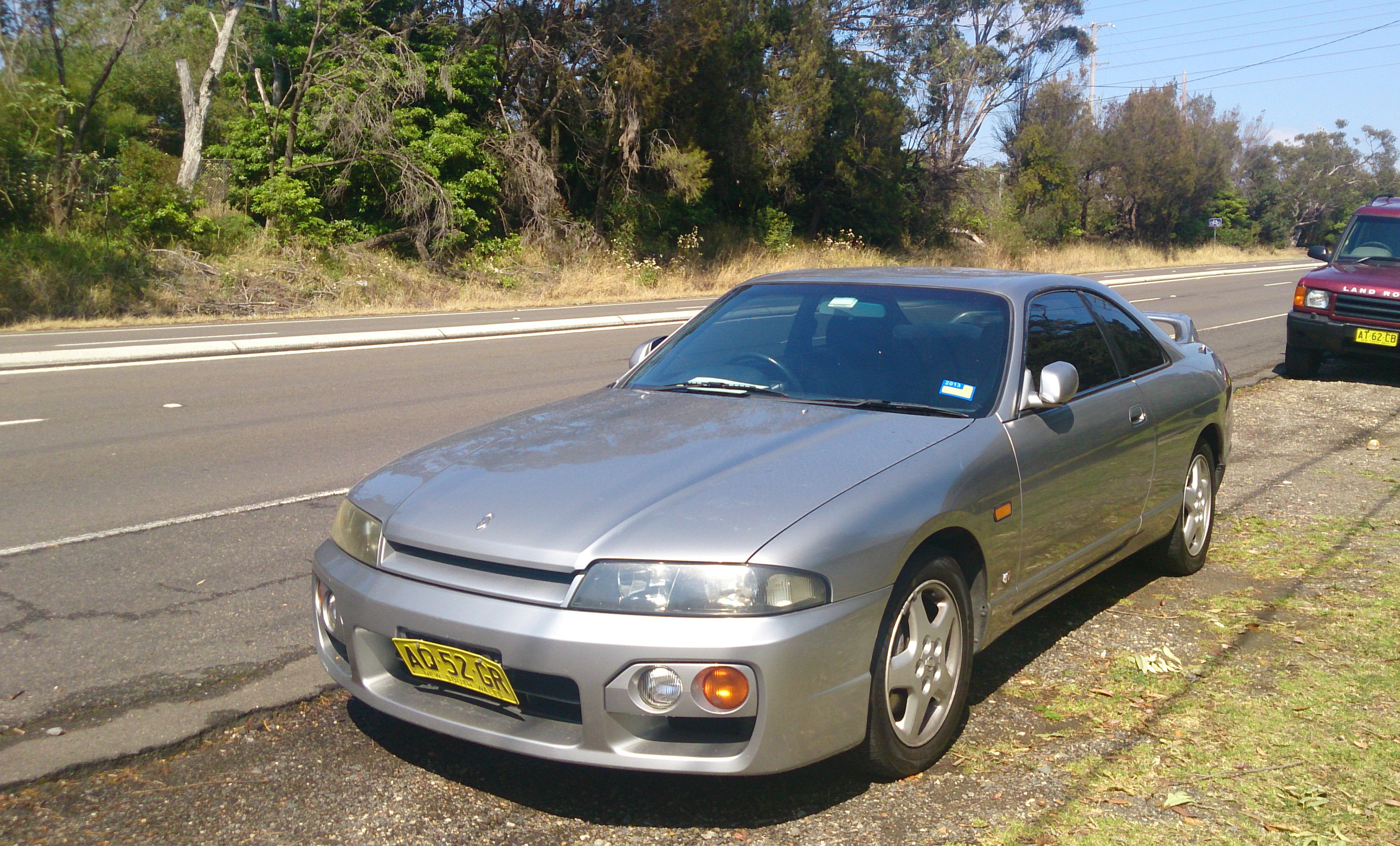
닛산 스카이라인(후기형) 2도어 쿠페 정측면
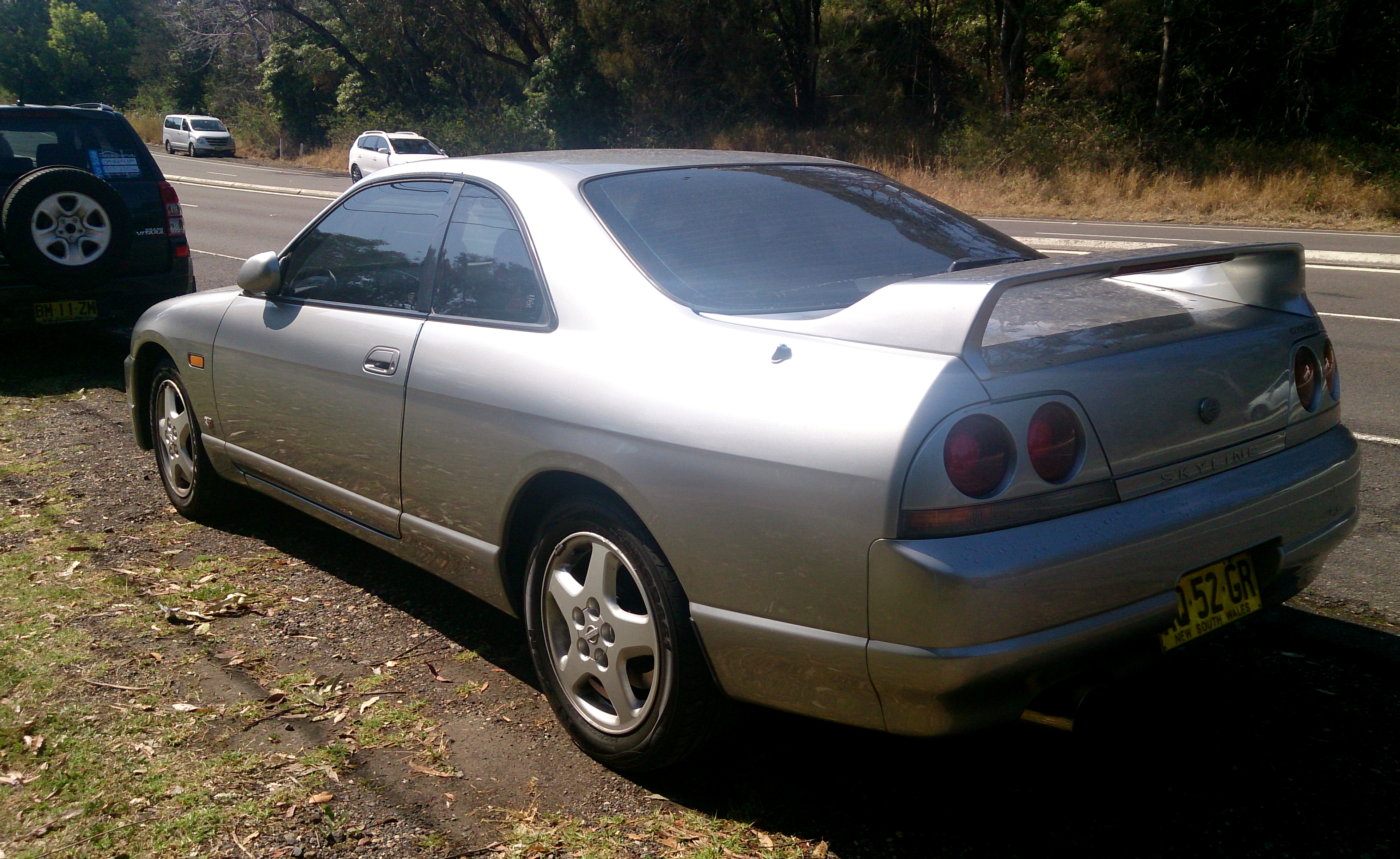
닛산 스카이라인(후기형) 2도어 쿠페 후측면
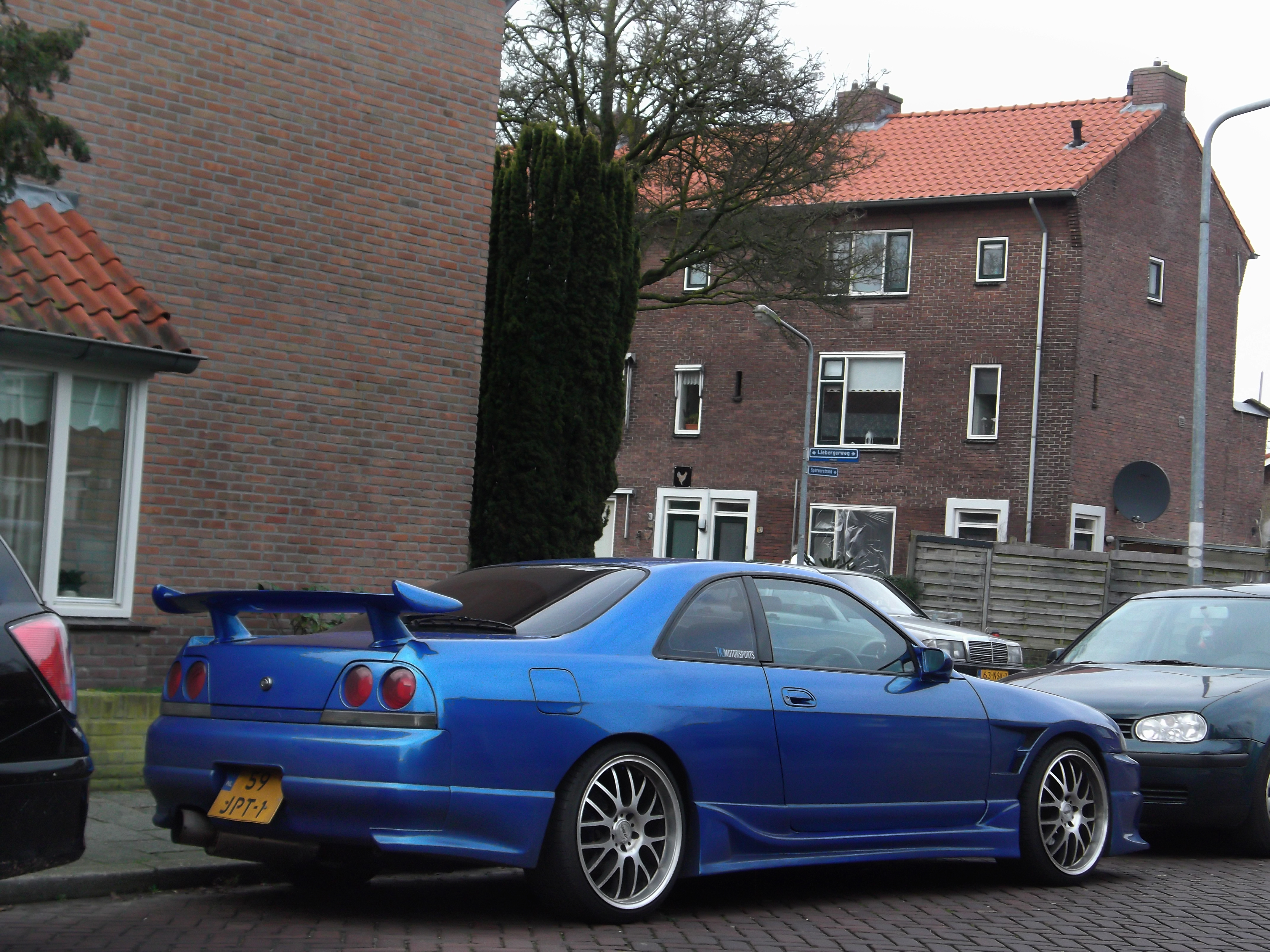
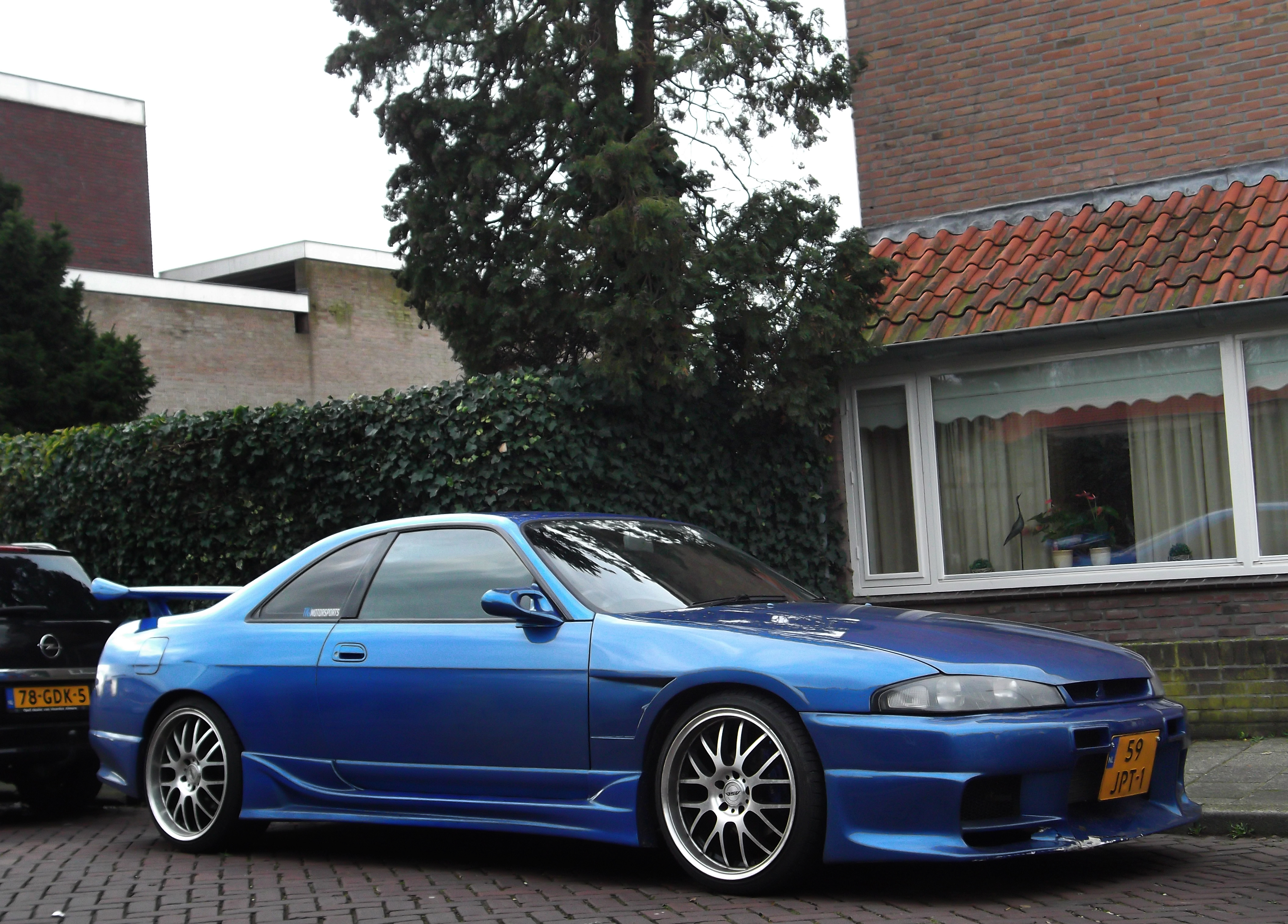

### 10세대 R34 (1998~2001)

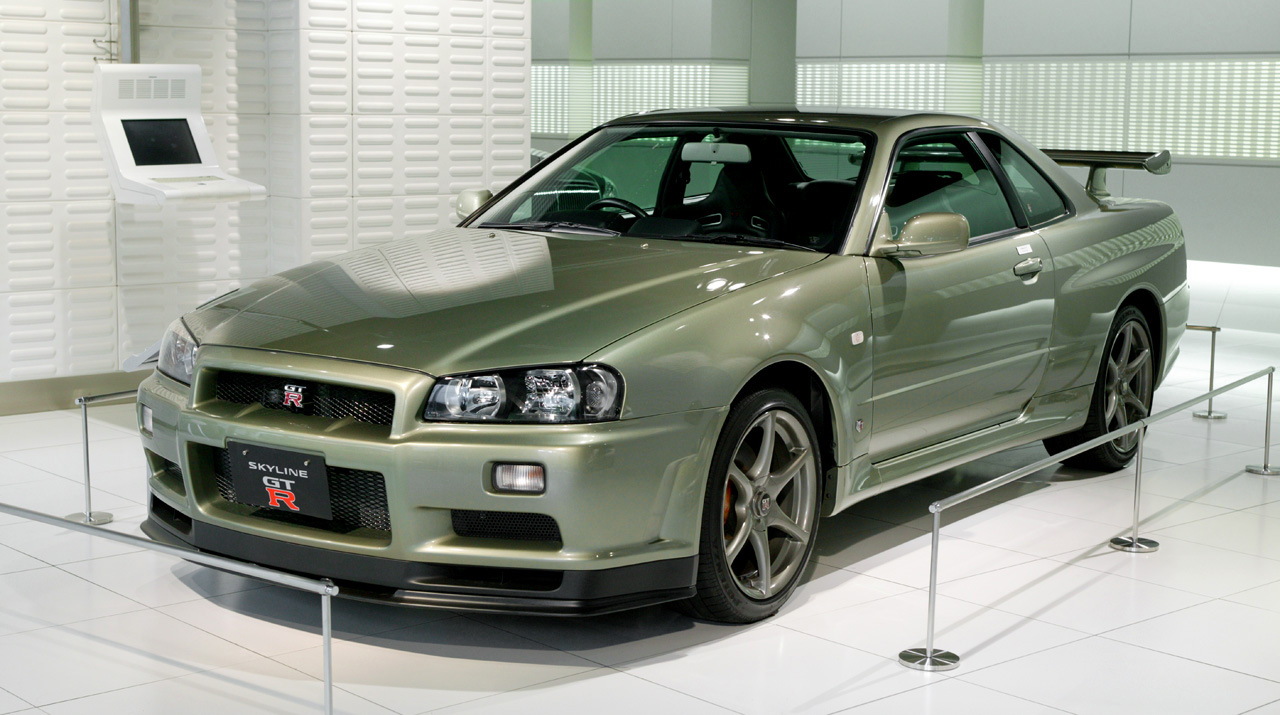
닛산 스카이라인 GT-R 2도어 쿠페 정측면

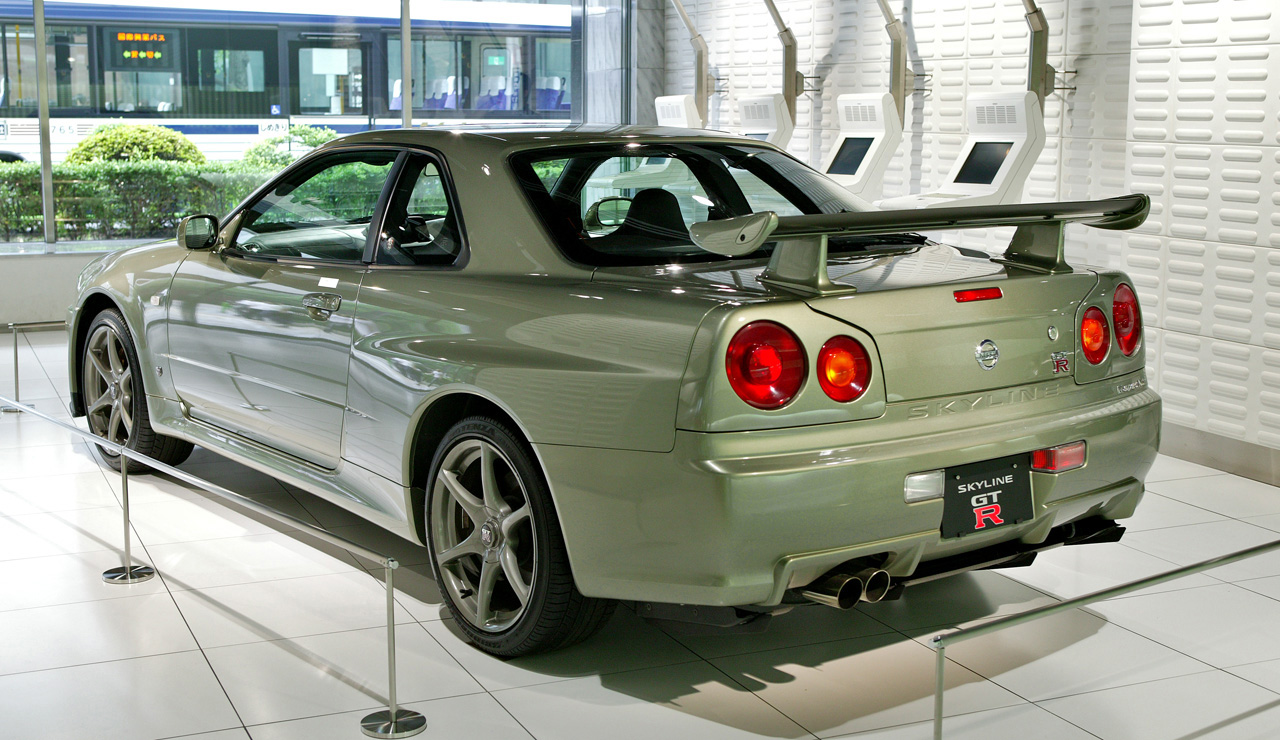
닛산 스카이라인 GT-R 2도어 쿠페 후측면

역대 스카이라인 중 섀시코드가 "R"로 시작하는 마지막 세대이며, 스카이라인에서 분리되기 전 GT-R의 마지막 세대이기도 하다. 1998년 5월에 출시된 R34는 직렬 6기통 2.5 자연흡기(RB25DE), 2.5 터보(RB25DET) 280마력, 2.6 터보(RB26DETT) 등 세 가지 엔진을 사용했으며, (2.6은 GT-R) 선대 모델인 R33에 비해 더 점잖아지고, 최근 트렌드인 엣지형 디자인이 곳곳에 스며들었다. 이 때, R32를 끝으로 단종되었던 4륜구동형 노멀 스펙이 R34에 와서 부활하였다. 라인업은 GT, GT TURBO, GT Four, GT-V, GT-X Turbo, GT-R, GT-R V-Spec, V-Spec II였다. 처음이자 마지막으로 스카이라인 GT-R에 6단 수동변속기가 장착되었다. 지금도 여전히 매니아들로부터 많은 사랑을 받고 있으며, 이 중 영화 분노의 질주의 주인공이던 영화배우 폴 워커 역시 영화에서 스카이라인 GT-R을 타던 골수 팬이었다. 2001년 6월에는 노멀 스펙의 ENR34와 ER34가 11세대 모델인 V35에 자리를 물려주면서 단종되었는데, R34 GT-R은 계속 판매되었다. 2002년 2월에 R34 GT-R은 마지막이자 뉘르부르크링 한정 모델인 M-Spec Nur와 V-Spec II Nur를 내놓았으며, 그 해인 2015년에 배기가스 기준을 충족하지 못하여 단종되었다. 여러 브랜드에서 다양한 형태로 R34를 튜닝하였는데, BLITZ에서는 일본 D1 드리프트 경기에 나갈 모델로 세단형인 ER34를 튜닝하였고, BLITZ, Veilside에서도 GT-R의 튜닝에 참여하였으며, GT-R 튜닝의 가지치기를 선보인 Nismo는 R-Tune, Z-Tune이라는 이름을 달고 각기 다른 명목으로 튜닝하였다. 여기에 일본 모터스포츠인 JGTC에 출전해서도 많은 경기에 출전한 이력도 있다.
만화 이니셜 D에서는 이바라키현 츠쿠바의 레이서인 호시노 코우조의 애마로 등장하였으며, Millenium Jade 색상의 GT-R V-Spec II Nur 2002년식 모델이었다. 실제로도 대한민국 매니아들 사이에서도 GT-R R34는 드림 카로 결정할 정도로 사랑을 받았다. R34 GT-R 단종 이후, GT-R을 사모하는 매니아들 사이에서는 R35도 스카이라인 GT-R로 나올거라는 기대를 품었으나, 당시 닛산 자동차의 어려운 경영사정으로 인해, 카를로스 곤 대표는 기자회견을 통해, "스카이라인과 GT-R은 다른 모델로 나올 것이다."라고 밝혔으며, 스카이라인 라인업에서 GT-R은 전혀 다른 모델로 CBA.R35라는 이름과 함께 컨셉트도 함께 바뀌어 한 단계 그레이드가 더 높은 모델로 스카이라인과 다른 길을 걷게 되었다. 당시 섀시코드는 세단형의 HR34,NR34, 쿠페형의 ER34, GT-R은 BNR34였다. 그렇게 2007년에 닛산 GT-R로 모델이 분리된다. R34는 총 53,279대가 판매되었으며, 이 중 GT-R이 11,344대였다.

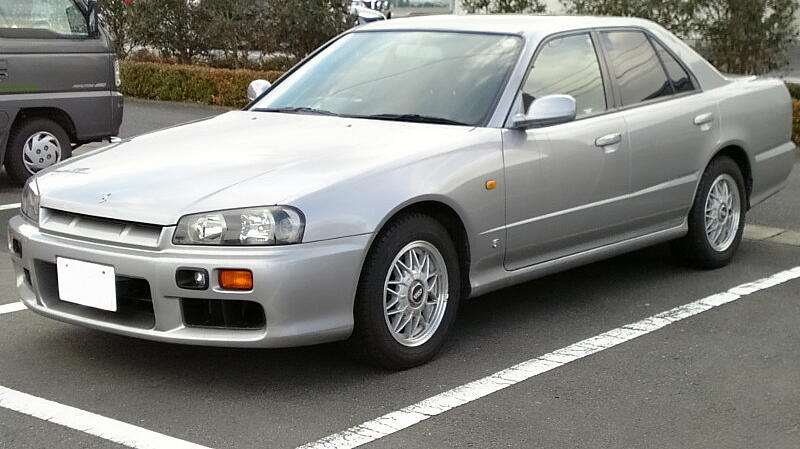
닛산 스카이라인(전기형) 4도어 세단 정측면
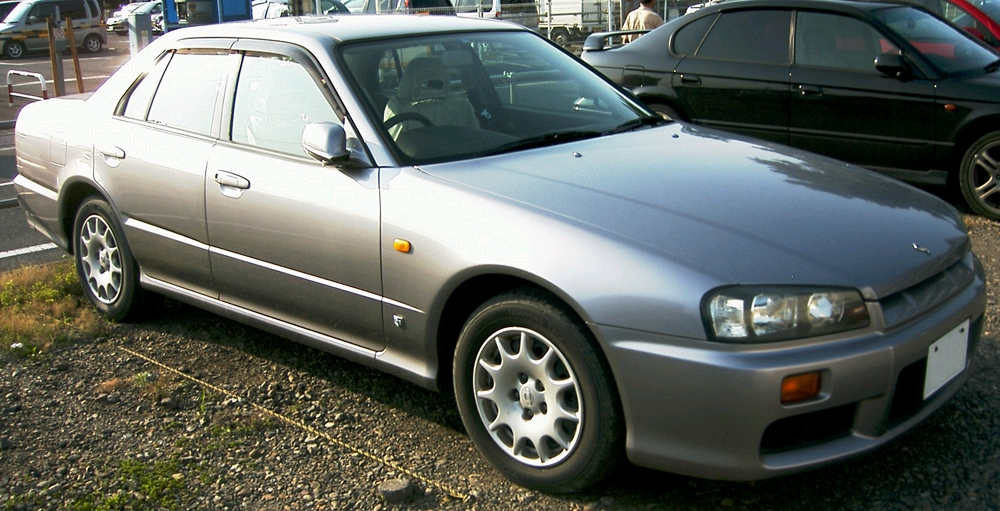
닛산 스카이라인(전기형) 4도어 세단 정측면
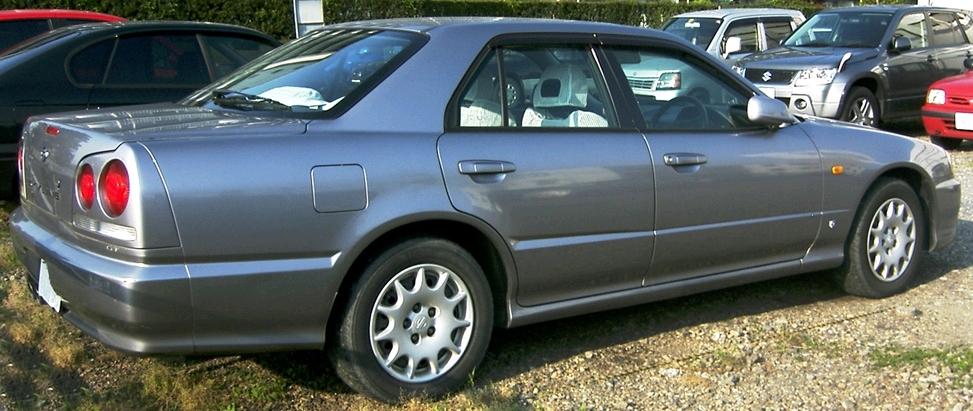
닛산 스카이라인(전기형) 4도어 세단 후측면
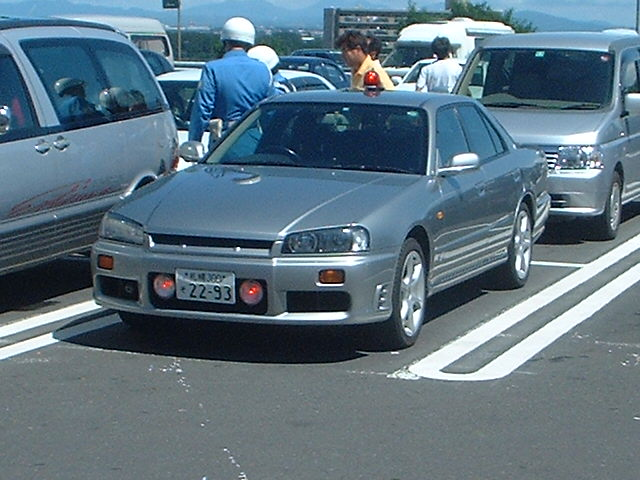
닛산 스카이라인(후기형) 4도어 세단 홋카이도 경찰 순찰차 정측면
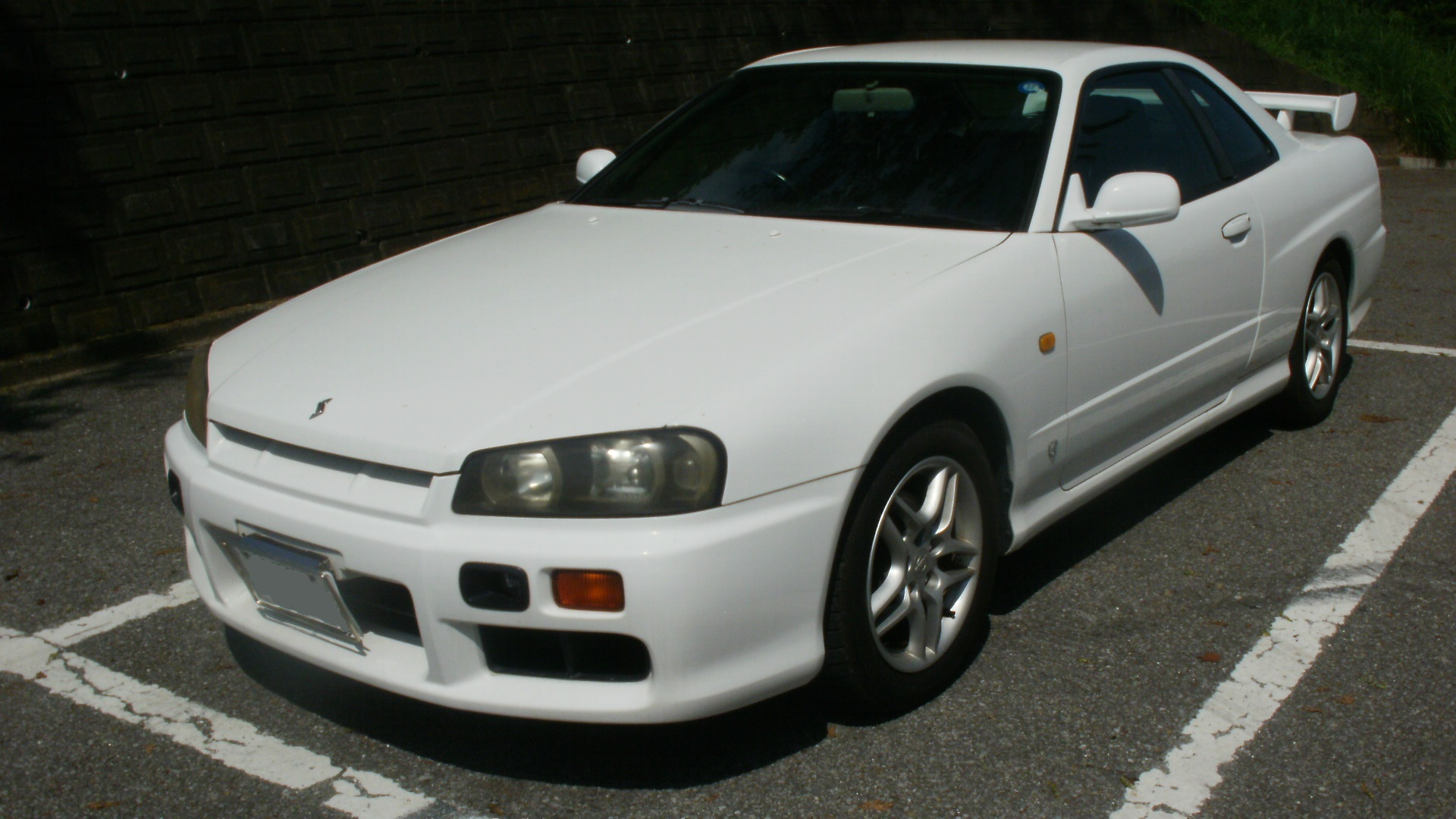
닛산 스카이라인(전기형) 2도어 쿠페 정측면
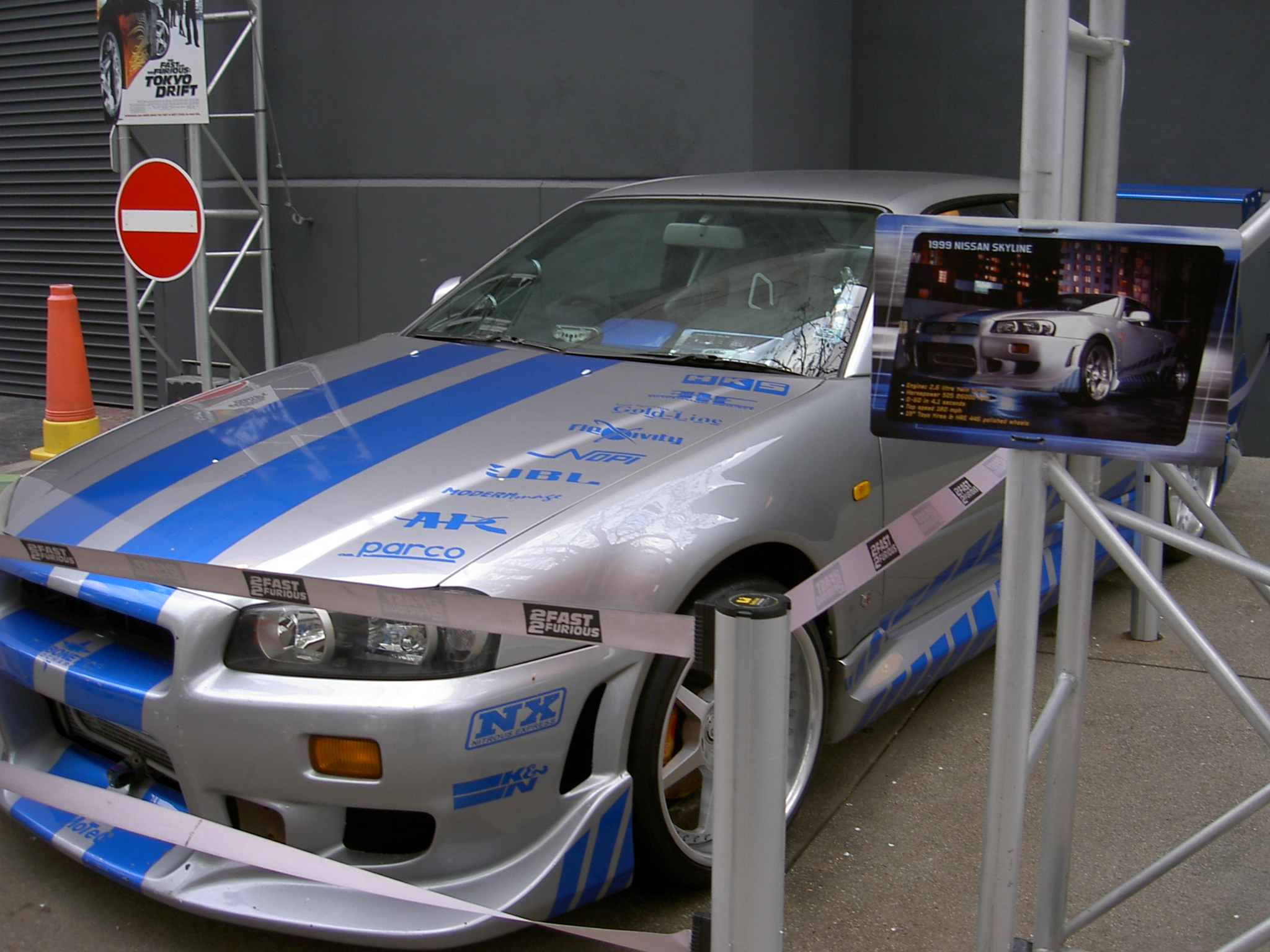
닛산 스카이라인(후기형) GT-R 2도어 쿠페 정측면 (영화 분노의 질주 2 촬영용 차량)
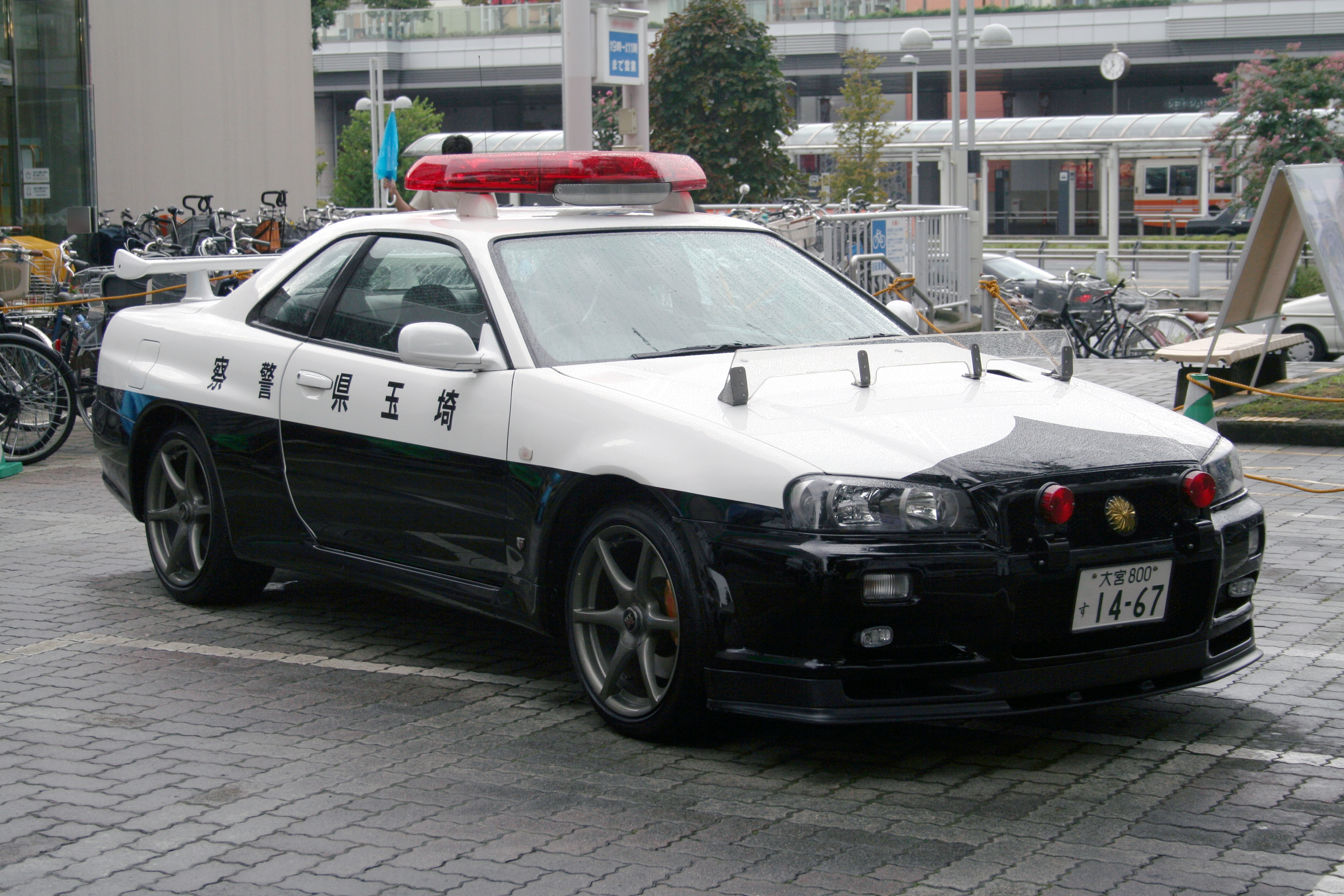
닛산 스카이라인(후기형) GT-R 2도어 쿠페 일본 사이타마현 경찰 순찰차 정측면

### 11세대 V35 (2001~2007)

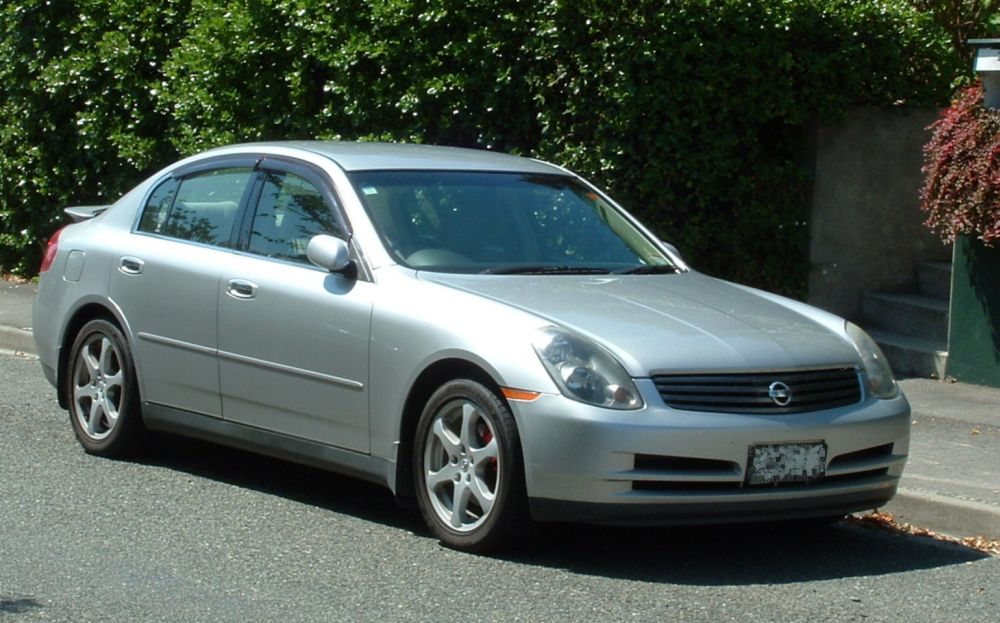
닛산 스카이라인 4도어 세단 정측면

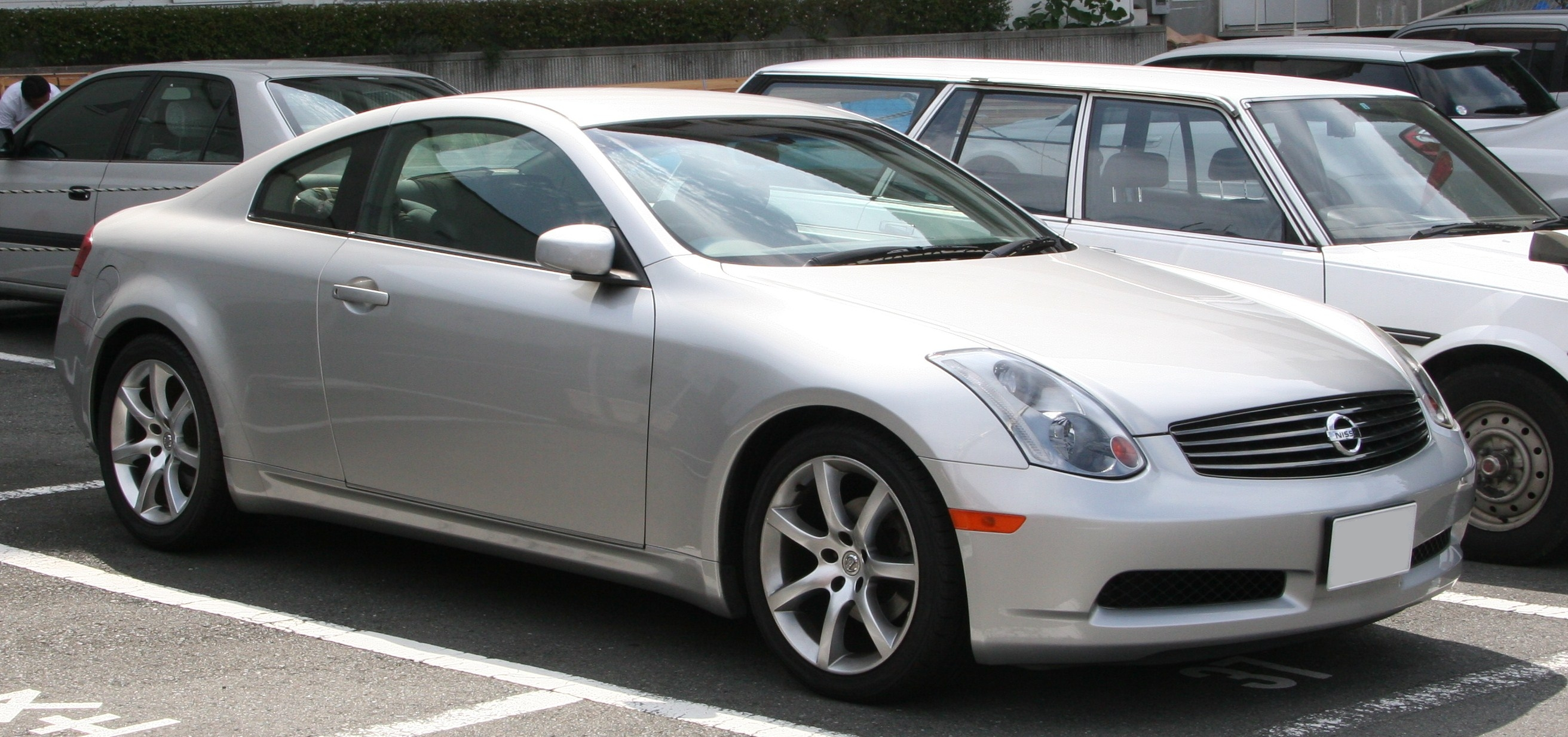
닛산 스카이라인 2도어 쿠페 정측면

코드네임이 "V"로 시작하는 새로운 개념의 11세대 스카이라인이 2001년 6월 18일에 런칭하였다. 2도어 쿠페는 2003년 1월에 출시가 되었다. 닛산의 디자이너인 나카무라 시로의 작품으로, 이전 R34와 달리 더 세련된 모습으로 바뀌었다. 2002년 8월, R34 GT-R이 단종되면서 이 세대에서 GT-R의 후속모델이 나올 거라 예상했으나, 카를로스 곤 회장이 스카이라인 GT-R은 추후 별개의 모델로 나올 거라고 발표하여 독자적인 스카이라인으로 거듭났다. 이전 세대와 달리, VQ35DE V6 가솔린 엔진과 5단 자동변속기 및 6단 수동변속기를 조합하였다. 해외시장에서는 인피니티 G35로 팔렸으며, 쿠페와 세단 둘 다 운영하였다.

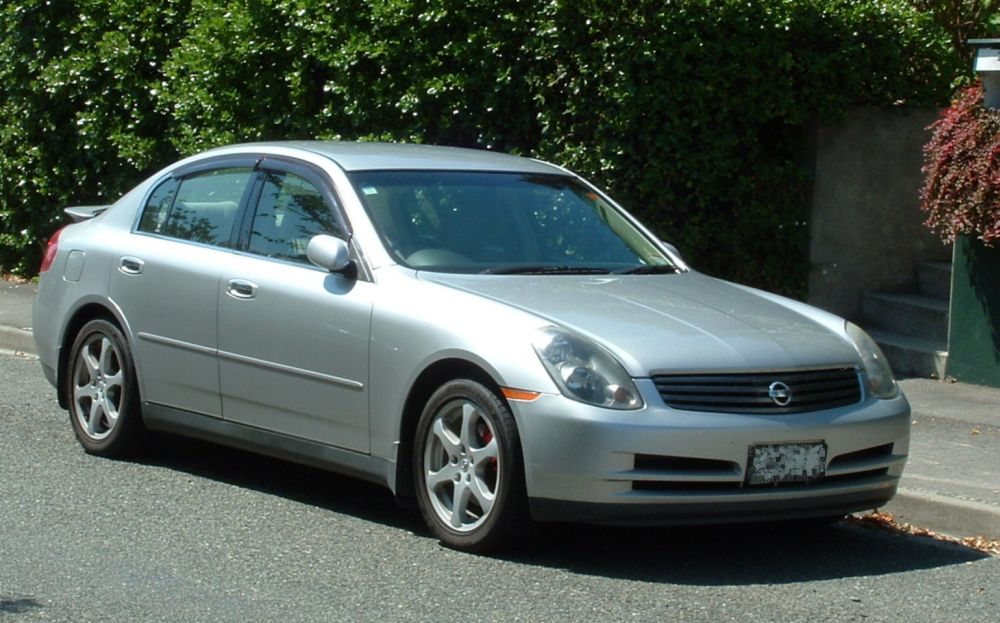
닛산 스카이라인(전기형) 4도어 세단 정측면
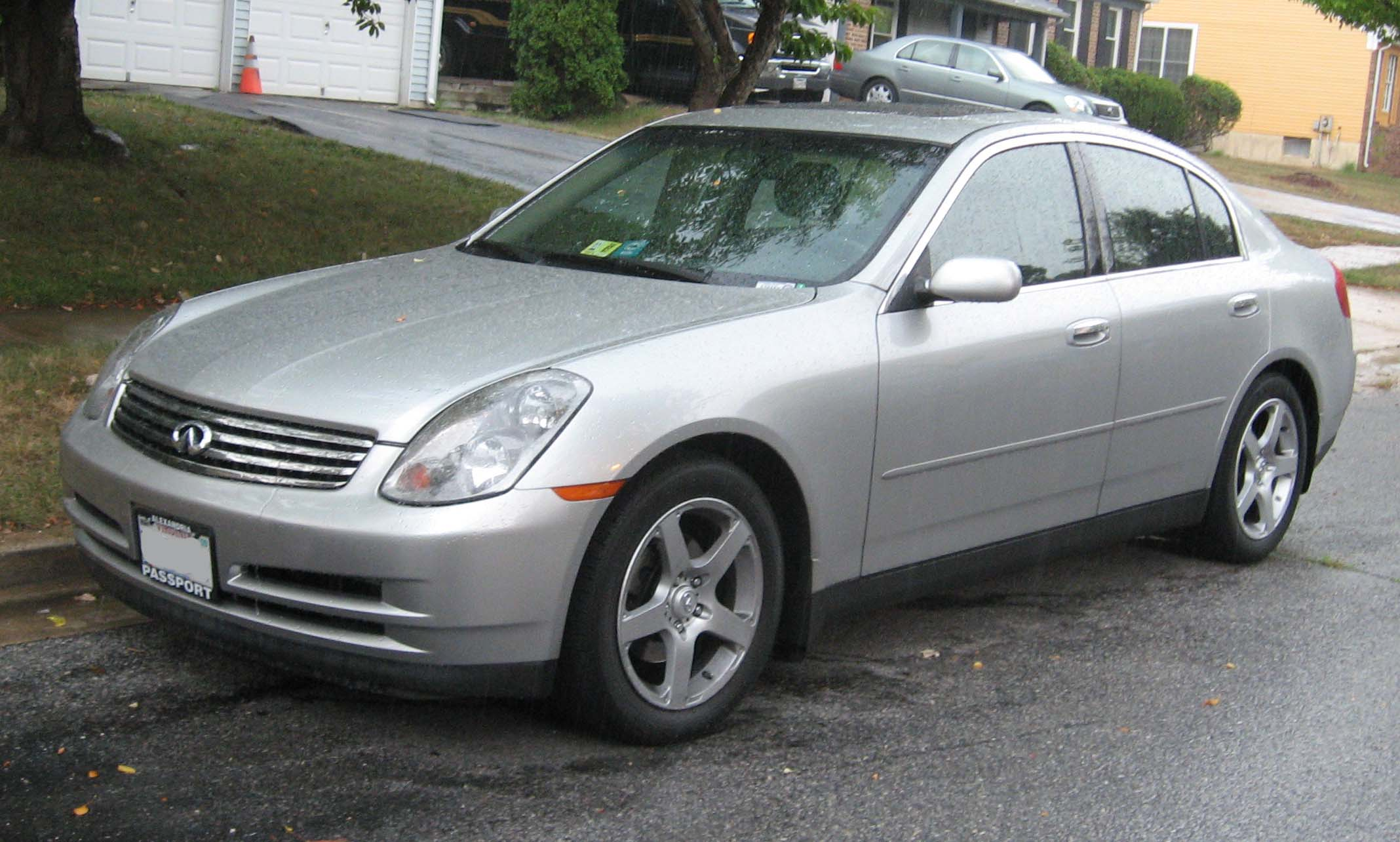
인피니티 G35(전기형) 4도어 세단 정측면
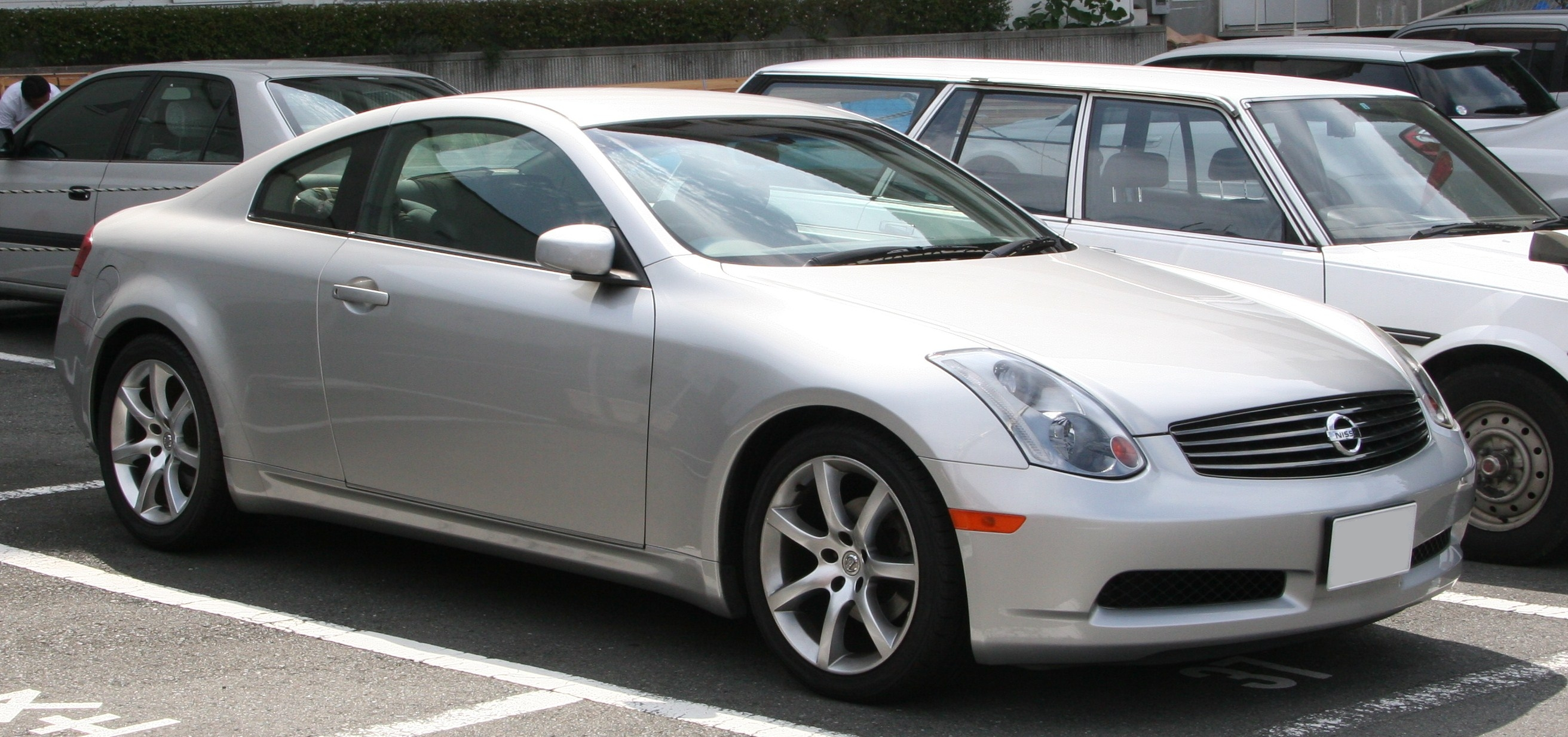
닛산 스카이라인(전기형) 2도어 쿠페 정측면
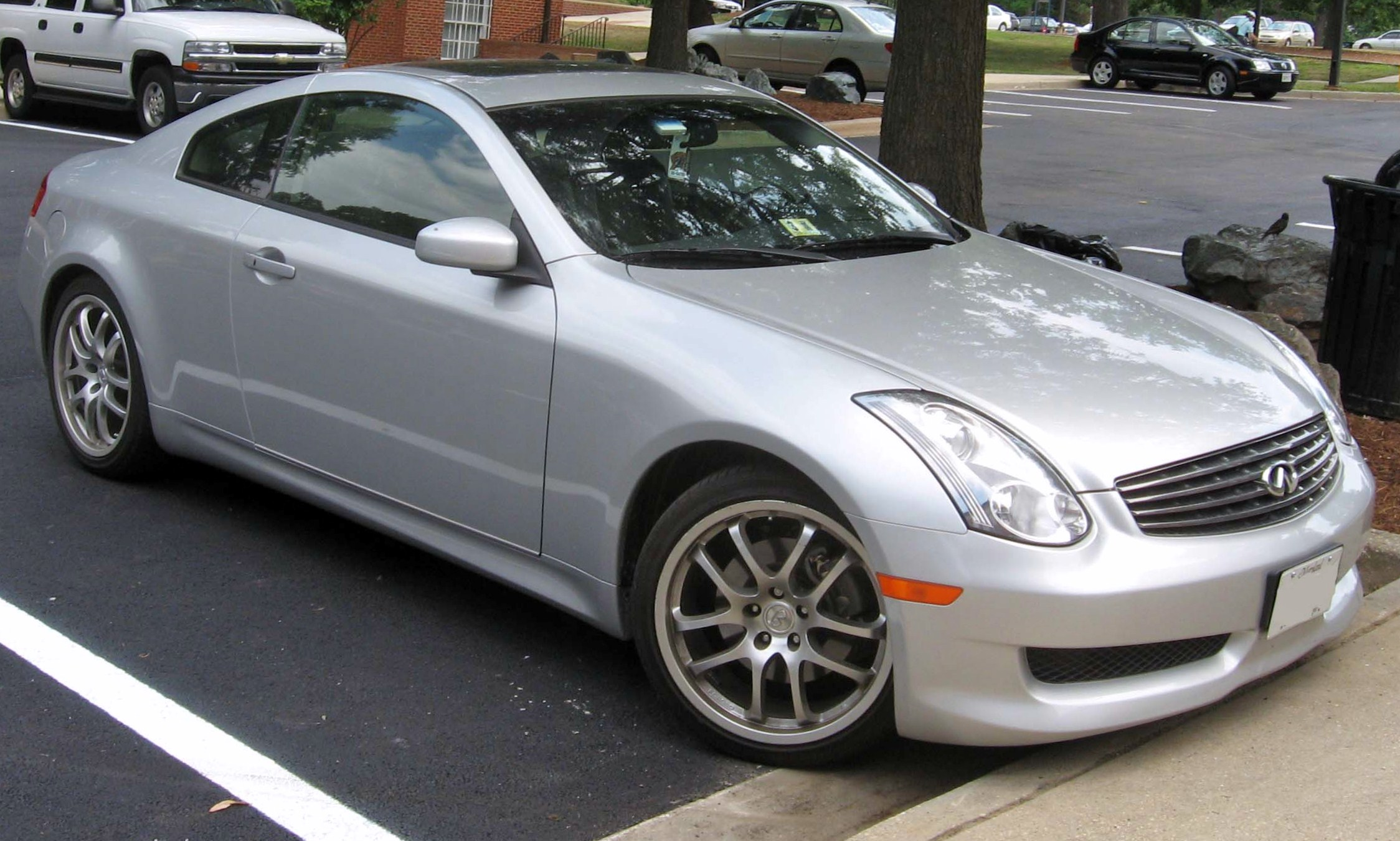
인피니티 G35(전기형) 2도어 쿠페 정측면

### 12세대 V36/J50 (2006~2016)

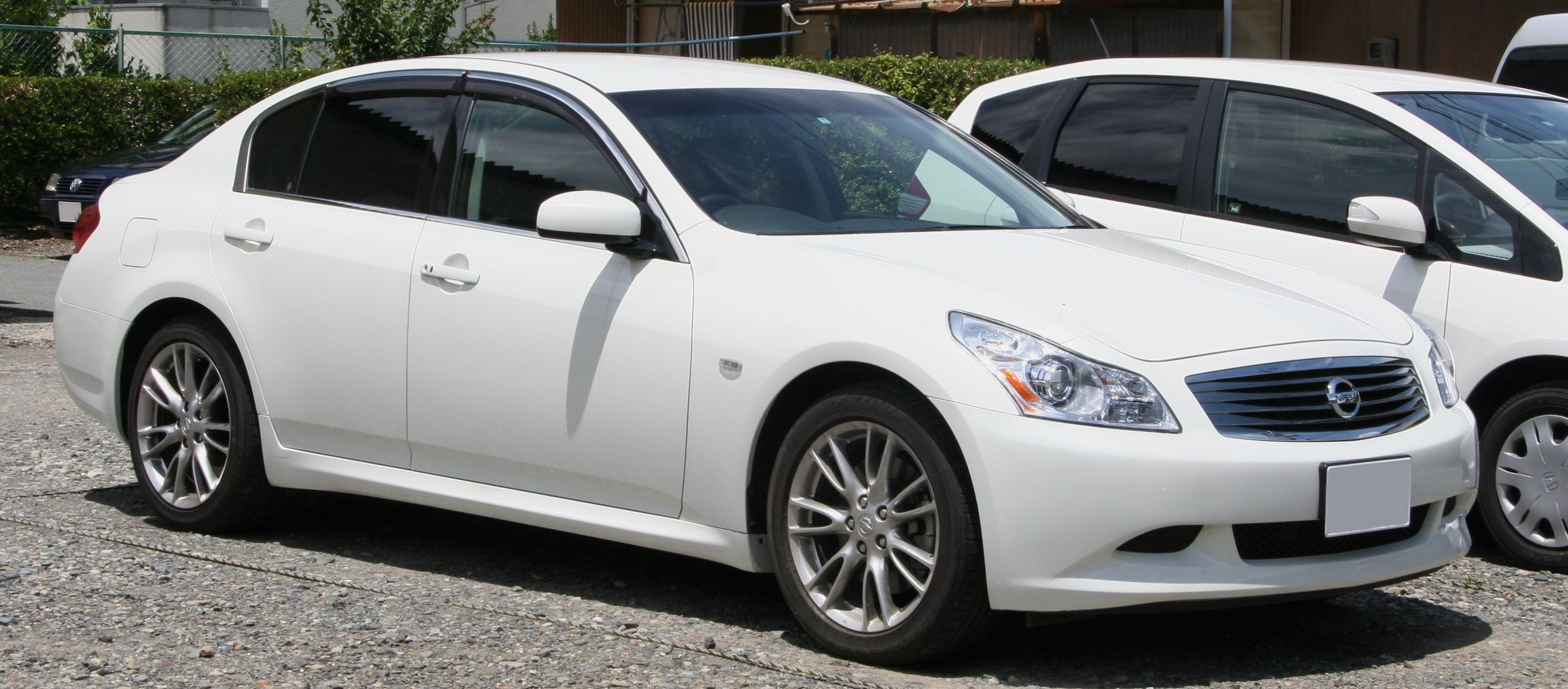
닛산 스카이라인 4도어 세단 정측면

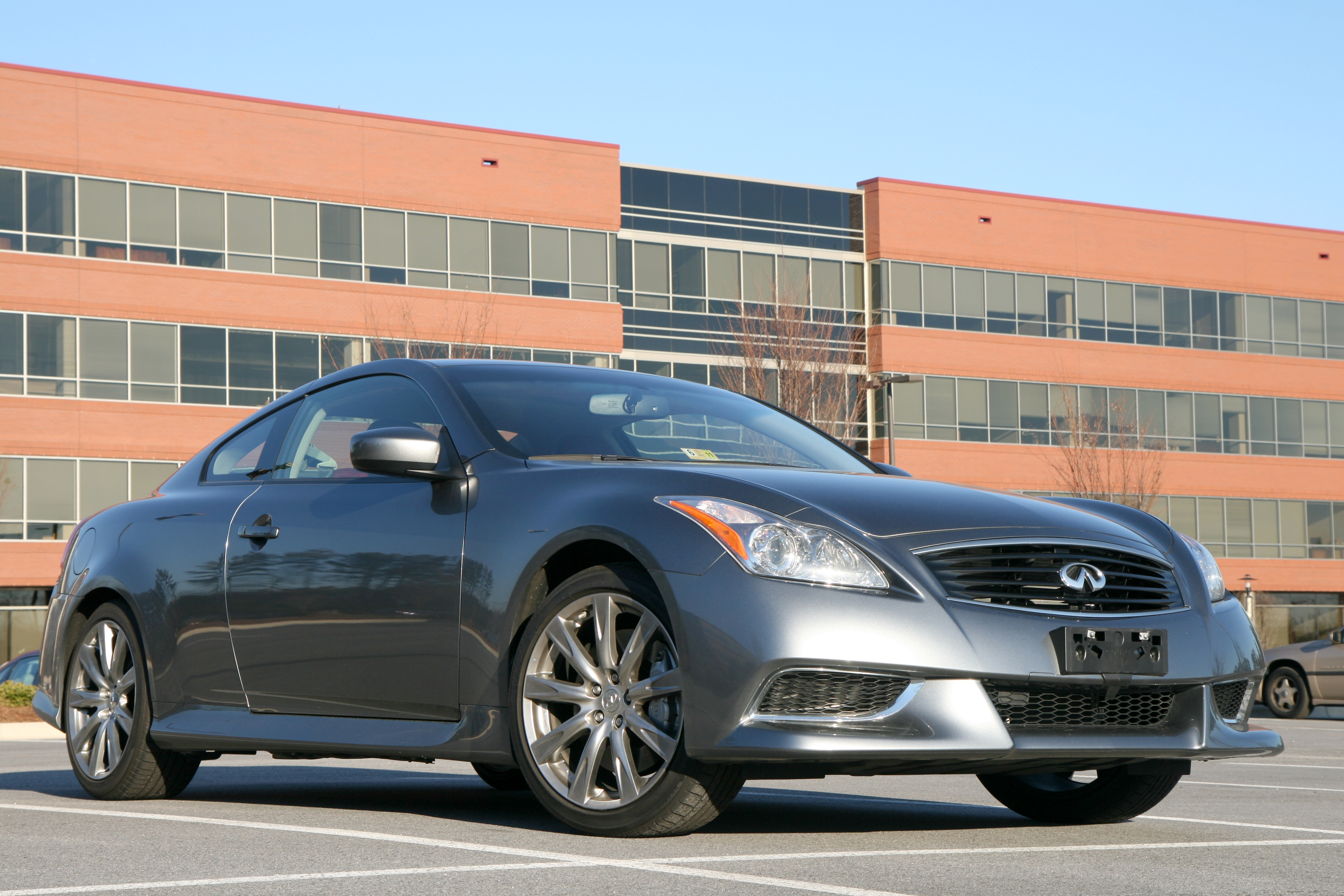
인피니티 G37 S 2도어 쿠페 정측면

V35의 후속으로, 2006년 4월에 출시하였다. 초창기에는 VQ35HR 엔진을 사용하였으나, 추후 VQ37HR로 업그레이드 되었다. 대한민국에서는 인피니티 G35, G37로 팔렸는데, 세단은 2006년 10월 16일에 출시하였고, 쿠페는 그보다 반년이 늦은 2007년 4월에 선보였다. 2009년 7월에는 2007년 12월에 출시가 된 인피니티 EX가 일본 내수에서 스카이라인 크로스오버라는 이름으로 선보였다. 2014년 인피니티의 차명 변경에 따라 인피니티 EX는 인피니티 QX50으로 이름이 변경되었으며 같은 시기에 13세대 스카이라인 / Q50이 출시가 되면서 단종이 되었지만 인피니티 G25와 인피니티 G37 2도어 쿠페 모델은 단종되지 않고 각각 Q40과 Q60으로 이름을 변경하고 2015년까지 병행 생산했다. 2016년 1월에 2도어 쿠페 모델인 스카이라인 쿠페가 단종되었으며, 같은 해인 2016년 6월에 5도어 크로스오버 모델인 스카이라인 크로스오버가 단종되었다.

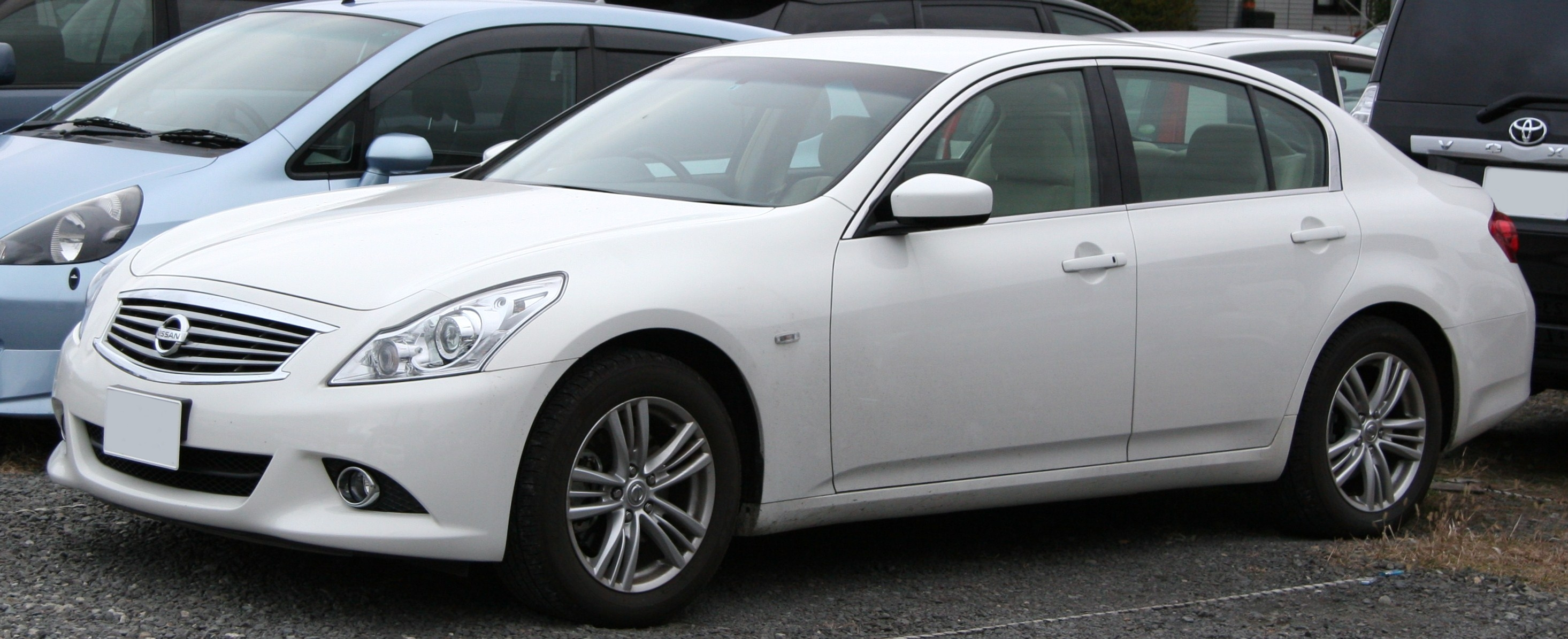
닛산 스카이라인(후기형) 4도어 세단 정측면
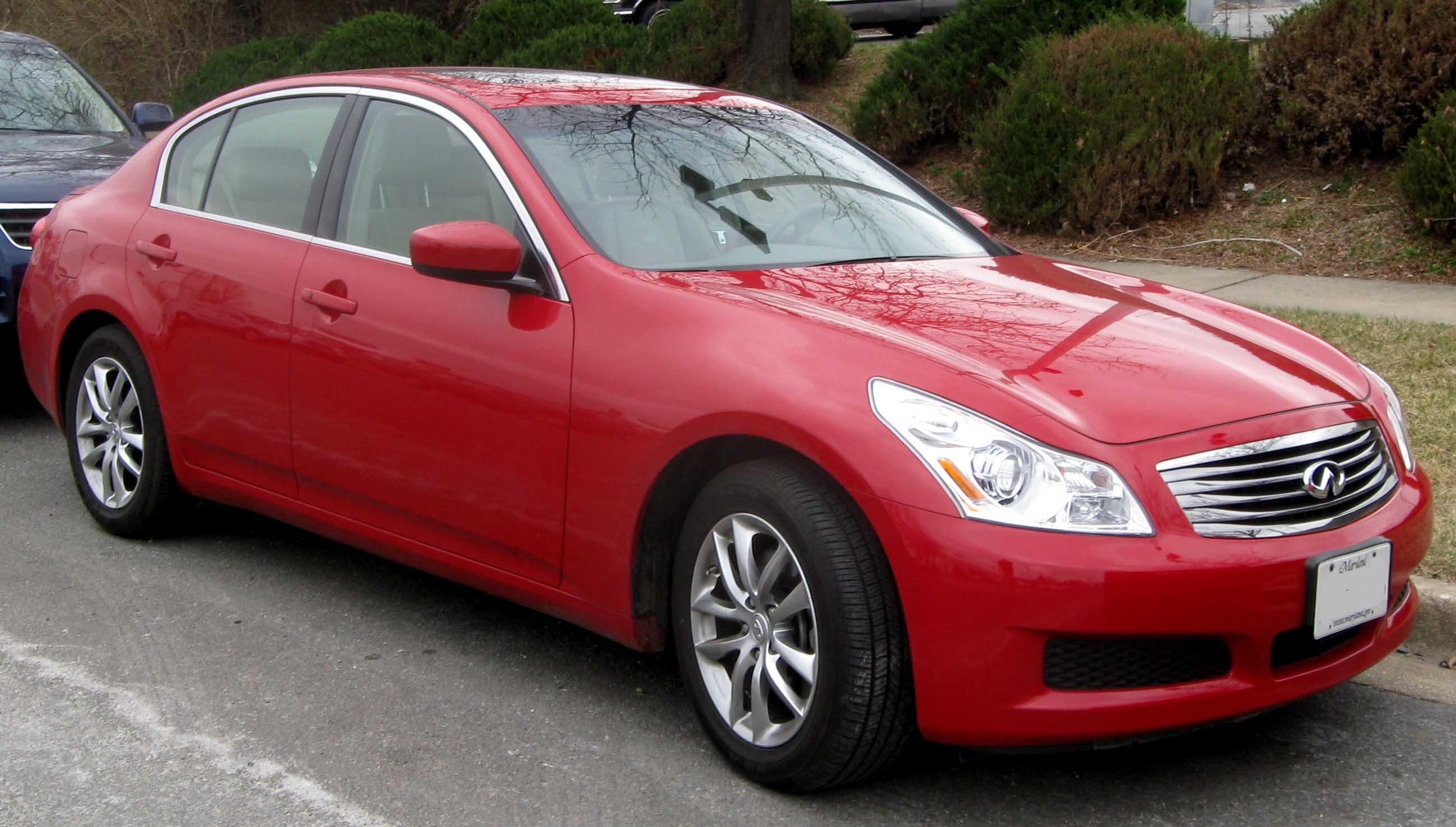
인피니티 G35(후기형) 4도어 세단 정측면
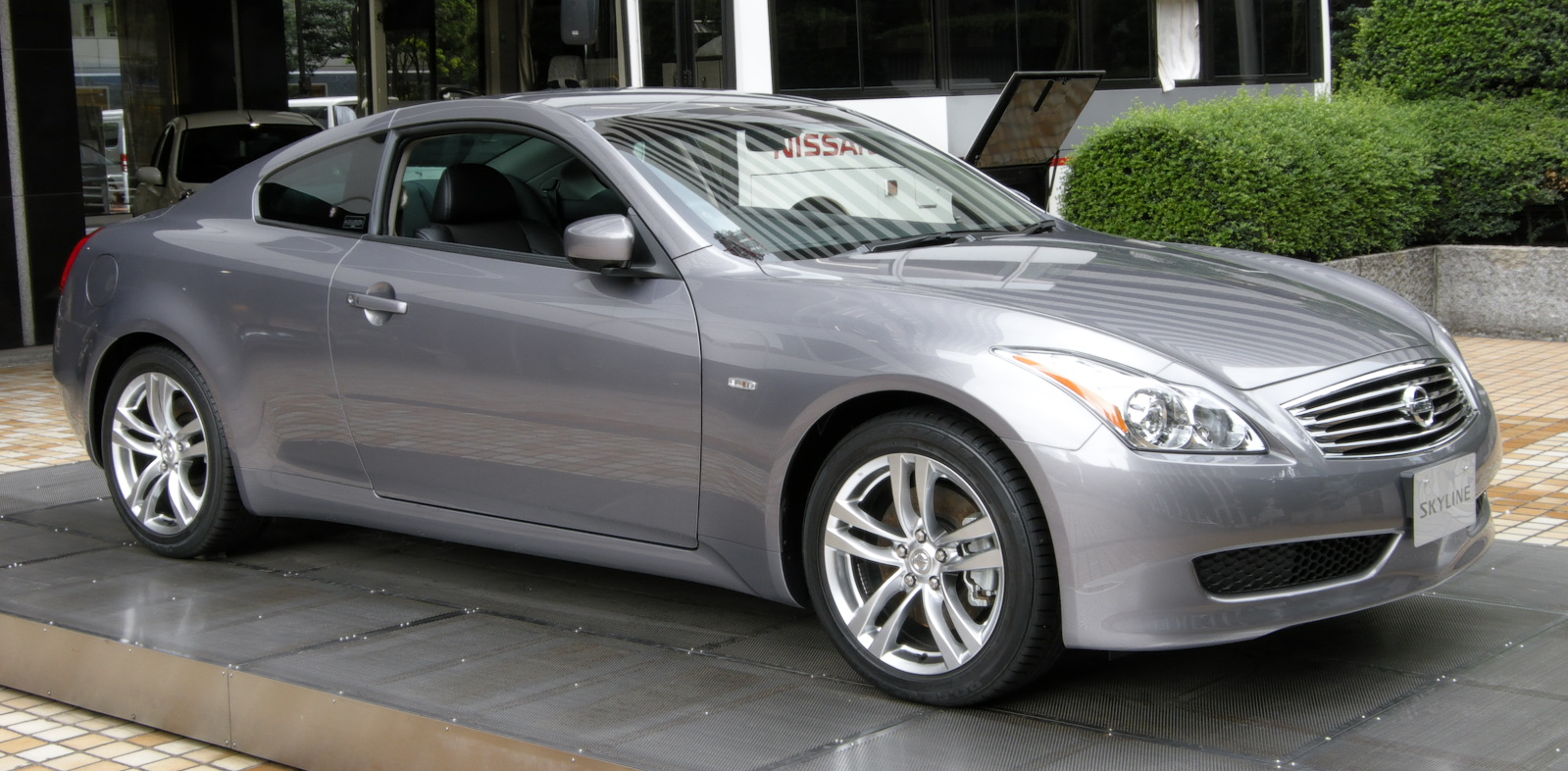
닛산 스카이라인(후기형) 2도어 쿠페 정측면
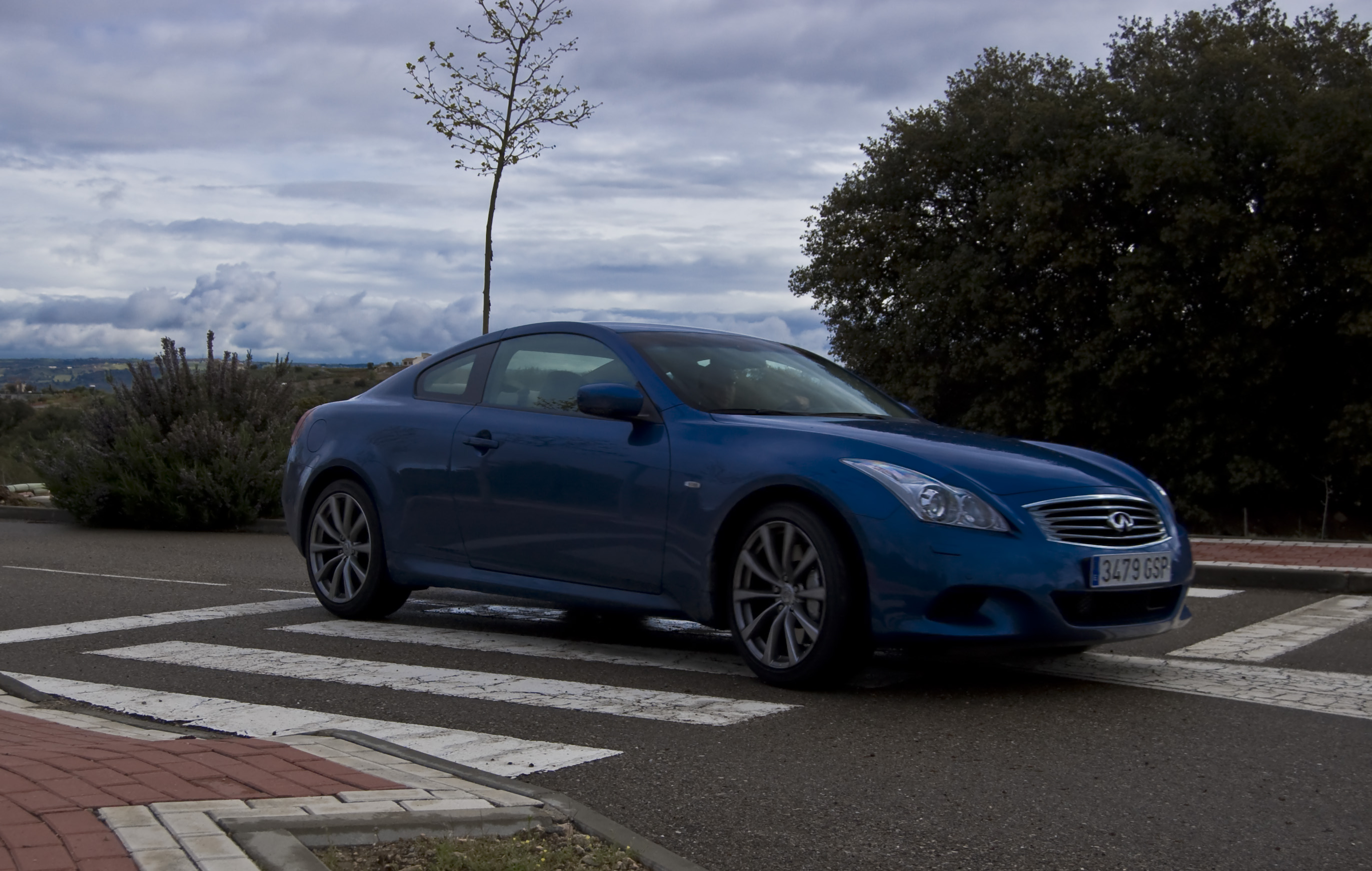
인피니티 G37 S(전기형) 2도어 쿠페 정측면
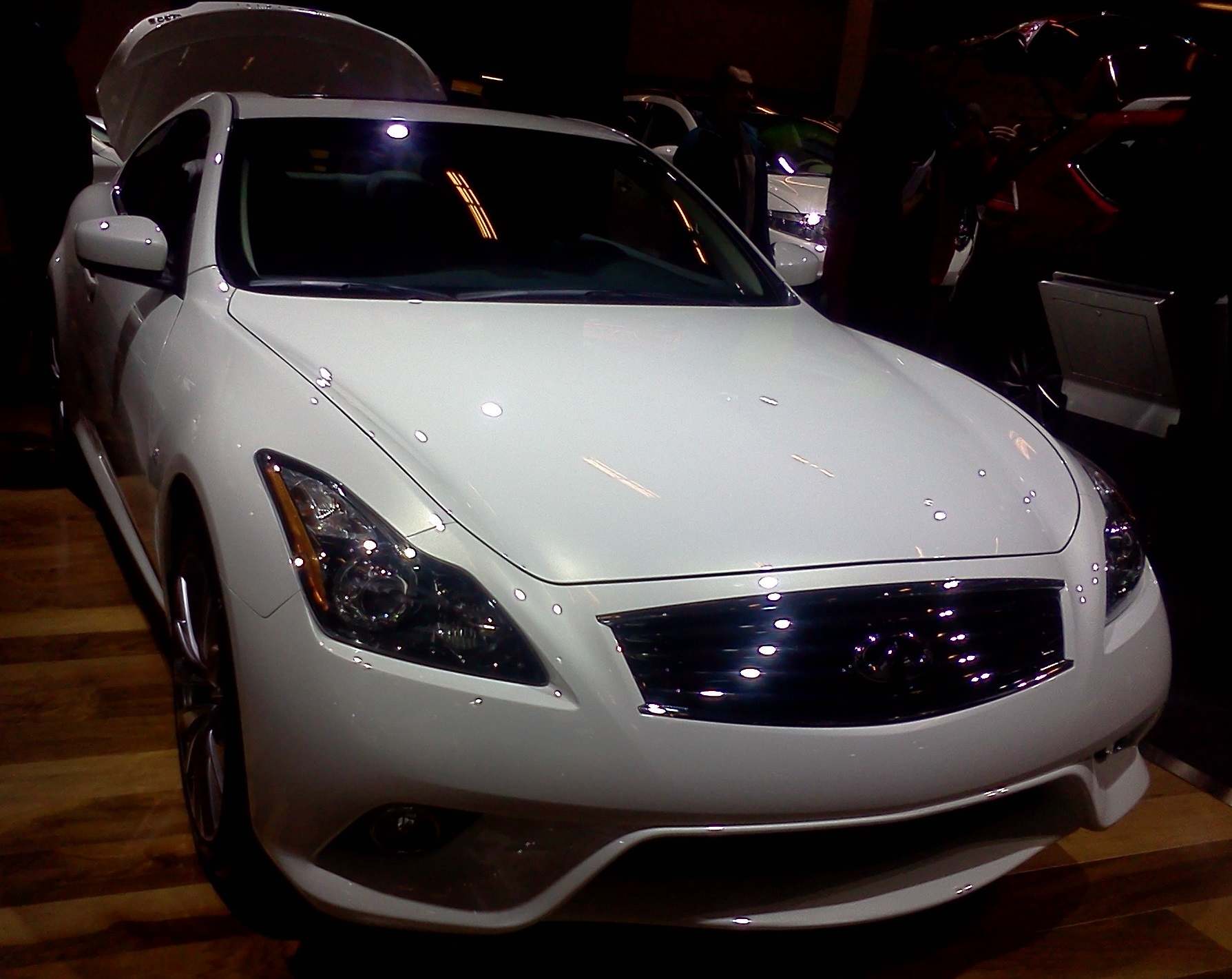
인피니티 Q60 2도어 쿠페 정측면
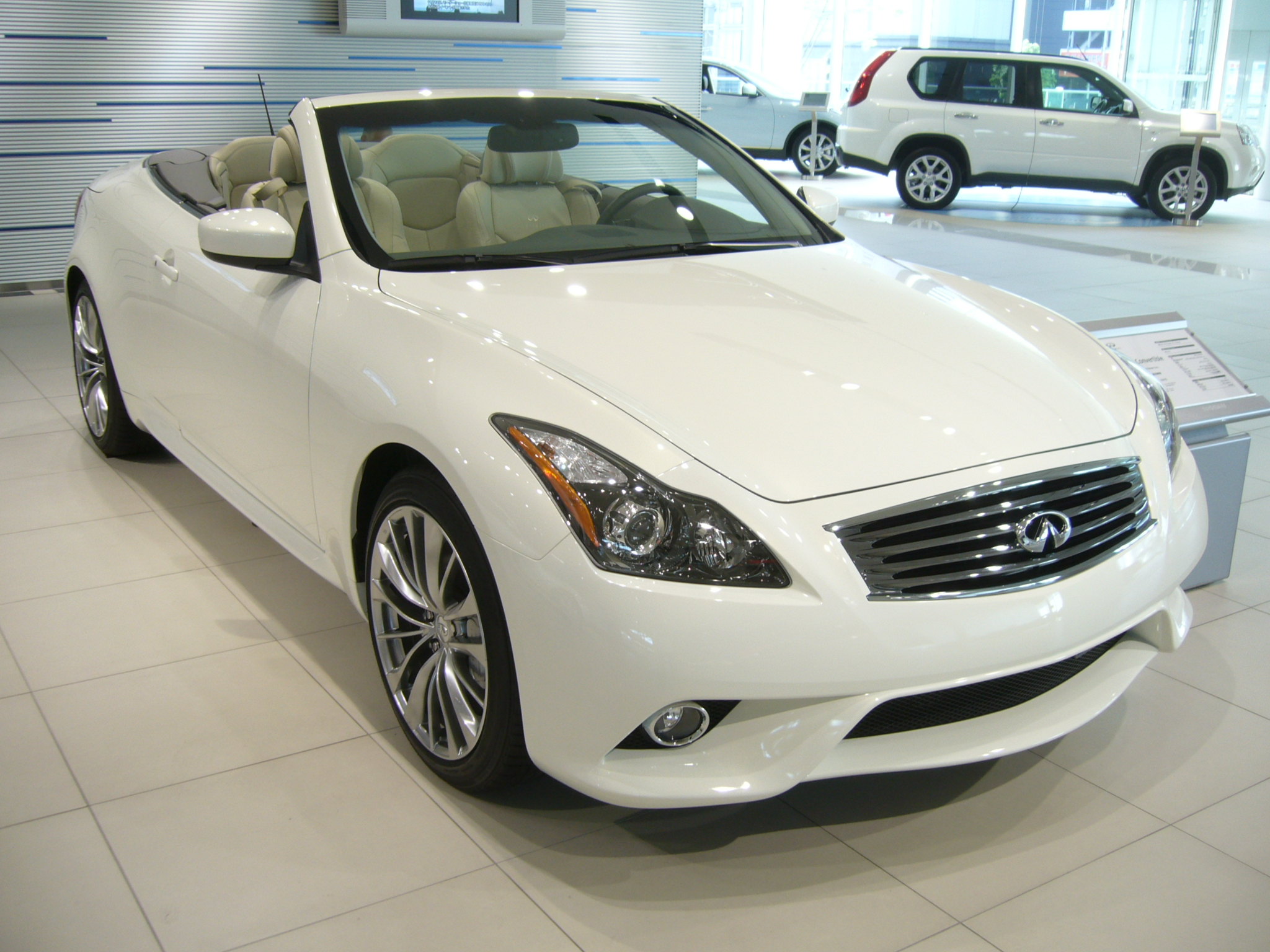
인피니티 G37 S(전기형) 2도어 쿠페 컨버터블 정측면
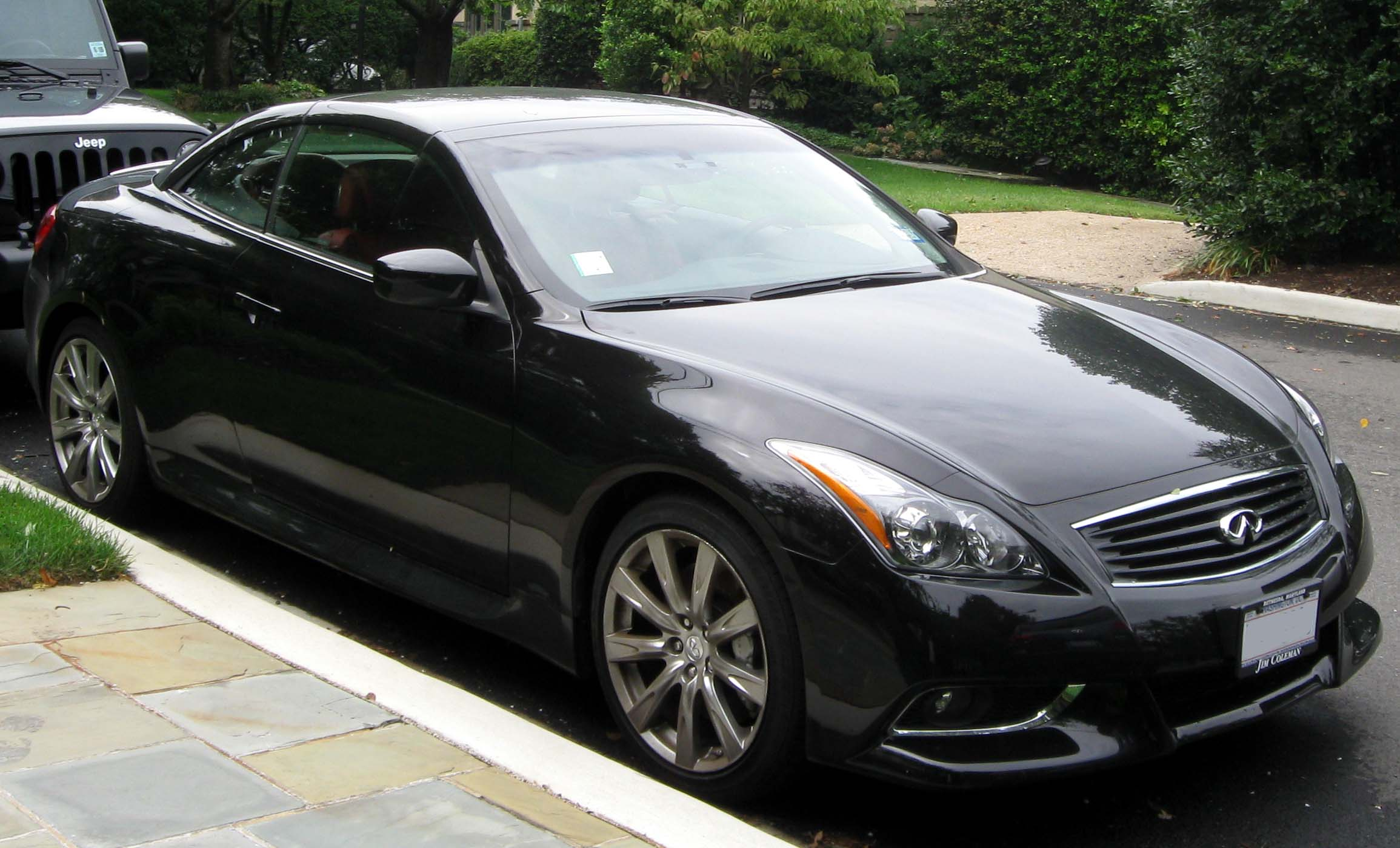
인피니티 G37 S(후기형) 2도어 쿠페 컨버터블 정측면
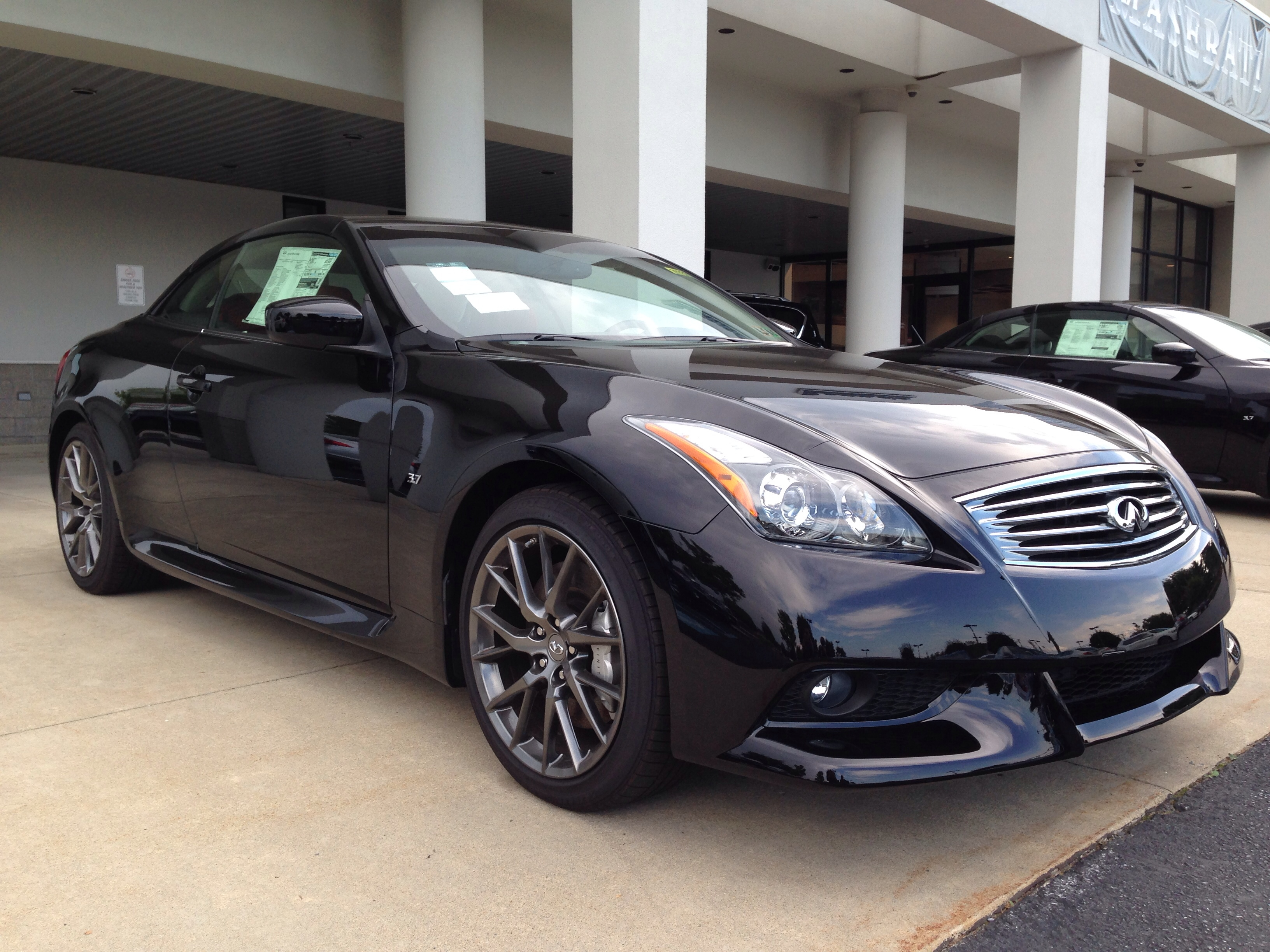
인피니티 Q60 2도어 쿠페 컨버터블 정측면
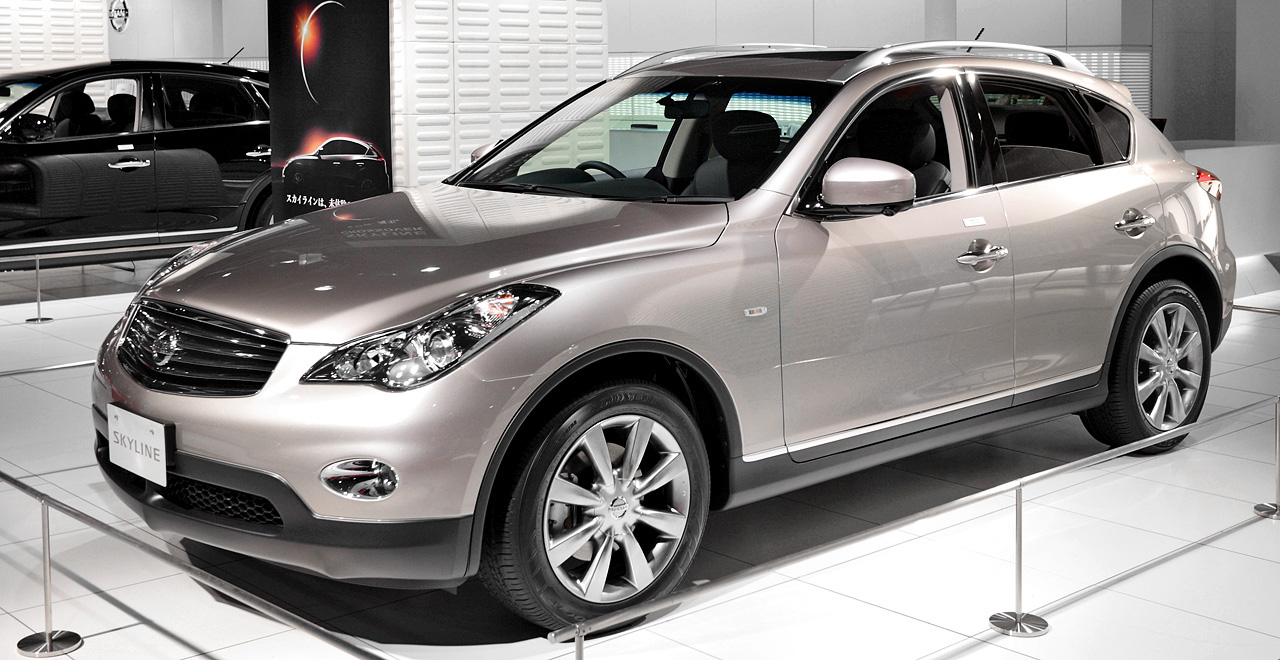
닛산 스카이라인 크로스오버(후기형) 5도어 크로스오버 정측면
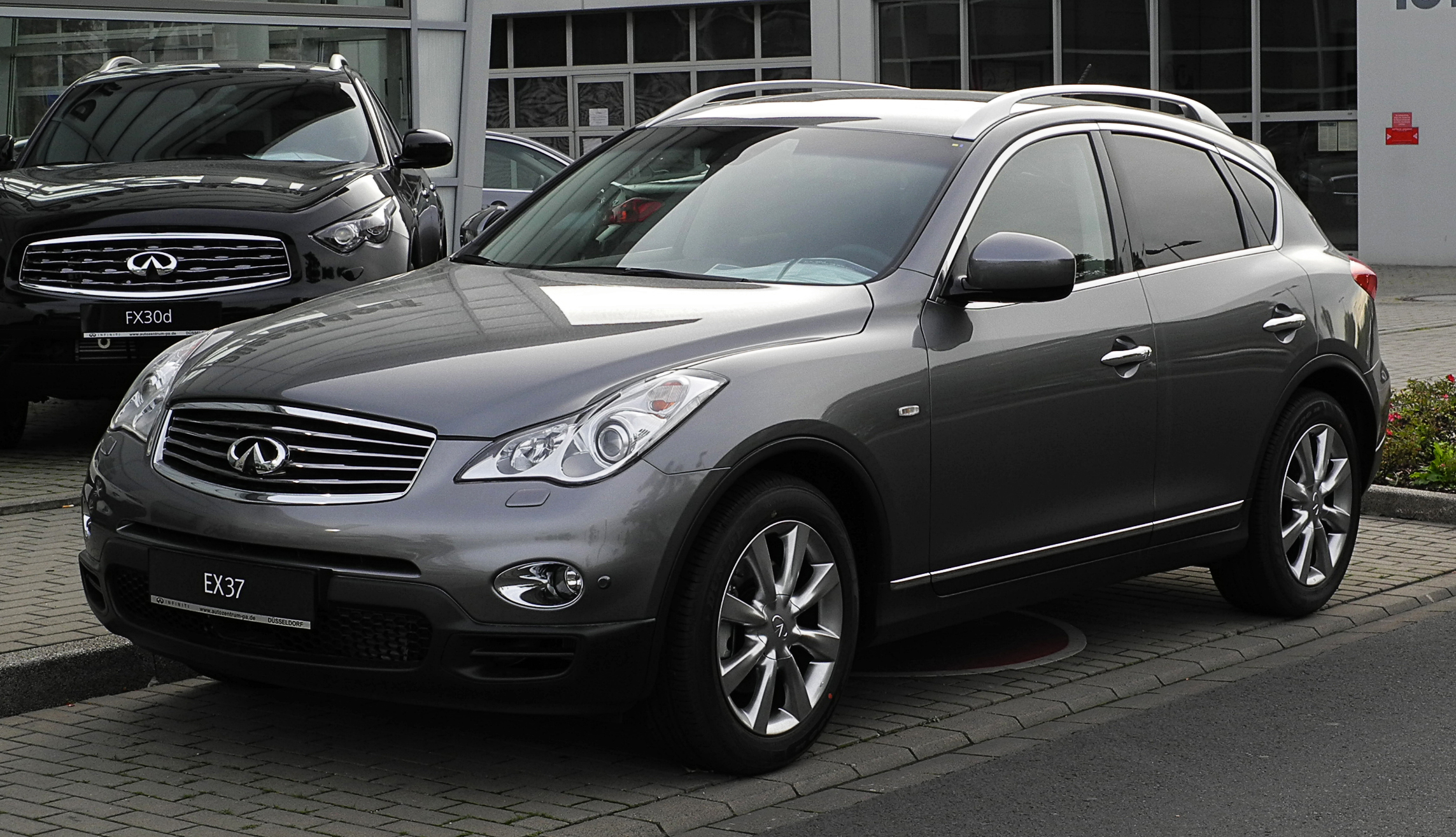
인피니티 EX37(후기형) 5도어 크로스오버 정측면
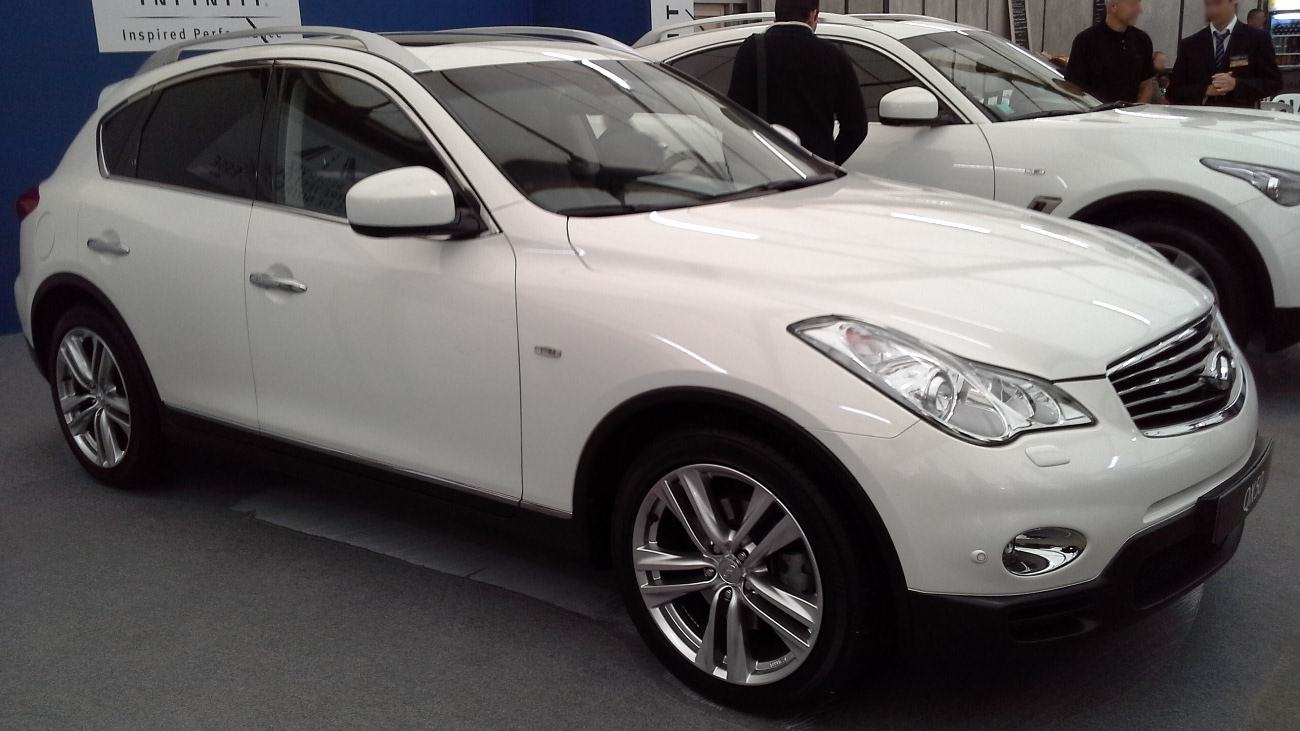
인피니티 QX50(전기형) 5도어 크로스오버 정측면
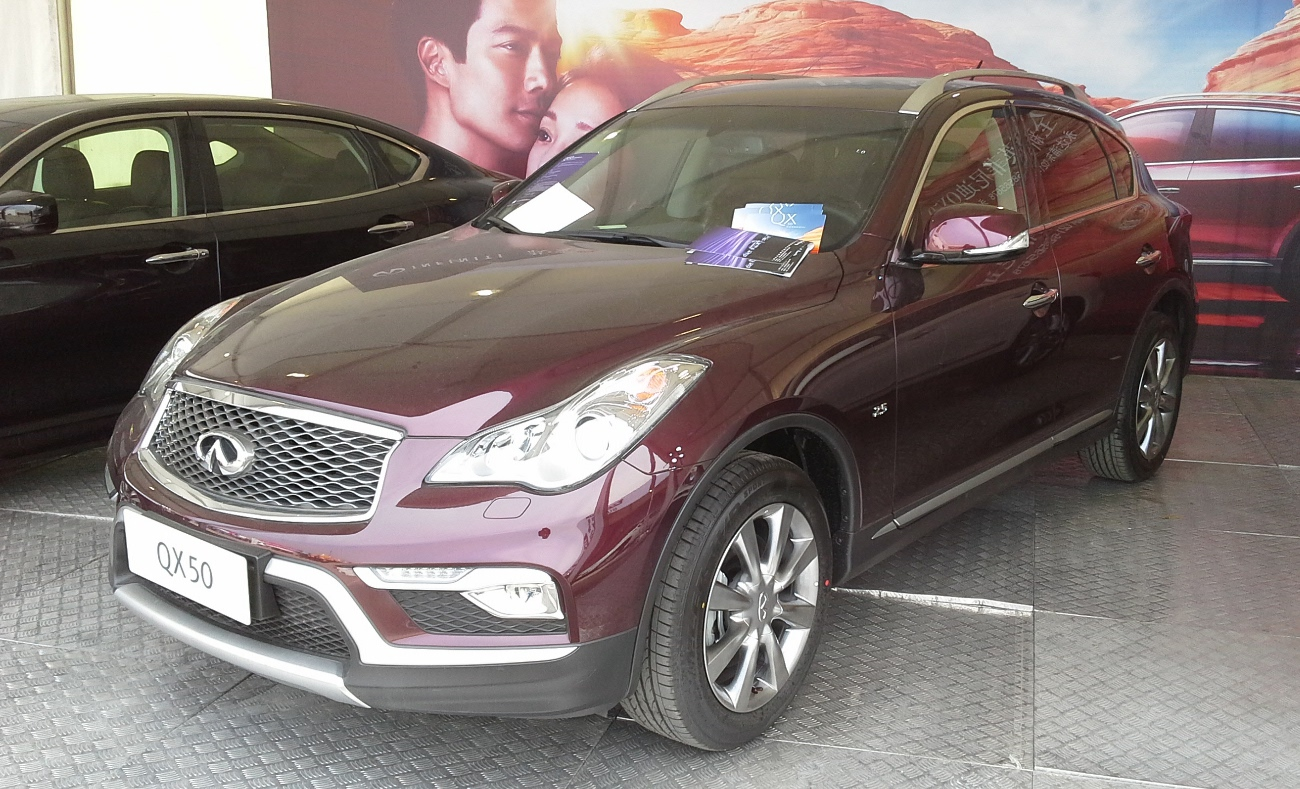
인피니티 QX50(후기형) 5도어 크로스오버 정측면

### 13세대 V37 (2013~현재)

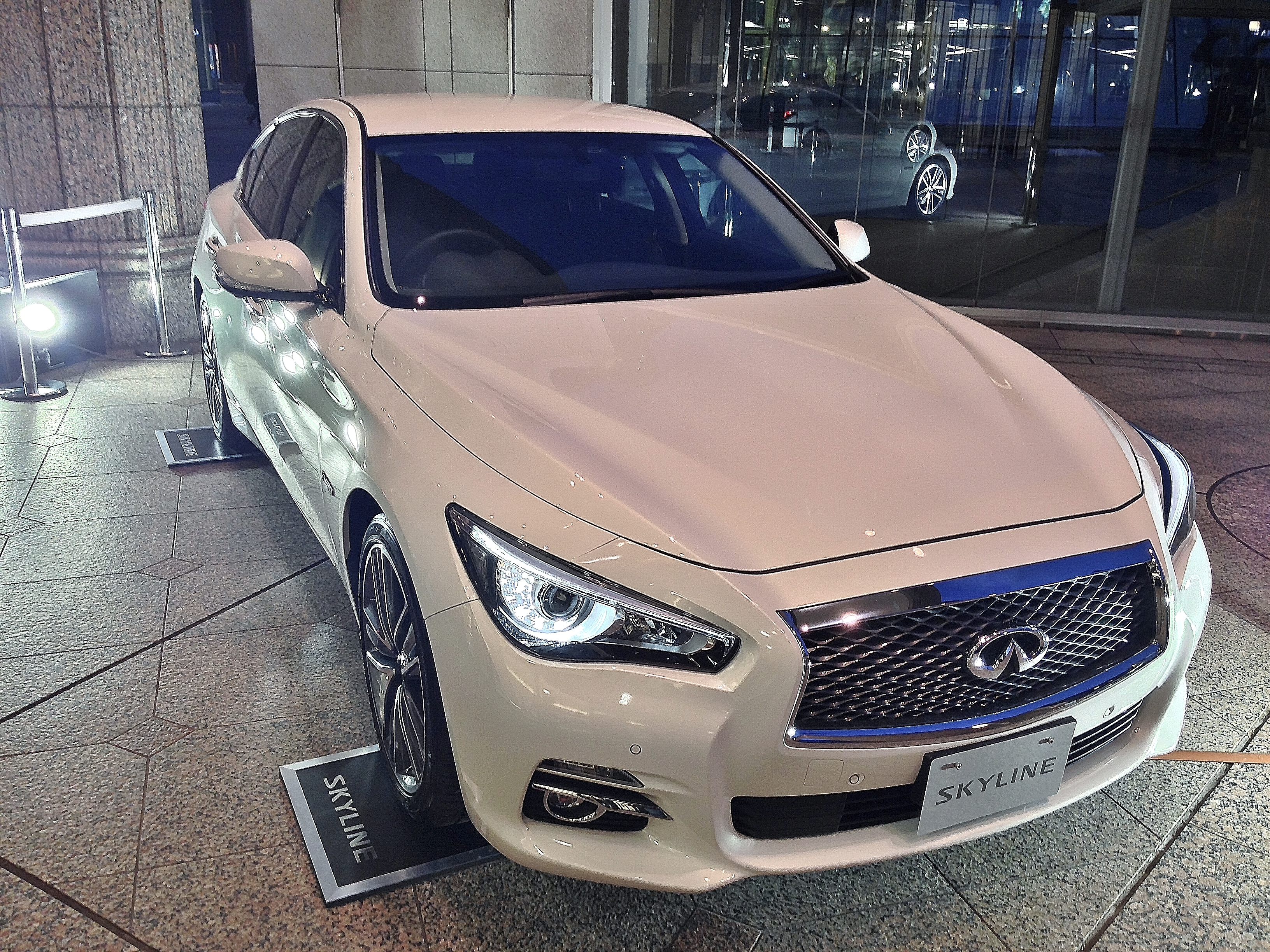
닛산 스카이라인 4도어 세단 350GT 하이브리드 정측면

2013년 도쿄 모터쇼에서 처음 공개되었고, 2013년 11월 11일에 정식 판매를 시작했다. 정식 코드네임은 하이브리드 모델이 DAA.HNV37이며, 가솔린 모델은 DBA.YV37이다.
스카이라인 역사상 처음으로 일본 내수용에도 프론트 라디에이터 그릴에 인피니티 로고를 부착한 모델이다. 내수에서는 벤츠에서 가져온 엔진인 274A 다운사이징 직렬 4기통 2리터 214마력 가솔린 터보 엔진과 VQ35HR V6 3.5리터 306마력 가솔린과 50kW (68마력)의 성능을 자랑하는 HM34 전기모터를 조합한 2가지 엔진을 사용한다. 유럽과 대한민국에서 판매가 되는 인피니티 Q50의 경우 벤츠에서 가져온 L4 2.2리터 OM651 DE22 LA 170마력의 커먼레일 디젤 엔진을 사용한다. 또한 북아메리카에서 판매가 되는 인피니티 Q50의 경우 V6 3.7리터 333마력 VQ37VHR V6 가솔린 엔진을 이용했으며, GT-R (R35)에 장착되는 545마력 VR38DETT V6 3.8리터 가솔린 트윈터보 모델도 출시를 추진하려다가 취소했고, 대신 VR30DETT V6 3.0리터 가솔린 트윈터보 사양이 추가됐다. 자동변속기는 모두 7단이다. 중국에서는 전장과 축거 휠베이스를 연장한 인피니티 Q50L이 출시가 되어 중국 후베이성 샹양시에 있는 닛산 현지공장에서 생산을 시작하였으며, 2014년부터 판매를 하고 있다.
대한민국에서는 2.2리터 커먼레일 디젤 모델과 V6 3.5리터 DOHC 가솔린 하이브리드 2가지만 판매했으나, 환경 규제로 2.2리터 디젤은 단종되어 닛산이 철수하기 전까지 V6 3.5 가솔린 하이브리드만 판매했다. 2020년에는 닛산이 대한민국에서 철수하기 전에 304마력 VR30DETT V6 3.0리터 가솔린 트윈터보 사양을 한정 판매했다. 2.0리터 가솔린 터보, V6 3.5/3.7리터 DOHC 엔진은 대한민국에 들어오지 않았다.
유럽, 대한민국, 북아메리카에서는 인피니티 Q50으로 팔리며, Q50의 경우, 디젤과 하이브리드 모델의 속이 완전히 다른 차량이다. 2015년 대한민국 국토교통부의 2015 신차안전도평가에서 92.1점으로 대한민국에서 판매되는 수입차 중에서 가장 높은 점수를 받았다.
2019년에 페이스리프트를 거치면서 닛산 로고를 다시 달았고, 맥시마와 비슷한 모양의 라디에이터 그릴을 장착했다. 후미등의 내부 디자인은 스카이라인의 상징인 원형 램프로 변하였다.
2022년에 윗급 모델인 푸가와 시마가 단종되어 일본 내수에서 판매하는 유일한 세단이 되었다.

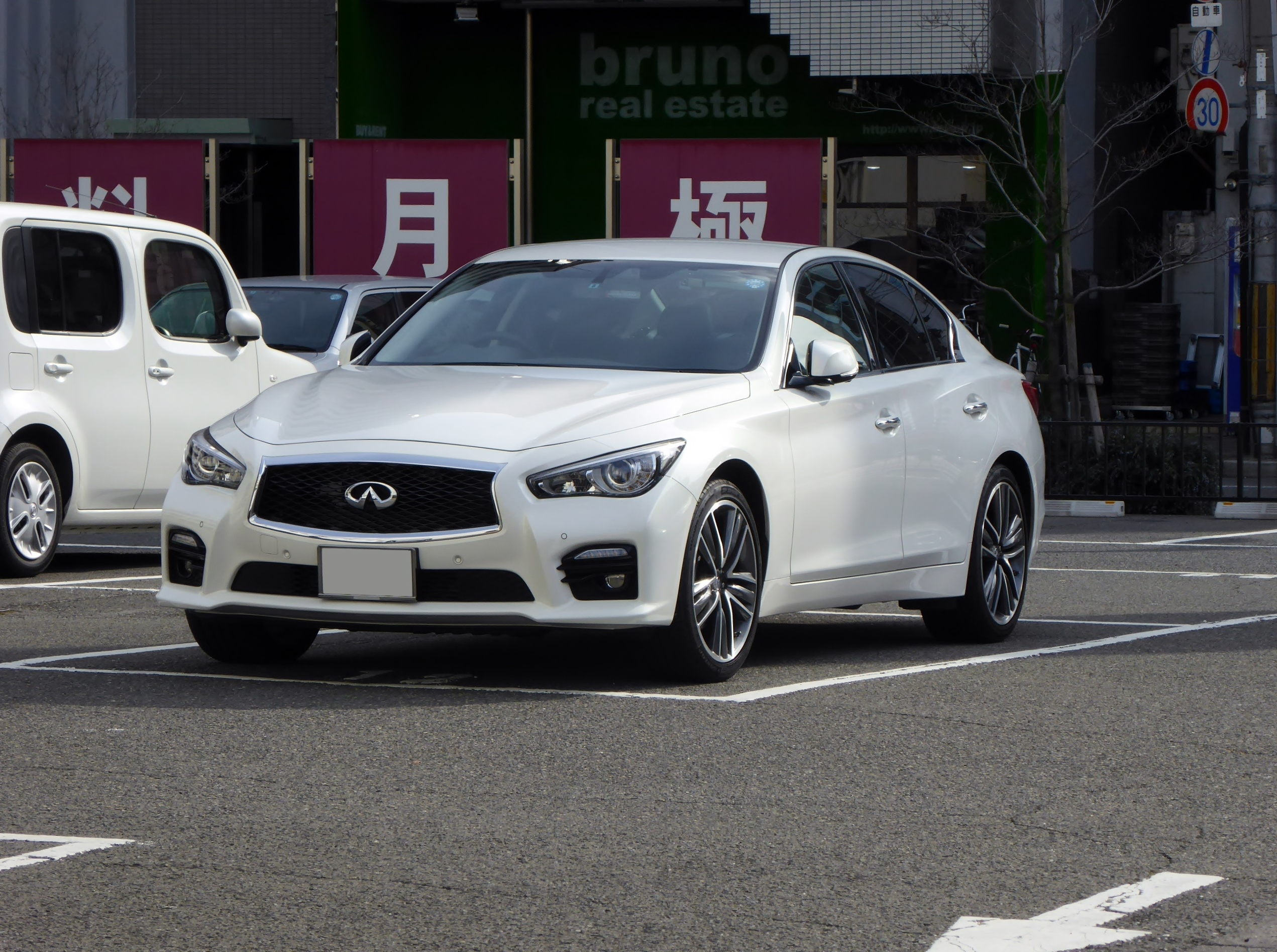
닛산 스카이라인 4도어 세단 200GT-T 타입 SP 정측면
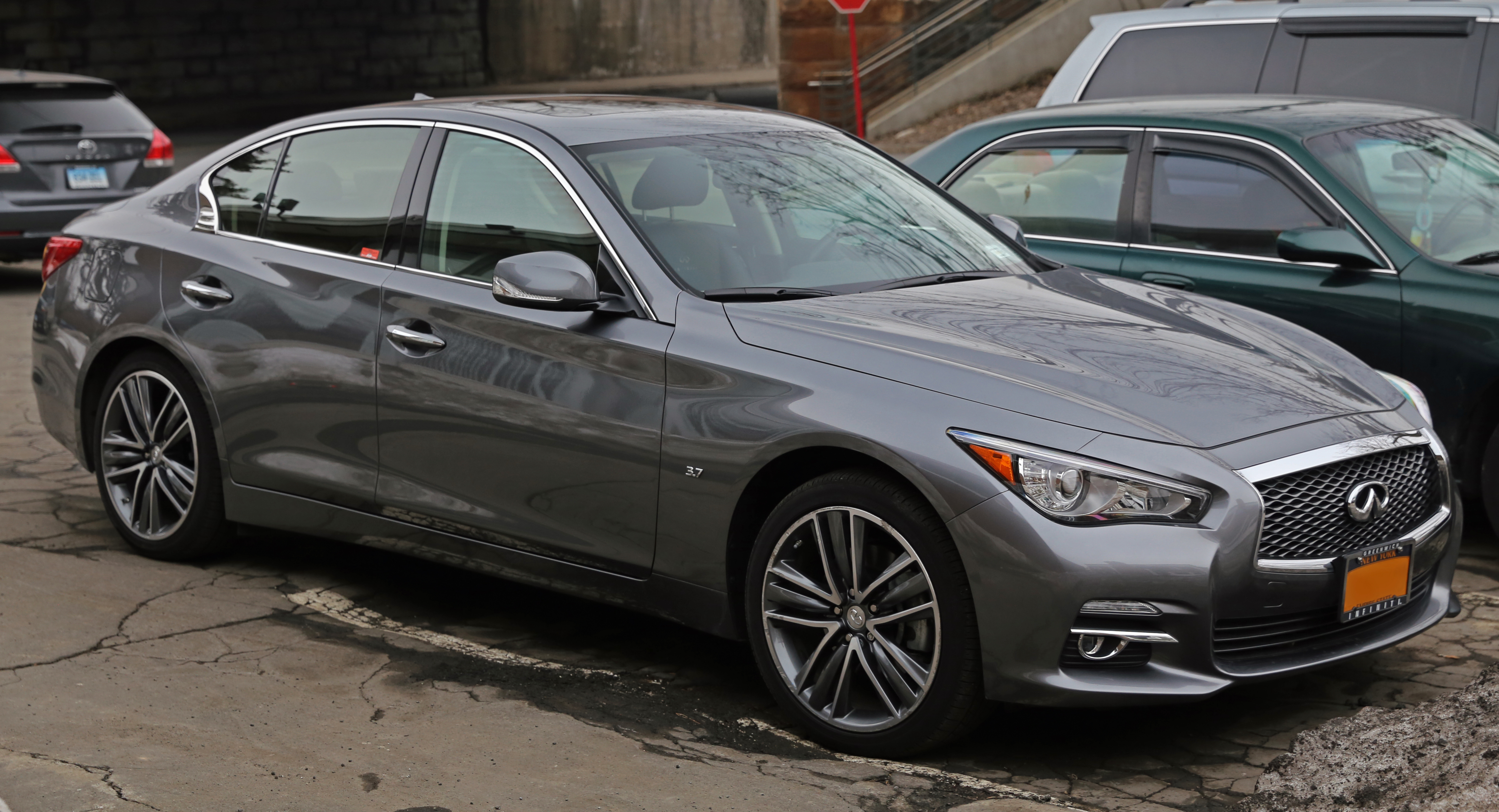
인피니티 Q50 4도어 세단 3.7 AWD 정측면

### 라인업
| 구분       | 2.0L 가솔린 터보       | 2.2L 디젤(Q50)    | 3.5L 가솔린 하이브리드 |
| ---------- | ---------------------- | ----------------- | ---------------------- |
| 스카이라인 | 200GT-T Type P Type SP | PREMIUM Exclusive | 350GT Type P Type SP   |

## 미디어 속 스카이라인
- 만화
  - 명탐정 코난에서는 신형선 형사 (타카키 와타루 형사)의 수사용 차량으로 등장하는데, 해당 차량은 10세대 ER34형 4도어 세단 (회색 25GT TURBO)이다.
  - 이니셜 D에서는 나이트 키즈의 리더인 나카자토 타케시가 타는 차량으로 등장하는데, 후지와라 타쿠미와의 대결에서 좌측 헤드라이트를 박고 스핀하는 장면이 나오며, 2기에서 엠페러의 넘버 2인 이와키 세이지와의 대결에서도 좌측 헤드라이트를 박고 스핀하는 장면이 나온다. 두 배틀 모두 패배했다. 해당 차량은 1994년에 생산된 8세대 BNR32형 스카이라인 GT-R (검은색 V-Spec II)이다. 이에 앞서, 나카자토 타케시가 실비아 (S13)를 타던 시절에 배틀하던 차량으로도 8세대 BNR32형 스카이라인 GT-R (흰색)이 등장하며, 4기에서는 세븐 스타 리프 팀의 No.2인 카와이 아츠오의 차량으로 등장하는데, 해당 차량은 2000년에 생산된 8세대 ER34형 스카이라인 2도어 쿠페 (보라색 25GT Turbo)이며, 후반기에는 퍼플 섀도우 팀의 '신의 발'인 호시노 코조의 차량으로 등장하는데, 해당 차량은 2002년에 생산된 10세대 BNR34형 스카이라인 GT-R (금색 V-Spec II Nur)이다. 또, 5기에서는 타카하시 료우스케의 대학 선배인 '사신(死神)' 호죠 린의 차량으로 등장하여 죽음의 배틀을 펼치기도 했는데, 해당 차량은 1994년에 생산된 8세대 BNR32형 스카이라인 GT-R (회색 V-Spec II)로, 무려 650마력의 출력을 낸다.
  - 완간 미드나이트에서는 8세대인 BNR32, 9세대인 BNR33, 10세대인 BNR34 등 역대 스카이라인 GT-R (파란색 V-Spec II)이 등장한다.
  - 초속변형 자이로제타에서는 10세대인 BNR34 스카이라인 GT-R (파란색 V-Spec II와 은색 V-Spec II)과 4세대인 C110 하코스카 스카이라인 2000 GT-R (은색)이 등장한다. 또한 닛산 GT-R (R35) (파란색 퓨어 에디션과 은색 퓨어 에디션)도 함께 등장한다.

- 드라마
  - 미스터 굿바이에서 윤현서 (안재욱 분)의 차량으로 11세대 인피니티 G35 4도어 세단 V35와 11세대 인피니티 G35 2도어 쿠페 V35가 등장한다.
  - 스타의 연인에서 12세대 인피니티 G37 2도어 쿠페 V36과 12세대 인피니티 EX35 5도어 크로스오버 V36 / J50이 등장한다.
  - 아가씨를 부탁해에서 강혜나 (윤은혜 분)의 차량으로 12세대 인피니티 G37 4도어 세단 V36과 12세대 인피니티 G37 2도어 컨버터블 쿠페 V36이 등장한다.
  - 천하무적 이평강에서 우온달 (지현우 분)의 차량으로 12세대 인피니티 G37 2도어 쿠페 V36이 등장한다.
  - 크리스마스에 눈이 올까요에서 한지완 (한예슬 분)의 차량으로 12세대 인피니티 G37 4도어 세단 V36과 12세대 인피니티 EX37 5도어 크로스오버 V36 / J50이 등장한다. 또한 박태준 (송종호 분)의 차량으로 12세대 인피니티 G37 2도어 컨버터블 쿠페 V36이 등장한다.
  - 내 여자친구는 구미호에서 차대웅 (이승기 분)의 차량으로 12세대 인피니티 G37 4도어 세단 V36과 은혜인 (박수진 분)의 차량으로 12세대 인피니티 G37 2도어 컨버터블 쿠페 V36 그리고 반두홍 (성동일 분)의 차량으로 12세대 인피니티 EX37 5도어 크로스오버 V36 / J50이 등장한다.
  - 최고의 사랑에서 강세리 (유인나 분)의 차량으로 12세대 인피니티 G37 2도어 컨버터블 쿠페 V36이 등장한다.
  - 꽃미남 라면가게에서 차지수 (정일우 분)의 차량으로 12세대 인피니티 G37 2도어 컨버터블 쿠페 V36과 12세대 인피니티 EX37 5도어 크로스오버 V36 / J50이 등장한다.
  - 세상 어디에도 없는 착한남자에서 서은기 (문채원 분)의 차량으로 12세대 인피니티 G37 2도어 컨버터블 쿠페 V36이 등장한다.
  - 청담동 앨리스에서 신인화 (김유리 분)의 차량으로 12세대 인피니티 G37 2도어 쿠페 V36이 등장한다.
  - 주군의 태양에서 태이령 (김유리 분)의 차량으로 12세대 인피니티 G37 2도어 컨버터블 쿠페 V36과 12세대 인피니티 G25 스마트 4도어 세단 V36이 등장한다.
  - 엔젤 아이즈에서 박동주 (이상윤) 분의 차량으로 13세대 인피니티 Q50 4도어 세단 V37이 등장한다.
  - 동네의 영웅에서 백시윤 (박시후) 분의 차량으로 13세대 인피니티 Q50S 하이브리드 4도어 세단 V37이 등장한다.

- 영화
  - 분노의 질주 2에서 브라이언 오코너 (폴 워커 분)의 차량으로 등장하는데, 해당 차량은 10세대인 BNR34 스카이라인 GT-R (은색 V-Spec)이다.
  - 분노의 질주 4에서 초반에 드래그하는 장면에서 브라이언 오코너 (폴 워커 분)의 차량으로 등장하는데, 해당 차량은 10세대인 BNR34 스카이라인 GT-R (파란색 V-Spec II)이다. 또한 11세대 인피니티 G35 2도어 쿠페 (오렌지색) V35 차량도 같이 등장하였다.
  - 분노의 질주 5에서 브라이언 오코너 (폴 워커 분)의 차량으로 등장하는데, 해당 차량은 3세대인 C10 스카이라인 2000 GT-R (검은색)이다. 또한 닛산 GT-R R35 (은색)도 브라이언 오코너 (폴 워커 분)의 차량으로 함께 등장하였다.
  - 분노의 질주 7에서 브라이언 오코너 (폴 워커 분)의 차량으로 등장하는데, 해당 차량은 8세대인 BNR32 스카이라인 GT-R (검은색)이다. 또한 닛산 GT-R R35 (파란색 블랙 에디션)도 브라이언 오코너 (폴 워커 분)의 차량으로 함께 등장하였다.
  - 춤추는 대수사선 THE MOVIE 2에서 아오시마 슌사쿠 (오다 유지 분)의 경찰 수사용 차량으로 등장하는데, 해당 차량은 11세대인 V35 스카이라인 4도어 세단 (은색 350GT)이다.
  - 외사경찰에서 유대하 / 안민철 (김강우 분)의 차량으로 등장하는데, 해당 차량은 12세대인 V36 스카이라인 4도어 세단 (검은색 370GT)이다.

## 경쟁 차량
- 제네시스 - G70
- 기아 - 스팅어
- 벤츠 - C 클래스
- BMW - 3 시리즈
- 아우디 - A4
- 토요타 - 마크 X
- 렉서스 - IS
- 재규어 - XE
- 캐딜락 - ATS
- 볼보 - S60
- 알파 로메오 - 줄리아